# 2019-es Eurovíziós Dalfesztivál
Ha az aktuális magyar nemzeti döntőről szeretnél többet tudni, lásd: A Dal (2019)
A 2019-es Eurovíziós Dalfesztivál (angolul: Eurovision Song Contest 2019, franciául: Concours Eurovision de la chanson 2019, héberül: אירוויזיון 2019, arabul: مسابقة الأغنية الأوروبية 2019) a hatvannegyedik Eurovíziós Dalfesztivál volt. Izraelben rendezték meg, mivel a 2018-as Eurovíziós Dalfesztivált az izraeli Netta Toy című dala nyerte. Ez volt a harmadik alkalom, hogy a dalfesztivált Izraelben rendezték meg, viszont az első, hogy Tel-Avivban.
41 ország erősítette meg részvételi szándékát. Bulgária visszalépett a versenytől, míg Ukrajna műsorszolgáltatója a nemzeti válogató körül kialakult konfliktusok után jelentette be távolmaradását.
A döntőt a holland Duncan Laurence nyerte meg Arcade című dalával.

## A helyszín és a verseny témája
Az ország győzelme és a trófea átvétele után az énekesnő, Netta, valamint nem sokkal később az izraeli miniszterelnök, Benjámín Netanjáhú Twitter-üzenetben egyaránt kijelentette, hogy a 2019-es versenynek Jeruzsálem ad otthont, de ezt ekkor még nem erősítette meg a dalfesztivált szervező Európai Műsorsugárzók Uniója.
Egy riporter, Joáv Ginaj a győzelem után élő adásban megemlítette, hogy a jeruzsálemi önkormányzat szóvivője a Teddy Stadiont javasolta helyszínként a verseny megrendezésére. Egy másik lehetséges helyszín – amelyet Nir Barkat, Jeruzsálem polgármestere említett meg az izraeli hadsereg rádióján – a Jeruzsálem Aréna.
Szintén lehetséges helyszínnek bizonyult a Menóra Mivtachim Aréna Tel-Avivban, azonban a város polgármestere, Ron Huldai a győzelmet követően kijelentette, hogy Tel-Aviv nem pályázik a rendezés jogának megszerzéséért. A Haaretz értesülései alapján azonban június 11-én kiderült, hogy a város Eilat, Haifa és Jeruzsálem mellett mégis benyújtotta pályázatát. Korábban lehetséges helyszínként felmerült Beér-Seva és Petah Tikva is. 2018. augusztus 30-án bejelentették, hogy Eilat visszalép a kandidáló városok versenyéből.
A győztest 2018. szeptember 13-án jelentették be: a dalfesztiválnak Tel-Aviv adhat otthont.
Később bejelentették hogy a Tel-Avivi Nemzetközi Kiállítási Központ 2-es pavilonjában rendezik a versenyt.
A dalfesztivál hivatalos mottója Dare to Dream lett, mely magyarul azt jelenti, hogy Merj álmodni!
| Izrael Haifa Petah Tikva Tel-Aviv Jeruzsálem Beér-Seva Eilat Masszáda |

Kulcsok:

 †   Rendező város
 ‡   Pályázó városok
     Nem megfelelő helyszínek
| Város        | Intézmény                   | Kapacitás       | Megjegyzés                                                                            |
| ------------ | --------------------------- | --------------- | ------------------------------------------------------------------------------------- |
| Eilat ‡      | Két hangár a kikötőben      | 10 000          | A tervek szerint két hangár összeépítésével a helyszín megfelelne a követelményeknek. |
| Eilat ‡      | Ice Mall                    | 7 500           | —                                                                                     |
| Jeruzsálem ‡ | Paisz Aréna                 | 15 654          | A két legmegfelelőbb helyszín egyike volt.                                            |
| Jeruzsálem ‡ | Teddy Stadion               | 31 733          | A rendezéshez szükséges egy tető építése.                                             |
| Tel-Aviv †   | Menóra Mivtachim Aréna      | 5 941           | —                                                                                     |
| Tel-Aviv †   | Expo Tel Aviv, 2-es Pavilon | 9 000           | Itt kerül megrendezésre a 2019-es Eurovíziós Dalfesztivál.                            |
| Haifa        | Sammy Ofer Stadion          | 30 870          | A rendezéshez szükséges egy tető építése.                                             |
| —            | Masszáda                    | legalább 20 000 | A rendezéshez szükséges egy tető építése.                                             |
| Beér-Seva    | Turner Stadion              | 16 126          | A rendezéshez szükséges egy tető építése.                                             |
| Petah Tikva  | —                           | —               | A városnak jelenleg nincs megfelelő helyszíne a rendezésre.                           |

## A résztvevők
Andorra 2018. május 19-én jelezte, hogy a közeljövőben nem kíván részt venni semelyik eurovíziós rendezvényen, így a 2019-es verseny lesz sorozatban a tizedik év a törpeállam nélkül. Bosznia-Hercegovina delegációvezetője május 25-én megerősítette, hogy az ország a versenyt szervező Európai Műsorsugárzók Uniója által a bosnyák műsorsugárzóra kiszabott szankciók miatt nem vehet részt semmilyen eurovíziós versenyen, így a 2019-es Eurovíziós Dalfesztiválon sem. A balkáni ország utoljára 2016-ban küldött indulót a versenyre. Nem csatlakozik a mezőnyhöz Szlovákia sem: az ország utoljára 2012-ben vett részt. Ugyancsak távol marad a dalfesztiváltól Luxemburg, mely utoljára 1993-ban küldött versenyzőt. A 2013 óta távol maradó Törökország állami műsorsugárzójának igazgatója augusztus 4-én jelezte az ország egyet nem értését a dalfesztivál liberális szellemiségével, egyúttal bejelentette, hogy a közeljövőben, így 2019-ben sem várható az ország visszatérése. A dalfesztivál legkisebb területű résztvevője, Monaco sem tér vissza. A törpeállam utoljára 2006-ban szerepelt a versenyen. A bolgár BNT 2018. október 15-én jelentette be hivatalos Twitter oldalán, hogy az ország pénzügyi okokra hivatkozva távol maradni kényszerül a 2019-es versenytől. 2018. november 7-én, a résztvevők hivatalos listájának közzétételével hivatalossá vált, hogy végül 42 ország küldött volna versenyzőt küldeni Tel-Avivba, azonban 2019. február 27-én Ukrajna visszalépett a versenytől.
A dalfesztiválon 2018-ig Former Yugoslav Republic of Macedonia; F.Y.R. Macedonia (magyarul Volt Jugoszláv Köztársaság Macedónia; V.J.K. Macedónia) néven induló ország 2019-től új hivatalos nevén, North Macedoniaként (magyarul Észak-Macedóniaként) vesz részt az eurovíziós versenyeken, így az Eurovíziós Dalfesztiválon is.
A horvát Roko Blažević, a máltai Michela Pace, a fehérorosz Zena, valamint Tamara Vujačić, a montenegrói D mol együttes tagja voltak az első versenyzők a dalverseny története során, akik a 21. században születtek.
Emellett Dánia dala az első a nyelvhasználatot korlátozó szabály 1999-es eltörlése óta, amely nem teljes egészében angol nyelven hangzott el, továbbá 1997 óta ez volt az első alkalom, hogy az ország hivatalos nyelve elhangzott a dalfesztiválon. Norvégia dala az első a verseny történetében, amely tartalmaz északi számi nyelvű részeket.
Érdekesség, hogy a svájci és német versenyző kiválasztásában a nemzetközi zsűri tagjaként közreműködött a magyar énekesnő, Zséda is, aki korábban A Dal 2016 és A Dal 2017 élő műsoraiban szintén a szakmai zsűri tagjaként volt jelen, valamint a Cotton Club Singers tagjaként, Takáts Tamással holtversenyben hetedik helyen végzett az 1997-es Eurovíziós Dalfesztivál magyar nemzeti válogatóján. A 2014-es Eurovíziós Dalfesztivál magyar versenyzője, Kállay-Saunders András Montenegró, a 2018-as Eurovíziós Dalfesztivál magyar versenyzője, az AWS együttes pedig Csehország válogatóján szintén a nemzetközi zsűri tagjaként volt jelen, míg Észtország és Norvégia válogatójának döntőjében a magyar delegációvezető, Bubnó Lőrinc ismertette a magyar zsűri pontjait. Utóbbinál Freddie, Dallos Bogi, Borcsik Attila Izil és Csík Gabriella mellett értékelte a delegációvezető az elhangzott dalokat.
| Ország             | Műsorsugárzó       | Előadó                        | Dal                     | Nyelv                      | Dalszerző(k)                                                                      |
| ------------------ | ------------------ | ----------------------------- | ----------------------- | -------------------------- | --------------------------------------------------------------------------------- |
| Albánia            | RTSH               | Jonida Maliqi                 | Ktheju tokës            | albán                      | Eriona Rushiti                                                                    |
| Ausztrália         | SBS                | Kate Miller-Heidke            | Zero Gravity            | angol                      | Julian Hamilton Kate Miller-Heidke Keir Nuttall                                   |
| Ausztria           | ORF                | Pænda                         | Limits                  | angol                      | Pænda                                                                             |
| Azerbajdzsán       | İTV                | Chingiz                       | Truth                   | angol                      | Bo J Trey Campbell Chingiz Pablo Dinero Hostess Borislav Milanov                  |
| Belgium            | RTBF               | Eliot                         | Wake Up                 | angol                      | Pierre Dumoulin Eliot Vassamillet                                                 |
| Ciprus             | CyBC               | Tamta                         | Replay                  | angol                      | Kristoffer Fogelmark Albin Nedler Alex Papaconstantinou Teddy Sky Viktor Svensson |
| Csehország         | ČT                 | Lake Malawi                   | Friend of a Friend      | angol                      | Albert Černý Jan Steinsdoerfer Maciej Mikołaj Trybulec                            |
| Dánia              | DR                 | Leonora                       | Love Is Forever         | angol, francia, dán, német | Lise Cabble Emil Lei Melanie Wehbe                                                |
| Egyesült Királyság | BBC                | Michael Rice                  | Bigger than Us          | angol                      | Laurell Barker Anna-Klara Folin John Lundvik Jonas Thander                        |
| Észak-Macedónia    | MRT                | Tamara Todevska               | Proud                   | angol                      | Robert Bilbilov Lazar Cvetkoszki Darko Dimitrov Koszta Petrov Szanja Popovszka    |
| Észtország         | ERR                | Victor Crone                  | Storm                   | angol                      | Victor Crone Vallo Kikas Fred Krieger Sebastian Lestapier Stig Rästa              |
| Fehéroroszország   | BTRC               | Zena                          | Like It                 | angol                      | Viktor Drobis Julija Kirejeva                                                     |
| Finnország         | Yle                | Darude feat. Sebastian Rejman | Look Away               | angol                      | Sebastian Rejman Ville Virtanen                                                   |
| Franciaország      | France Télévisions | Bilal Hassani                 | Roi                     | francia, angol             | Bilal Hassani Madame Monsieur                                                     |
| Görögország        | ERT                | Katerine Duska                | Better Love             | angol                      | Phil Cook Katerine Duska Leon of Athens David Sneddon                             |
| Grúzia             | GPB                | Oto Nemsadze                  | Keep on Going           | grúz                       | Diana Giorgadze Roma Giorgadze                                                    |
| Hollandia          | AVROTROS           | Duncan Laurence               | Arcade                  | angol                      | Wouter Hardy Will Knox Duncan de Moor Joel Sjöö                                   |
| Horvátország       | HRT                | Roko                          | The Dream               | angol, horvát              | Andrea Čubrić Jacques Houdek Charlie Mason                                        |
| Írország           | RTÉ                | Sarah McTernan                | 22                      | angol                      | Janieck van de Polder Roel Rats Marcia Sondeijker                                 |
| Izland             | RÚV                | Hatari                        | Hatrið mun sigra        | izlandi                    | Einar Hrafn Stefánsson Klemens Nikulásson Hannigan Matthías Tryggvi Haraldsson    |
| Izrael             | IPBC               | Kobi Marimi                   | Home                    | angol                      | Ohad Shragai Inbar Wizman                                                         |
| Lengyelország      | TVP                | Tulia                         | Fire of Love (Pali się) | lengyel, angol             | Nadia Dalin Jude Friedman Sonia Krasny Allan Rich                                 |
| Lettország         | LTV                | Carousel                      | That Night              | angol                      | Mārcis Vasiļevskis Sabīne Žuga                                                    |
| Litvánia           | LRT                | Jurij Veklenko                | Run with the Lions      | angol                      | Ashley Hicklin Pele Loriano Eric Lumiere                                          |
| Magyarország       | MTVA               | Pápai Joci                    | Az én apám              | magyar                     | Molnár Ferenc Caramel Pápai Joci                                                  |
| Málta              | PBS                | Michela                       | Chameleon               | angol                      | Johan Alkenäs Borislav Milanov Joacim Persson Paula Winger                        |
| Moldova            | TRM                | Anna Odobescu                 | Stay                    | angol                      | Maria Broberg Georgios Kalpakidis Jeppe Reil Thomas Reil                          |
| Montenegró         | RTCG               | D mol                         | Heaven                  | angol                      | Dejan Božović Adis Eminić                                                         |
| Németország        | NDR                | S!sters                       | Sister                  | angol                      | Laurell Barker Marine Kaltenbacher Tom Oehler Thomas Stengaard                    |
| Norvégia           | NRK                | KEiiNO                        | Spirit in the Sky       | angol, északi számi        | Fred Buljo Tom Hugo Alexander Olsson Alexandra Rotan Rüdiger Schramm Henrik Tala  |
| Olaszország        | RAI                | Mahmood                       | Soldi                   | olasz, arab                | Charlie Charles Dardust Mahmood                                                   |
| Oroszország        | Rosszija 1         | Sergey Lazarev                | Scream                  | angol                      | Dimítrisz Kondópulosz Sharon Vaughn                                               |
| Örményország       | AMPTV              | Srbuk                         | Walking Out             | angol                      | Lost Capital Garik Papoján Tokionine                                              |
| Portugália         | RTP                | Conan Osíris                  | Telemóveis              | portugál                   | Conan Osíris                                                                      |
| Románia            | TVR                | Ester Peony                   | On a Sunday             | angol                      | Ioana Victoria Badea Ester Alexandra Creţu Alexandru Şerbu                        |
| San Marino         | SMRTV              | Serhat                        | Say Na Na Na            | angol                      | Mary Susan Applegate Ahmet Serhat Hacıpaşalıoğlu                                  |
| Spanyolország      | RTVE               | Miki                          | La venda                | spanyol                    | Adrià Salas                                                                       |
| Svájc              | SRG SSR            | Luca Hänni                    | She Got Me              | angol                      | Laurell Barker Jon Hällgren Lukas Hällgren Luca Hänni Mac Frazer                  |
| Svédország         | SVT                | John Lundvik                  | Too Late for Love       | angol                      | John Lundvik Andreas Stone Johansson Anderz Wrethov                               |
| Szerbia            | RTS                | Nevena Božović                | Kruna                   | szerb, angol               | Nevena Božović Darko Dimitrov                                                     |
| Szlovénia          | RTVSLO             | Zala Kralj & Gašper Šantl     | Sebi                    | szlovén                    | Zala Kralj Gašper Šantl                                                           |

### Visszatérő előadók
Másodszor vett részt a versenyen a 2016-os Eurovíziós Dalfesztivál két versenyzője: az első szereplésén harmadik helyen végzett orosz Sergey Lazarev és a San Marinót képviselő török Serhat. Ugyancsak másodjára szerepelt a magyar Pápai Joci, aki 2017-ben a döntő nyolcadik helyén végzett, emellett ő volt a verseny történetének első magyar előadója, aki főelőadóként kétszer is részt vett a versenyen. Szintén másodjára szerepelt a szerb Nevena Božović, aki 2013-ban a Moje 3 tagjaként az elődöntő tizenegyedik helyén végzett, azt megelőzően pedig a 2007-es Junior Eurovíziós Dalfesztiválon harmadik helyezést ért el. A macedón Tamara Todevska korábban háromszor is szerepelt országa produkcióiban: 2004-ben Toše Proeski, 2014-ben pedig nővére, Tijana háttérénekeseként, valamint 2008-ban Vrčak és Adrijan közreműködésében. A litván Jurij Veklenko szintén vokalistaként szerepelt két korábbi alkalommal: 2013-ban és 2015-ben.
Az észt Stig Rästa, aki 2015-ben Elina Born közreműködésében a döntő hetedik helyén végzett, a Madame Monsieur, az előző év francia indulói, illetve a horvát Jacques Houdek, a 2017-es Eurovíziós Dalfesztivál tizenharmadik helyezettje pedig országaik dalainak társszerzőiként tértek vissza. A két énekes, valamint a Madame Monsieur tagja, Émilie Satt, vokalistaként is jelen volt országa produkciójában, akárcsak az Egyesült Királyság produkciójában a 2002-es Eurovíziós Dalfesztivál harmadik helyezettje, az akkor a házigazda Észtországot képviselő svéd Sahlene, aki ugyanezt a feladatot 1999-ben Svédország, 2016-ban pedig Ausztrália produkcióiban is ellátta. A grúz produkció háttérénekeseként tért vissza a 2018-as versenyen Grúziát képviselő Ethno-Jazz Band Iriao egyik tagja, Mikheil Dzsavahisvili. Ugyancsak vokalistaként tért vissza a spanyol Mikel Hennet, aki korábban 2007-ben szerepelt a D’NASH tagjaként, valamint a szerb Mladen Lukić, aki az előző évi versenyen Szerbiát képviselő Balkanika tagja volt.
| Előadó          | Ország          | Előző év                  |
| --------------- | --------------- | ------------------------- |
| Nevena Božović  | Szerbia         | 2013 (a Moje 3 tagjaként) |
| Pápai Joci      | Magyarország    | 2017                      |
| Sergey Lazarev  | Oroszország     | 2016                      |
| Serhat          | San Marino      | 2016                      |
| Tamara Todevska | Észak-Macedónia | 2008                      |

### A magyar résztvevő
Az MTVA és a Duna Média 2018. október 1-jén reggel tette közzé a pályázati feltételeket és a hivatalos versenyszabályzatot, miután már 2018. szeptember 27-én olvasható volt oldalukon a műsor adatkezelési tájékoztatója. A dalok leadásának meghosszabbított határideje 2018. november 15-e. Az élő show-műsorba beválogatott dalok végleges verzióit 2018. december 14-ig küldhették el a résztvevők az MTVA részére.

#### A Dal 2019 – Döntő

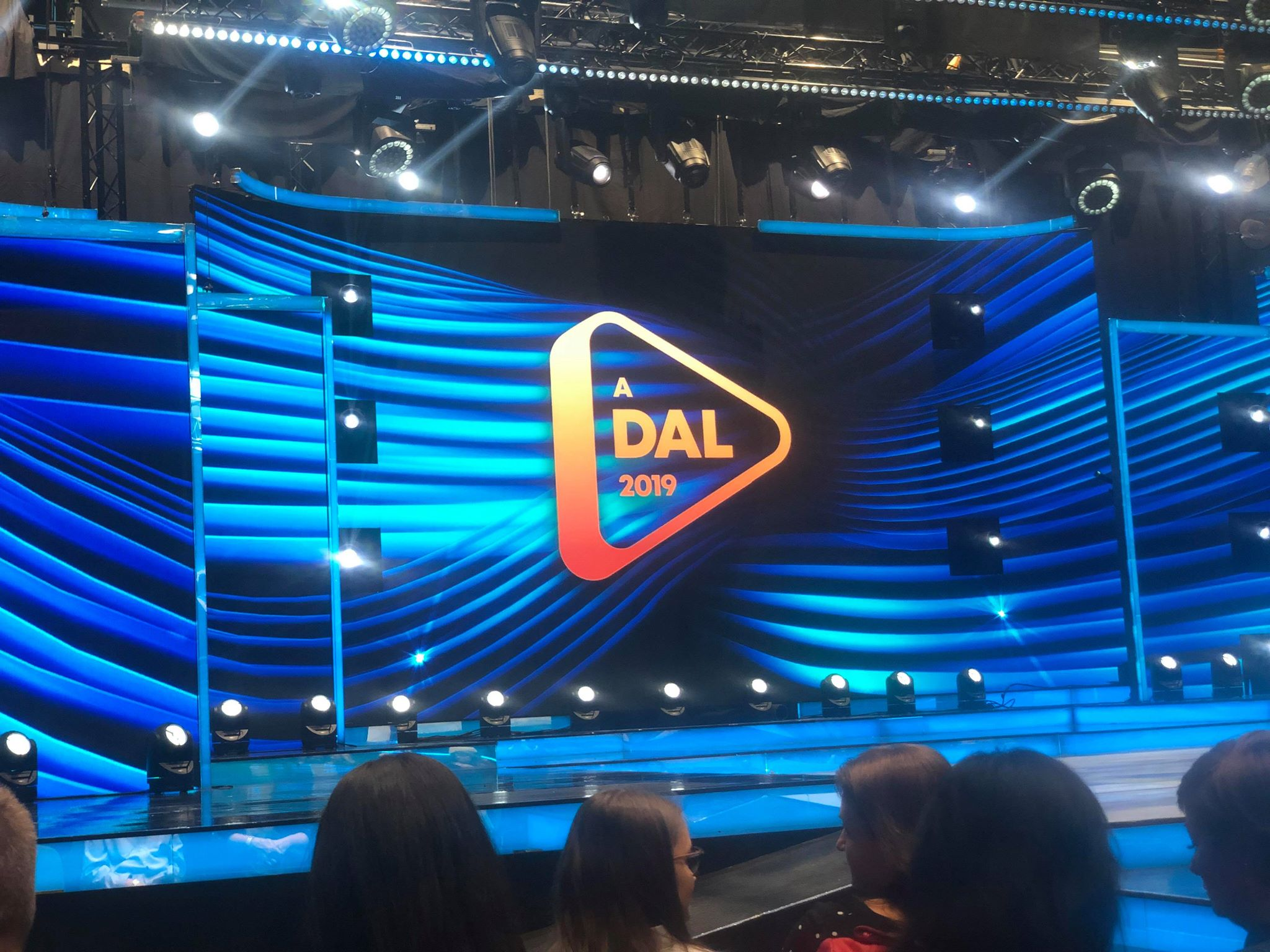
A Dal 2019 színpada az MTVA Kunigunda útjai gyártóbázisán

A döntőt 2019. február 23-án tartotta az MTVA nyolc előadó részvételével. A végeredmény a nézői szavazás illetve a szakmai zsűri szavazatai alapján alakult ki. A zsűri a dalok elhangzása után csak szóban értékelte a produkciókat. Az összes dal elhangzása után, az Eurovíziós Dalfesztivál gyakorlatához hasonlóan pontozta a produkciókat a zsűri. Az első helyezett 10 pontot kapott, a második 8-at, a harmadik 6-ot, míg a negyedik 4 pontot. A pontozás során a négy legtöbb pontot szerzett dal közül a nézők SMS-ben küldött szavazatokkal választották ki a verseny győztesét, aki képviselheti Magyarországot a 2019-es Eurovíziós Dalfesztiválon Tel-Avivban. A magyarokkal egy időben választott dalt Dánia, Litvánia, és Ukrajna is a nemzetközi versenyre. A versenyprodukciók mellett extra fellépő volt az AWS, A Dal 2018 győztesei, akik a 2018-as Eurovíziós Dalfesztiválon Lisszabonban képviselték Magyarországot. A Dal döntőjében a Viszlát nyárnak egy új verzióját adták elő. Továbbá a műsorvezetők, Dallos Bogi és Freddie is felléptek, akik korábbi Dalos dalaik egyvelegét adták elő nyitóprodukcióként. A műsort élőben közvetítette a Duna és a Duna World, illetve interneten az adal.hu. A döntőt követően is 21:40-től indult A Dal Kulissza című kísérőműsor, melyben Lola és Forró Bence beszélgetett a résztvevőkkel.
| #  | Kép             | Előadó Dal (zene / szöveg)                                                                                   | Zsűri    | Zsűri    | Nézők |
| #  | Kép             | Előadó Dal (zene / szöveg)                                                                                   | Pontszám | Eredmény | Nézők |
| -- | --------------- | --- | -------- | -------- | ----- |
| 01 | The Middletonz  | The Middletonz                                                                                               | 8        | 6.       | —     |
| 01 | The Middletonz  | Roses (Farshad Alebatool, Fehér Holló Attila, Kállay-Saunders András)                                        | 8        | 6.       | —     |
| 02 | Oláh Gergő      | Oláh Gergő                                                                                                   | 0        | 8.       | —     |
| 02 | Oláh Gergő      | Hozzád bújnék (Mészáros Murphy Gábor / Osztás Mária)                                                         | 0        | 8.       | —     |
| 03 | Nagy Bogi       | Nagy Bogi | 16       | 4.       | 2–4.  |
| 03 | Nagy Bogi       | Holnap (Molnár Ferenc Caramel)                                                                               | 16       | 4.       | 2–4.  |
| 04 | Fatal Error     | Fatal Error                                                                                                  | 8        | 6.       | —     |
| 04 | Fatal Error     | Kulcs (Balázs Mihály, Balázs Miklós, Rimóczi Zsolt, Rónai Dávid, Kornyik Botond, Joós Bence / Rimóczi Zsolt) | 8        | 6.       | —     |
| 05 | Pápai Joci      | Pápai Joci                                                                                                   | 26       | 1.       | 1.    |
| 05 | Pápai Joci      | Az én apám (Pápai Joci, Molnár Ferenc Caramel / Molnár Ferenc Caramel)                                       | 26       | 1.       | 1.    |
| 06 | Szekér Gergő    | Szekér Gergő                                                                                                 | 12       | 5.       | —     |
| 06 | Szekér Gergő    | Madár, repülj! (Szekér Gergő)                                                                                | 12       | 5.       | —     |
| 07 | Acoustic Planet | Acoustic Planet                                                                                              | 22       | 2.       | 2–4.  |
| 07 | Acoustic Planet | Nyári zápor (Kölcsey Szabolcs)                                                                               | 22       | 2.       | 2–4.  |
| 08 | Vavra Bence     | Vavra Bence                                                                                                  | 20       | 3.       | 2–4.  |
| 08 | Vavra Bence     | Szótlanság (Csöndör László Diaz, Kozma Kata, Vavra Bence / Fodor Máté, Csöndör László Diaz)                  | 20       | 3.       | 2–4.  |

A nézői szavazás alapján A Dalt Pápai Joci nyerte.

## A versenyt megelőző időszak
A részt vevő előadók egy része a verseny előtt különböző rendezvényeken népszerűsítette versenydalát.
| Rendezvény                  | Helyszín                   | Dátum                | Részt vevő versenyzők száma |
| --------------------------- | -------------------------- | -------------------- | --------------------------- |
| Eurovision in Concert       | Amszterdam, Hollandia      | 2019. április 6.     | 28                          |
| Eurovision PreParty         | Riga, Lettország           | 2019. április 12.    | 2                           |
| London Eurovision Party     | London, Egyesült Királyság | 2019. április 14.    | 18                          |
| Eurovision Pre-party Madrid | Madrid, Spanyolország      | 2019. április 19–20. | 22                          |
| Moscow Eurovision Party     | Moszkva, Oroszország       | 2019. április 24.    | 10                          |

### Nemzeti válogatók
A versenyre eredetileg nevező 42 ország közül 13 belső kiválasztással, 29 nemzeti döntő keretein belül választotta ki képviselőjét.
Az indulók közül Albánia, Csehország, Dánia, az Egyesült Királyság, Észtország, Fehéroroszország, Finnország, Franciaország, Izland, Izrael, Lettország, Litvánia, Magyarország, Moldova, Montenegró, Németország, Norvégia, Olaszország, Portugália, Románia, Spanyolország, Svédország, Szerbia, Szlovénia (és Ukrajna választott volna) apróbb változtatásokkal ugyanazt azt a nemzeti döntőt rendezte meg, mint az előző évben.
A dalfesztivál történetében idén először Ausztrália nemzeti döntővel választotta ki előadójukat és dalukat az Eurovision: Australia Decides keretein belül. Nyolc év után Horvátország ismét a Dora című válogatóval választották ki versenyzőjüket és dalukat. Néhány ország sokak által ismert tehetségkutatókkal választották ki előadójukat, mint például Grúzia (Idol), Izrael (Rising Star) Málta (X Factor) és Spanyolország (Operación Triunfo), akik dalukat is az alábbi döntőben választották.
A többi ország közül Ausztria, Azerbajdzsán, Belgium, Ciprus, Észak-Macedónia, Görögország, Hollandia, Írország, Oroszország ismét a teljes belső kiválasztás mellett döntött, míg a tavalyi évhez képest idén nem került megrendezésre nemzeti döntő az alábbi országokban: Lengyelország, Örményország, San Marino, Svájc, tehát az országot képviselő közmédia nevezte meg a 2019-es résztvevőt és versenydalt.
| Ország                 | Választás módszere                           | Válogató / Bemutató műsor               | Közvetítő csatorna            | Kiválasztás / Bemutatás dátuma | Kiválasztás / Bemutatás dátuma |
| Ország                 | Választás módszere                           | Válogató / Bemutató műsor               | Közvetítő csatorna            | Előadó                         | Dal                            |
| ---------------------- | -------------------------------------------- | --------------------------------------- | ----------------------------- | ------------------------------ | ------------------------------ |
| Albánia                | nemzeti döntő                                | 57. Festivali i Këngës                  | RTSH 1                        | 2018. december 22.             | 2018. december 22.             |
| Ausztrália             | nemzeti döntő                                | Eurovision: Australia Decides           | SBS                           | 2019. február 9.               | 2019. február 9.               |
| Ausztria               | belső kiválasztás                            | Ö3-Wecker                               | Hitradio Ö3                   | 2019. január 29.               | 2019. március 8.               |
| Azerbajdzsán           | belső kiválasztás                            | Nem rendeztek válogatóműsort            | Nem rendeztek válogatóműsort  | 2019. március 8.               | 2019. március 8.               |
| Belgium                | belső kiválasztás                            | De Grote Peter Van De Veire Ochtendshow | MNM                           | 2019. január 14.               | 2019. február 28.              |
| Ciprus                 | belső kiválasztás                            | Nem rendeztek válogatóműsort            | Nem rendeztek válogatóműsort  | 2018. december 21.             | 2019. március 5.               |
| Csehország             | nemzeti döntő                                | Eurovision Song CZ                      | Online válogatót rendeztek    | 2019. január 28.               | 2019. január 28.               |
| Dánia                  | nemzeti döntő                                | Dansk Melodi Grand Prix                 | DR1                           | 2019. február 23.              | 2019. február 23.              |
| Egyesült Királyság     | nemzeti döntő                                | Eurovision: You Decide                  | BBC Two                       | 2019. február 8.               | 2019. február 8.               |
| Észak-Macedónia        | belső kiválasztás                            | Nem rendeztek válogatóműsort            | Nem rendeztek válogatóműsort  | 2019. január 25.               | 2019. március 8.               |
| Észtország             | nemzeti döntő                                | Eesti Laul                              | ETV, ETV+                     | 2019. február 16.              | 2019. február 16.              |
| Fehéroroszország       | nemzeti döntő                                | Nacionalnyij otbor                      | Belarusz-1, Belarusz-24       | 2019. március 7.               | 2019. március 7.               |
| Finnország             | előadó: belső kiválasztás dal: nemzeti döntő | Uuden Musiikin Kilpailu                 | Yle TV2                       | 2019. január 29.               | 2019. március 2.               |
| Franciaország          | nemzeti döntő                                | Destination Eurovision                  | France 2                      | 2019. január 26.               | 2019. január 26.               |
| Görögország            | belső kiválasztás                            | Nem rendeztek válogatóműsort            | Nem rendeztek válogatóműsort  | 2019. február 14.              | 2019. március 6.               |
| Grúzia                 | előadó: nemzeti döntő                        | Grúz Idol                               | 1TV                           | 2019. március 3.               | 2019. március 3.               |
| Hollandia              | belső kiválasztás                            | Nem rendeztek válogatóműsort            | Nem rendeztek válogatóműsort  | 2019. január 21.               | 2019. március 7.               |
| Horvátország           | nemzeti döntő                                | Dora                                    | HRT 1                         | 2019. február 16.              | 2019. február 16.              |
| Írország               | belső kiválasztás                            | Nem rendeztek válogatóműsort            | Nem rendeztek válogatóműsort  | 2019. március 8.               | 2019. március 8.               |
| Izland                 | nemzeti döntő                                | Söngvakeppnin                           | RÚV                           | 2019. március 2.               | 2019. március 2.               |
| Izrael                 | előadó: nemzeti döntő dal: belső kiválasztás | Rising Star                             | Keshet 12, Kan 11             | 2019. február 12.              | 2019. március 10.              |
| Lengyelország          | belső kiválasztás                            | Nem rendeztek válogatóműsort            | Nem rendeztek válogatóműsort  | 2019. február 15.              | 2019. március 8.               |
| Lettország             | nemzeti döntő                                | Supernova                               | LTV1                          | 2019. február 16.              | 2019. február 16.              |
| Litvánia               | nemzeti döntő                                | Eurovizijos                             | LRT televizija, LRT Lituanica | 2019. február 23.              | 2019. február 23.              |
| Magyarország           | nemzeti döntő                                | A Dal                                   | Duna, Duna World              | 2019. február 23.              | 2019. február 23.              |
| Málta                  | előadó: nemzeti döntő dal: belső kiválasztás | X-Faktor Málta                          | TVM                           | 2019. január 26.               | 2019. március 10.              |
| Moldova                | nemzeti döntő                                | O melodie pentru Europa                 | Moldova 1                     | 2019. március 2.               | 2019. március 2.               |
| Montenegró             | nemzeti döntő                                | Montevizija                             | TVCG 1                        | 2019. február 9.               | 2019. február 9.               |
| Németország            | nemzeti döntő                                | Unser Lied für Israel                   | Das Erste, One                | 2019. február 22.              | 2019. február 22.              |
| Norvégia               | nemzeti döntő                                | Melodi Grand Prix                       | NRK1                          | 2019. március 2.               | 2019. március 2.               |
| Olaszország            | nemzeti döntő                                | 69. Sanremói Dalfesztivál               | Rai 1                         | 2019. február 9.               | 2019. február 9.               |
| Oroszország            | belső kiválasztás                            | Nem rendeztek válogatóműsort            | Nem rendeztek válogatóműsort  | 2019. február 7.               | 2019. március 9.               |
| Örményország           | belső kiválasztás                            | Lav jereko                              | Armenia 1                     | 2018. november 30.             | 2019. március 10.              |
| Portugália             | nemzeti döntő                                | Festival da Canção                      | RTP1                          | 2019. március 2.               | 2019. március 2.               |
| Románia                | nemzeti döntő                                | Selecția Națională                      | TVR1, TVRi, TVR HD            | 2019. február 17.              | 2019. február 17.              |
| San Marino             | belső kiválasztás                            | Nem rendeztek válogatóműsort            | Nem rendeztek válogatóműsort  | 2019. január 21.               | 2019. március 7.               |
| Spanyolország          | nemzeti döntő                                | Operación Triunfo                       | La 1                          | 2019. január 20.               | 2019. január 20.               |
| Svájc                  | belső kiválasztás                            | Nem rendeztek válogatóműsort            | Nem rendeztek válogatóműsort  | 2019. március 7.               | 2019. március 7.               |
| Svédország             | nemzeti döntő                                | Melodifestivalen                        | SVT1                          | 2019. március 9.               | 2019. március 9.               |
| Szerbia                | nemzeti döntő                                | Beovizija                               | RTS 1, RTS Svet               | 2019. március 3.               | 2019. március 3.               |
| Szlovénia              | nemzeti döntő                                | EMA                                     | TV Slovenija 1                | 2019. február 16.              | 2019. február 16.              |
| Ukrajna (Visszalépett) | nemzeti döntő                                | Vidbir                                  | Szuszpilne Persij, STB        | 2019. február 23.              | 2019. február 23.              |

### Próbák és sajtótájékoztatók
A próbák május 4-én kezdődtek a verseny helyszínén. Első körben minden ország elpróbálhatta a produkcióját többször is egymás után, valamint még színpadra lépés előtt a színfalak mögött beállították az énekesek mikrofonjait és fülmonitorjait. A színpadi próba után a delegációk a videószobába vonultak, ahol megnézhették, hogy a rendező csatorna hogyan képzeli el a produkció lefilmezését. Innen a sajtótájékoztatóra mentek az előadók, ahol egy műsorvezetővel beszélgettek a versenyről, a produkcióról, a próbákról, valamint a sajtó akkreditált tagjai is tehettek fel kérdéseket. A próbák és a sajtótájékoztatók egyszerre zajlottak: míg az egyik ország sajtótájékoztatót tartott, addig a következő már próbált az arénában.
A kezdési időpontok helyi idő szerint vannak feltüntetve. (UTC+02:00)
| Dátum                     | Ország           | Próba       | Sajtótájékoztató |
| ------------------------- | ---------------- | ----------- | ---------------- |
| 2019. május 4. (szombat)  | Ciprus           | 10:00–10:30 | 12:25–12:45      |
| 2019. május 4. (szombat)  | Csehország       | 10:40–11:10 | 13:05–13:25      |
| 2019. május 4. (szombat)  | Finnország       | 11:20–11:50 | 13:45–14:05      |
| 2019. május 4. (szombat)  | Lengyelország    | 12:00–12:30 | 14:25–14:45      |
| 2019. május 4. (szombat)  | Szlovénia        | 13:40–14:10 | 16:05–16:25      |
| 2019. május 4. (szombat)  | Montenegró       | 14:20–14:50 | 16:45–17:05      |
| 2019. május 4. (szombat)  | Magyarország     | 15:00–15:30 | 17:25–17:45      |
| 2019. május 4. (szombat)  | Fehéroroszország | 16:00–16:30 | 18:25–18:45      |
| 2019. május 4. (szombat)  | Szerbia          | 16:40–17:10 | 19:05–19:25      |
| 2019. május 5. (vasárnap) | Belgium          | 10:40–11:10 | 13:05–13:25      |
| 2019. május 5. (vasárnap) | Grúzia           | 11:20–11:50 | 13:45–14:05      |
| 2019. május 5. (vasárnap) | Ausztrália       | 12:00–12:30 | 14:25–14:45      |
| 2019. május 5. (vasárnap) | Izland           | 13:40–14:10 | 16:05–16:25      |
| 2019. május 5. (vasárnap) | Észtország       | 14:20–14:50 | 16:45–17:05      |
| 2019. május 5. (vasárnap) | Portugália       | 15:00–15:30 | 17:25–17:45      |
| 2019. május 5. (vasárnap) | Görögország      | 16:00–16:30 | 18:25–18:45      |
| 2019. május 5. (vasárnap) | San Marino       | 16:40–17:10 | 19:05–19:25      |
| 2019. május 6. (hétfő)    | Örményország     | 10:00–10:30 | 12:25–12:45      |
| 2019. május 6. (hétfő)    | Írország         | 10:40–11:10 | 13:05–13:25      |
| 2019. május 6. (hétfő)    | Lettország       | 11:20–11:50 | 13:45–14:05      |
| 2019. május 6. (hétfő)    | Svájc            | 12:00–12:30 | 14:25–14:45      |
| 2019. május 6. (hétfő)    | Moldova          | 13:40–14:10 | 16:05–16:25      |
| 2019. május 6. (hétfő)    | Románia          | 14:20–14:50 | 16:45–17:05      |
| 2019. május 6. (hétfő)    | Dánia            | 15:00–15:30 | 17:25–17:45      |
| 2019. május 6. (hétfő)    | Ausztria         | 16:00–16:30 | 18:25–18:45      |
| 2019. május 6. (hétfő)    | Svédország       | 16:40–17:10 | 19:05–19:25      |
| 2019. május 7. (kedd)     | Horvátország     | 10:00–10:30 | 12:25–12:45      |
| 2019. május 7. (kedd)     | Málta            | 10:40–11:10 | 13:05–13:25      |
| 2019. május 7. (kedd)     | Litvánia         | 11:20–11:50 | 13:45–14:05      |
| 2019. május 7. (kedd)     | Oroszország      | 12:00–12:30 | 14:25–14:45      |
| 2019. május 7. (kedd)     | Albánia          | 13:40–14:10 | 16:05–16:25      |
| 2019. május 7. (kedd)     | Norvégia         | 14:20–14:50 | 16:45–17:05      |
| 2019. május 7. (kedd)     | Hollandia        | 15:00–15:30 | 17:25–17:45      |
| 2019. május 7. (kedd)     | Észak-Macedónia  | 16:00–16:30 | 18:25–18:45      |
| 2019. május 7. (kedd)     | Azerbajdzsán     | 16:40–17:10 | 19:05–19:25      |

| Dátum                      | Ország             | Próba       | Sajtótájékoztató |
| -------------------------- | ------------------ | ----------- | ---------------- |
| 2019. május 9. (csütörtök) | Ciprus             | 10:00–10:20 | 11:05–11:25      |
| 2019. május 9. (csütörtök) | Montenegró         | 10:25–10:45 | 11:30–11:50      |
| 2019. május 9. (csütörtök) | Finnország         | 10:50–11:10 | 11:55–12:15      |
| 2019. május 9. (csütörtök) | Lengyelország      | 11:15–11:35 | 12:20–12:40      |
| 2019. május 9. (csütörtök) | Szlovénia          | 11:40–12:00 | 12:45–13:05      |
| 2019. május 9. (csütörtök) | Csehország         | 13:05–13:25 | 14:10–14:30      |
| 2019. május 9. (csütörtök) | Magyarország       | 13:30–13:50 | 14:35–14:55      |
| 2019. május 9. (csütörtök) | Fehéroroszország   | 13:55–14:15 | 15:00–15:20      |
| 2019. május 9. (csütörtök) | Szerbia            | 14:20–14:40 | 15:25–15:45      |
| 2019. május 9. (csütörtök) | Belgium            | 14:45–15:05 | 15:50–16:10      |
| 2019. május 9. (csütörtök) | Grúzia             | 15:30–15:50 | 16:40–17:00      |
| 2019. május 9. (csütörtök) | Ausztrália         | 15:55–16:15 | 17:05–17:25      |
| 2019. május 9. (csütörtök) | Izland             | 16:20–16:40 | 17:30–17:50      |
| 2019. május 9. (csütörtök) | Észtország         | 16:45–17:05 | 17:55–18:15      |
| 2019. május 9. (csütörtök) | Portugália         | 17:10–17:30 | 18:20–18:40      |
| 2019. május 10. (péntek)   | Görögország        | 10:00–10:20 | 11:05–11:25      |
| 2019. május 10. (péntek)   | San Marino         | 10:25–10:45 | 11:30–11:50      |
| 2019. május 10. (péntek)   | Örményország       | 10:50–11:10 | 11:55–12:15      |
| 2019. május 10. (péntek)   | Írország           | 11:15–11:35 | 12:20–12:40      |
| 2019. május 10. (péntek)   | Moldova            | 11:40–12:00 | 12:45–13:05      |
| 2019. május 10. (péntek)   | Svájc              | 13:05–13:25 | 14:10–14:30      |
| 2019. május 10. (péntek)   | Lettország         | 13:30–13:50 | 14:35–14:55      |
| 2019. május 10. (péntek)   | Románia            | 13:55–14:15 | 15:00–15:20      |
| 2019. május 10. (péntek)   | Dánia              | 14:20–14:40 | 15:25–15:45      |
| 2019. május 10. (péntek)   | Ausztria           | 14:45–15:05 | 15:50–16:10      |
| 2019. május 10. (péntek)   | Svédország         | 15:10–15:30 | 16:15–16:35      |
| 2019. május 10. (péntek)   | Izrael             | 16:20–16:50 | 18:45–19:05      |
| 2019. május 10. (péntek)   | Franciaország      | 17:00–17:30 | 19:25–19:45      |
| 2019. május 10. (péntek)   | Spanyolország      | 17:40–18:10 | 20:05–20:25      |
| 2019. május 10. (péntek)   | Olaszország        | 18:20–18:50 | 20:45–21:05      |
| 2019. május 10. (péntek)   | Egyesült Királyság | 19:00–19:30 | 21:25–21:45      |
| 2019. május 10. (péntek)   | Németország        | 19:40–20:10 | 22:05–22:25      |
| 2019. május 11. (szombat)  | Észtország         | 9:30–9:50   | —                |
| 2019. május 11. (szombat)  | Horvátország       | 10:00–10:20 | 11:05–11:25      |
| 2019. május 11. (szombat)  | Málta              | 10:25–10:45 | 11:30–11:50      |
| 2019. május 11. (szombat)  | Litvánia           | 10:50–11:10 | 11:55–12:15      |
| 2019. május 11. (szombat)  | Oroszország        | 11:15–11:35 | 12:20–12:40      |
| 2019. május 11. (szombat)  | Albánia            | 11:40–12:00 | 12:45–13:05      |
| 2019. május 11. (szombat)  | Norvégia           | 13:05–13:25 | 14:10–14:30      |
| 2019. május 11. (szombat)  | Hollandia          | 13:30–13:50 | 14:35–14:55      |
| 2019. május 11. (szombat)  | Észak-Macedónia    | 13:55–14:15 | 15:00–15:20      |
| 2019. május 11. (szombat)  | Azerbajdzsán       | 14:20–14:40 | 15:25–15:45      |
| 2019. május 12. (vasárnap) | Moldova            | 9:15–9:45   | —                |
| 2019. május 12. (vasárnap) | Izrael             | 10:00–10:20 | 11:05–11:25      |
| 2019. május 12. (vasárnap) | Franciaország      | 10:25–10:45 | 11:30–11:50      |
| 2019. május 12. (vasárnap) | Spanyolország      | 10:50–11:10 | 11:55–12:15      |
| 2019. május 12. (vasárnap) | Olaszország        | 11:15–11:35 | 12:20–12:40      |
| 2019. május 12. (vasárnap) | Egyesült Királyság | 11:40–12:00 | 12:45–13:05      |
| 2019. május 12. (vasárnap) | Németország        | 12:05–12:25 | 13:10–13:30      |

#### Főpróbák és élő közvetítések
A kezdési időpontok helyi idő szerint vannak feltüntetve. (UTC+02:00)
| Forduló          | Adás                      | Dátum                      | Kezdés | Vége  |
| ---------------- | ------------------------- | -------------------------- | ------ | ----- |
| Első elődöntő    | 1. főpróba                | 2019. május 13., hétfő     | 16:00  | 17:40 |
| Első elődöntő    | 2. főpróba – zsűri show   | 2019. május 13., hétfő     | 22:00  | 00:10 |
| Első elődöntő    | 3. főpróba – családi show | 2019. május 14., kedd      | 16:00  | 18:10 |
| Első elődöntő    | Élő közvetítés            | 2019. május 14., kedd      | 22:00  | 00:10 |
| Második elődöntő | 1. főpróba                | 2019. május 15., szerda    | 16:00  | 17:40 |
| Második elődöntő | 2. főpróba – zsűri show   | 2019. május 15., szerda    | 22:00  | 00:10 |
| Második elődöntő | 3. főpróba – családi show | 2019. május 16., csütörtök | 16:00  | 18:10 |
| Második elődöntő | Élő közvetítés            | 2019. május 16., csütörtök | 22:00  | 00:10 |
| Döntő            | 1. főpróba                | 2019. május 17., péntek    | 14:00  | 17:00 |
| Döntő            | 2. főpróba – zsűri show   | 2019. május 17., péntek    | 22:00  | 01:30 |
| Döntő            | 3. főpróba – családi show | 2019. május 18., szombat   | 14:30  | 18:00 |
| Döntő            | Élő közvetítés            | 2019. május 18., szombat   | 22:00  | 02:00 |

## A verseny

### Az elődöntők felosztása

Az első elődöntő résztvevői
Az első elődöntőben szavazó döntősök
A második elődöntő résztvevői
A második elődöntőben szavazó döntősök

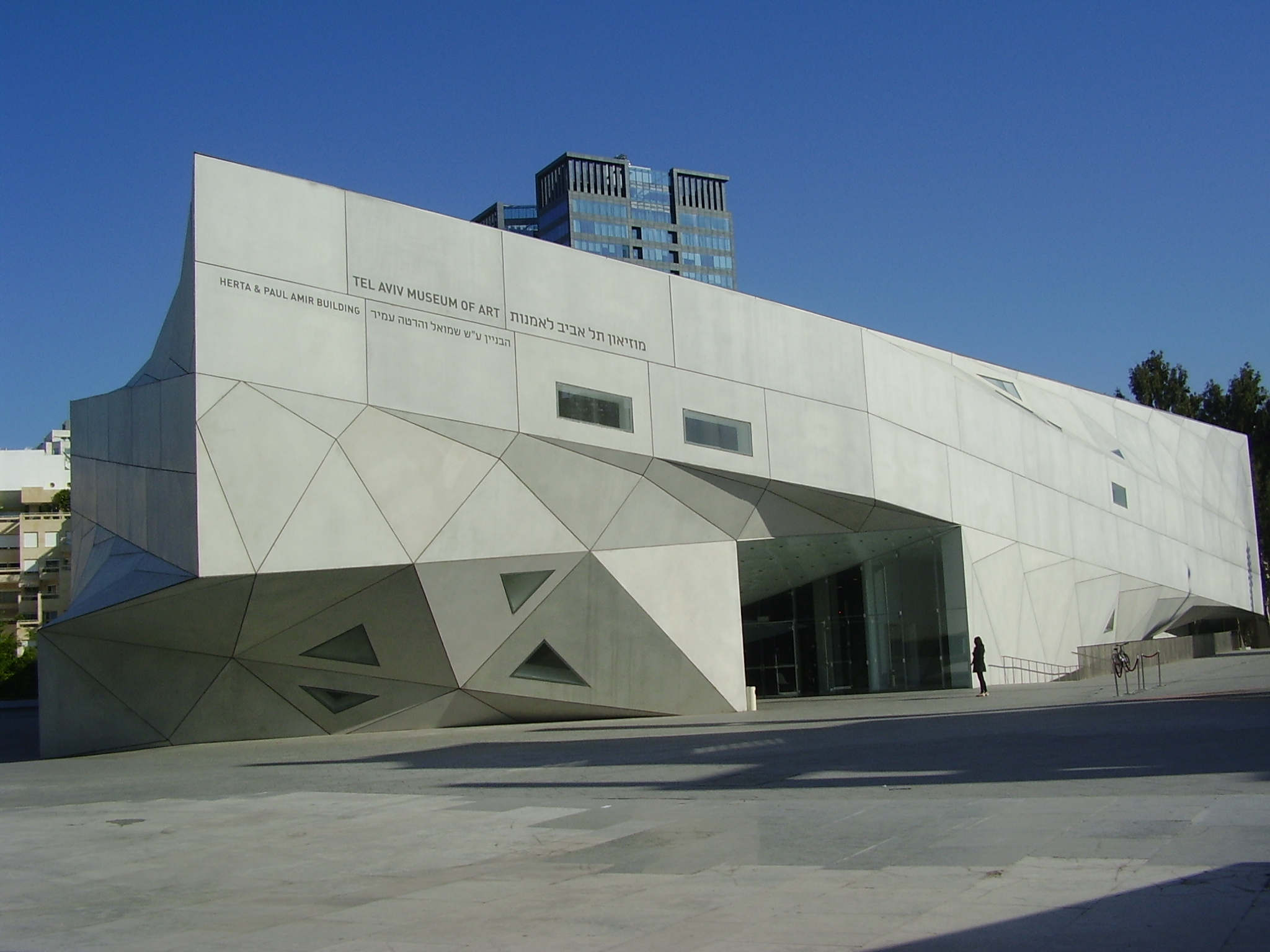
A tel-avivi Művészeti Múzeum, a sorsolás helyszíne.

A harminchat elődöntős országot hat kalapba osztották földrajzi elhelyezkedésük és szavazási szokásaik alapján, a 2008-ban bevezetett módon. A felosztást január 26-án hozta nyilvánosságra az EBU.
Január 28-án tartották a sorsolást, a tel-avivi Művészeti Múzeumban, ahol a kalapok egyik fele az első elődöntőbe, a másik a második elődöntőbe került. Ennek célja a szavazás igazságosabbá tétele. A sorsolás során azt is eldöntötték, hogy az egyes országok az adott elődöntő első vagy második felében fognak fellépni, valamint azt, hogy az automatikusan döntős „Öt Nagy” és a rendező ország melyik elődöntőben fog szavazni. Így a delegációk előre tudják, mikor kell megérkezniük a próbákra. Ugyanekkor került sor a jelképes kulcsátadásra, melyen az előző rendező város, Lisszabon alpolgármestere átadta Tel-Aviv polgármesterének a korábbi rendező városok szimbólumait tartalmazó „kulcscsomót”.
A svájci műsorsugárzó kérésére az országot már korábban a második elődöntőbe osztották.
| 1. kalap                                                                      | 2. kalap                                                           | 3. kalap                                                                                         | 4. kalap                                                                     | 5. kalap                                                             | 6. kalap                                                        |
| ----------------------------------------------------------------------------- | ------------------------------------------------------------------ | ------------------------------------------------------------------------------------------------ | ---------------------------------------------------------------------------- | -------------------------------------------------------------------- | --------------------------------------------------------------- |
| - Albánia - Észak-Macedónia - Horvátország - Montenegró - Szerbia - Szlovénia | - Dánia - Észtország - Finnország - Izland - Norvégia - Svédország | - Azerbajdzsán - Fehéroroszország - Grúzia - Oroszország - Örményország - Ukrajna (visszalépett) | - Ausztrália - Írország - Lengyelország - Lettország - Litvánia - Portugália | - Ausztria - Belgium - Csehország - Hollandia - Magyarország - Svájc | - Ciprus - Görögország - Málta - Moldova - Románia - San Marino |

### Meghívott előadók

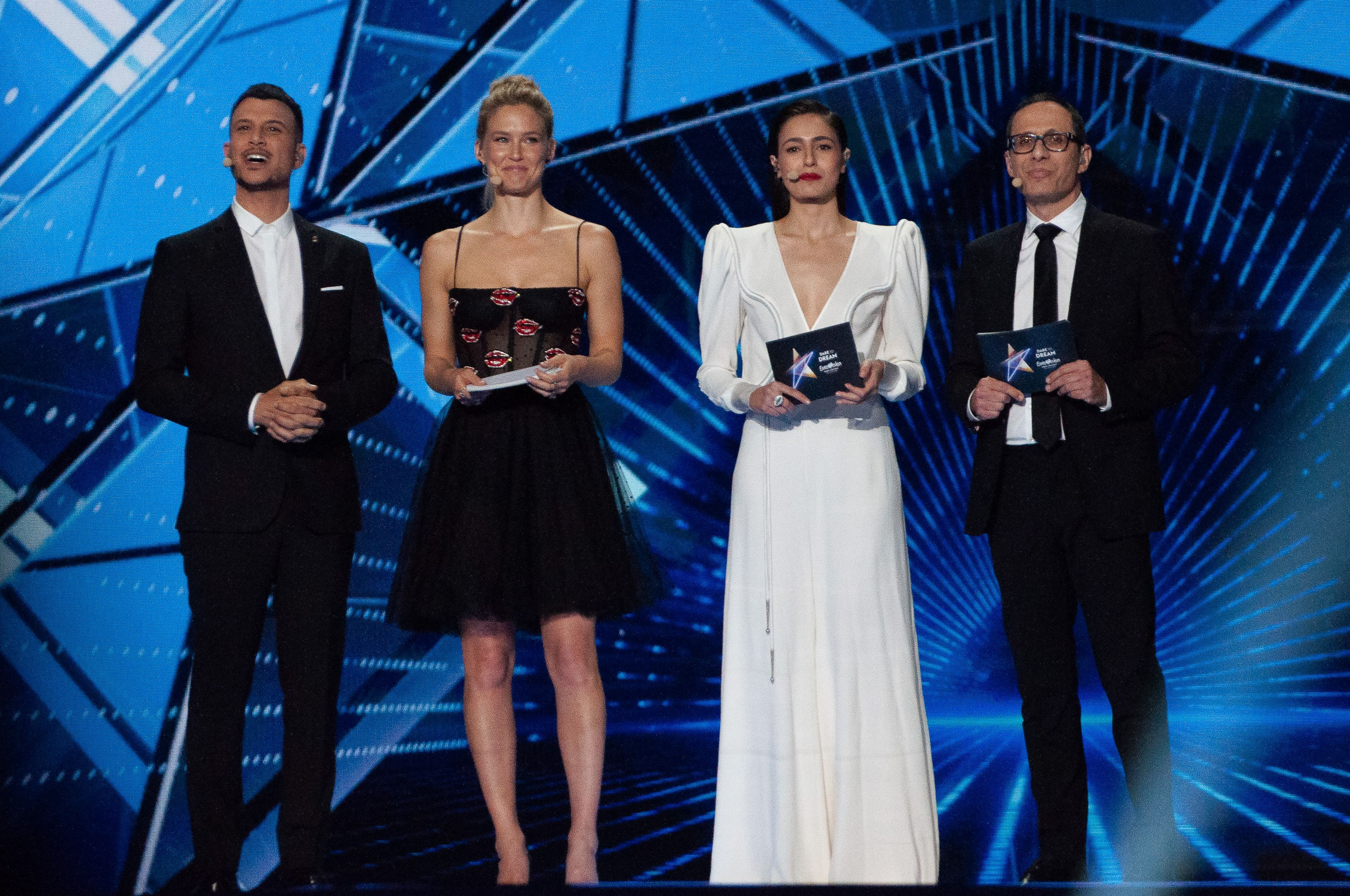
A dalverseny műsorvezetői: Assi Azar, Bar Refaeli, Lucy Ayoub és Erez Tal

2019. április 15-én a verseny rendező televízió csatornája, az izraeli KAN, a Tel-Avivban tartott nemzetközi sajtótájékoztatón hozta nyilvánosságra a két elődöntő és a döntő meghívott előadóit.
Első elődöntő: Az első elődöntőt hasonlóan, mint 2016-ban, az előző évi győztes, ez esetben Netta nyitotta Toy című nyertes dalának egy új verziójával. Ugyanebben az elődöntőben, a szavazási szünetben Dana International is szerepet kapott, aki Bruno Marstól a Just the Way You Are című dalt adta elő.

Második elődöntő: Ebben az adásban a Shalva Band lépett fel, akik feladták a 2019-es izraeli Rising Star tehetségkutató műsort, mivel nem lett volna megoldható számukra országuk döntőben való képviselése a sabbát ünnepe miatt. Így ebben az elődöntőben Hugh Jackman, Cameron Seely és Austyn Johnson dalát, A legnagyobb showman betétdalát, a Million Dreamst adták elő.

Döntő: Akárcsak az első elődöntőben, a döntőben is láthattuk Dana Internationalt fellépni. Gal Gadot, izraeli modell és színésznő is megjelent a döntőben egy 3 perces videóban. Ezek mellett Idan Raichel, izraeli énekes és zeneszerző is szerepet kapott, aki huszonnégy énekessel és zenésszel együtt adta elő Bo’ee – Come to Me című dalát. Mellettük felléptek még korábbi eurovíziós résztvevők is: Conchita Wurst, a Heroest, Måns Zelmerlöw a Fuegót, Eleni Foureira a Dancing Lasha Tumbait és Verka Serduchka a Toyt adta elő. A négy előadó produkciója után mindannyian összegyűltek a színpadon és közösen Gali Atarival elénekelték Izrael második eurovíziós győztes dalát, a Hallelujah-t. Netta a döntőben is fellépett: új dalát, a Nana Bananát adta elő. A szavazás megkezdése előtt Madonna lépett a színpadra, aki a 30 éve megjelent Like a Prayert, valamint új dalát, a Future-t mutatta be.

## Incidensek

### Ukrajna visszalépése
Nem képviselheti Ukrajnát a versenyen a nemzeti döntőjükben első helyen végzett MARUV. A UA:PBC az énekesnővel folytatott megbeszélésen nem talált közösen elfogadható megoldást arra, miként képviselhetné hazáját a nemzetközi versenyen. A tévétársaság kiemelte, hogy a dalfesztivál egyik fő alapelve a politikamentesség, azonban szerintük a verseny eredménye „átpolitizálódott”. A MARUV körüli botrányt az váltotta ki, hogy idén áprilisban fellép Moszkvában és Szentpétervárott, Oroszországban. Amikor kiderült, hogy emiatt veszélybe kerülhet az eurovíziós fellépése Izraelben, a közösségi médiában közölte, hogy kész lemondani oroszországi fellépéseit. Később azonban az is kiderült, hogy a dal szerzői joga, amellyel hazáját képviselte volna a dalfesztiválon, a Warner Music Russia cégé, amellyel már leszerződött egy szólókoncertre április 6-ra Moszkvába. Az ukrán közmédia viszont csak azzal a feltétellel kötött volna vele szerződést arról, hogy ő képviselje Ukrajnát, ha lemond minden oroszországi fellépéséről. A Vidbir második helyezettje a Freedom Jazz énekes trió lett, de sem ők, sem a harmadik helyen végzett KAZKA, valamint a negyedik Brunettes Shoot Blondes sem vállalta a fellépést, mondván hogy a közönség nem őket bízta meg ezzel a feladattal a televíziós válogatóműsor fináléjában. Az ukrajnai műsorszolgáltató február 27-én délután közleményében tudatta, hogy visszalépnek a versenytől, így végül 41 ország részvételével kerül megrendezésre a 2019-es Eurovíziós Dalfesztivál Izraelben. Ukrajna versenyzője eredetileg az első elődöntő második felében lépett volna színpadra.

### Technikai problémák a műsor során

#### Hackertámadás az első elődöntő alatt
A műsort közvetítő, és egyben szervező izraeli közmédiát hackertámadás érte az első elődöntő sugárzása közben. A hackereknek sikerült két alkalommal is rövid időre megszakítani az adást, és a műsor helyett Izrael-ellenes szövegeket jelenítettek meg a képernyőn. A megjelenő szövegek a következőek voltak: „Israel is not safe, you will see” (Izrael nem biztonságos, meglátjátok), valamint „Risk of Missile Attack, Please take shelter” (Rakétatámadás kockázata, kérjük keressenek menedéket). Az EBU közleménye szerint a problémát sikerült hamar megoldani.

#### Számos technikai probléma az első elődöntőben
Az első elődöntő után több műsorszolgáltató is panasszal fordult a rendezvényt szervező Európai Műsorsugárzók Uniójához. A mulasztások egyike volt a holland és észak-macedón csatornák közvetítése során megszakadó kommentár. Szintén nem hallhatták a Tel-Avivból közvetítő kommentátort, Artur Orzechet, a lengyel TVP nézői sem, ezért a csatorna dolgozói lecserélték őt egy varsói műsorvezetőre.
Probléma akadt fenn Németország, valamint az Egyesült Királyság közvetítése során is, ugyanis a műsor megállt egy bizonyos időre. A francia France 2 adásában hanghibák adódtak a belga és a portugál produkció alatt.
A szavazás során Európa-szerte gondok akadtak, mivel a portugál dalra szavazók egy részének nem sikerült elküldenie a szavazatát, és hibaüzeneteket kaptak válaszként szavazatukra. Portugáliának végül a 12. helyezést sikerült elérnie a közönségnél

#### Hibák a norvég produkció zsűris főpróbáján
A döntő előtti napon a norvég dal zsűris próbáján a képernyő elfeketedett, így nem lehetett szemmel követni a produkciót. Mire visszatért a kép, a kamerák nem működtek a tervek szerint. A hibák után a norvég delegáció igényt tartott egy újabb próbára, de az EBU elutasította kérésüket. Az országot képviselő Spirit in the Sky című dal a döntőben a 18. helyezést érte el a nemzetközi zsűriknél.

### A zsűri által elkövetett hibák

#### A zsűritagok feladatainak félreértelmezése
Mint a dalfesztivál után kiderült, három zsűritag rosszul értelmezte feladatát. Egyikük a cseh Jitka Zelenková, a másik a svéd Lina Hedlund, a harmadik pedig az orosz Igor Gulyaev volt. Az elődöntők során mindketten az általuk legkevésbé kedvelt dalt helyezték az első helyre, a kedvencüket pedig az utolsóra. Amennyiben Zelenková nem követi el a hibát, Lengyelország jutott volna döntőbe Fehéroroszország helyett az első elődöntőből. Ha Gulyaev is eredeti szándéka szerint pontozott volna, a második elődöntő utolsó továbbjutója Litvánia lett volna Dánia helyett.

#### A fehérorosz zsűri kizárása
A döntő napján tett bejelentést az EBU arról, hogy a fehérorosz zsűri tagjait kizárták a versenyből. Erre a döntésre az adott okot, hogy az első elődöntőt követően a zsűri tagjai egy interjúban beszámoltak a kiosztott pontjaikról. Ez a cselekedet szembement a verseny szabályaival.

### Hibás eredmények a döntőben
Négy nappal a döntő után, 2019. május 22-én jelentette be Jon Ola Sand, a dalfesztivál igazgatója egy Twitter-bejegyzésben, hogy a Fehéroroszország által kiosztott zsűripontok hibásak voltak. Mivel a fehérorosz zsűri kizárásra került, így az évek során a Fehéroroszországhoz hasonlóan szavazó országok zsűrijeinek értékelését vetették össze a szervezők, és ezek alapján rendezték sorba a döntő dalait. Egy emberi mulasztás során viszont Fehéroroszország nem a lista első, hanem az utolsó tíz dalának osztotta ki pontjait, így kapott például Izrael 12 pontot a közvetítés során Málta helyett.
Az EBU és a szervezők elnézésüket kérték a résztvevőktől, és kijavították a hibás eredményeket. Az eredmények változása a győztest és az első négy helyezettet nem érintette, de több ország dala is előrébb vagy hátrébb került a listán. A javított eredmények szerint Észak-Macedónia nyerte meg a nemzetközi zsűri szavazását Svédország helyett.
A bejelentést követően a fehérorosz delegáció egyik tagja, Viktor Drobis azt nyilatkozta, hogy az ügyben pert indít az EBU ellen.

### Madonna fellépése
Már hónapokkal a verseny előtt arról szóltak a hírek, hogy a versenyen Madonna is fel fog lépni meghívott előadóként. Az énekesnő végül két nappal a fellépése előtt írta alá a szerződését az EBU-val, a próbáit pedig elkülönítve tartotta. A hírek szerint az amerikai világsztár 1,5 millió dollárért vállalta fellépését, a helyszínre pedig egy 130 fős stábbal, 40 háttérénekessel és 25 táncossal érkezett. Az előzetes várakozásokkal ellentétben a fellépés után a rajongók többsége nemtetszésének adott hangot elsősorban az énekesnő hamis hangjaira hivatkozva. Madonna később feltöltötte a fellépéséről készült videót YouTube csatornájára, de ezen a felvételen viszont utólag mesterségesen szerkesztett hangon énekel az énekesnő.
A botrányt fokozta az is, hogy a második dal előadása közben az énekesnő két háttértáncosa egymást átölelve vonult végig a díszleten. Egyikük kabátján az izraeli, másikukén a palesztin zászló volt látható. Ez a próbák során nem volt a produkció része.

## A szavazás
A verseny előtt a legesélyesebbnek Hollandiát, Oroszországot, Svájcot, Svédországot, Olaszországot és Izlandot tartották.

### Zsűritagok
Minden országból öt profi zeneipari szakembert bíz meg a helyi közmédia a dalok értékelésére. A nemzeti zsűrik az élő adás előtt egy nappal egy zárt láncú közvetítésben egy videószobából követik figyelemmel a második főpróbát, és az ott látottak és hallottak alapján minősítik a produkciókat. Ezt a próbát emiatt zsűri shownak hívják, és az élő adáshoz hasonló eurovíziós élményt nyújtja a jegyet váltóknak az arénában. Az első elődöntő előtt 20 országból 100, a második elődöntő előtt 21 országból 105, míg a döntő előtti napon 41 országból összesen 205 zsűritag pontoz. A zsűritagok névsorát április 30-án hozta nyilvánosságra az EBU. A tagok közül 96 nő, 109 férfi, a legfiatalabb 16 éves Nicole Frendo Máltáról, a legidősebb 82 éves Silvije Glojnarić a horvát zsűriben. Átlagéletkoruk 41 év. A zsűritagok között ebben az évben is több korábbi eurovíziós előadó is szerepelt, mint például Wolf Kati, aki 2011-ben képviselte Magyarországot Düsseldorfban. Az orosz Tolmacsova ikrek 2014-ben, az izlandi Maria Olafs 2015-ben, míg horvát Franka és a német Michael Schulte az előző évben vett részt országa színeiben a versenyen.
Magyarország szakmai zsűrijének tagjai Borcsik Attila Izil  48 éves DJ, a Petőfi Rádió zenei vezetője, zenei kurátor; Patkó Béla Kiki 61 éves előadóművész, énekes, az Emelet zenekar frontembere; Szepesi Mátyás 43 éves énekes dalszerző, szövegíró, A Dal 2019-ben versenyző Konyha zenekar frontembere; Iván Alexandra énekes, zeneszerző, a Ruby Harlem frontembere és Lola 30 éves énekes, műsorvezető, az Eurovíziós Dalfesztivál magyar válogatójának résztvevője 2005-ben és 2008-ban lettek. A magyar zsűri átlagéletkora 4,2 évvel a versenyátlag felett van: 45,2 év.
Megjegyzés: A zsűrielnök félkövérrel kiemelve.
- Albánia – Gent Rushi, Eranda Libohova, Dilan Reka, Julka Gramo, Anxhela Peristeri
- Ausztrália – Mark Cummins, Christine Anu, Alice Chance, Mark Humphries, Lewis Hobba
- Ausztria – Peter Vieweger, Missy May, Bettina Ruprechter, Mathea, Julian le Play
- Azerbajdzsán – Rashad Hashimov, Emus, Tunzale Agayeva, Ulviyya Konul, Yalchin Jabbarov
- Belgium – Hakima Darhmouch, Alex Germys, Joelle Morane, Pierre Bertinchamps, Olivier Biron
- Ciprus – Despo Karpi, DJ CHRIS P, Lisa Tsangaridou, Stefanos Andreas Arestis, Andrie Michael Daniel
- Csehország – Jitka Zelenková, Iva Boková, Šimon Holý, Ondřej Cikán, Annet X
- Dánia – Henrik Milling, Anders Bisgaard, Katinka, Julie Berthelsen, Johnny Reimar
- Egyesült Királyság – Sophie Ellis-Bextor, Pete Watson, Jai Ramage, Adele Roberts, AJ Bentley
- Észtország – Kaupo Karelson, Reet Linna, Sandra Sersant, Mikk Targo, Uku Suviste
- Fehéroroszország – Valeriy Prigun, Anastasiya Tikhanovitch, Artsem Mikhalenka, Anzelina Mikulskaya, Olga Rizhikova
- Finnország – Susanna Vainiola, Eva Louhivuori, Lasse Wikman, Samuli Sirviö, Janne Hyöty
- Franciaország – Bruno Berberes, Bintily Diallo, Lionel Maurel, Mohamed Zayana, Delphine Elbé
- Görögország – Nikos, Eirini Karagianni, Manolis Pantelidakis, Stella Chroneou, Thanasis Alevras
- Grúzia – Khatuna Koberidze, Sopo Toroshelidze, Mariam Mariko Lezhava, Boris Shkhiani, Jojo
- Hollandia – EliZe, Holger Schwedt, Ruud de Wild, Henkjan Smits, Sabrina Starke
- Horvátország – Zlatko Turkalj, Doris Karamatić, Bojan Jambrošić, Silvije Glojnarić, Franka Batelić
- Írország – Paddy McKenna, Emma Reynolds, Jennifer O'Brien, Aidan O'Connor, Ronan Hardiman
- Izland – Hrafnhildur Halldorsdottir, Örlygur Smár, Maria Olafs, Johann Hjorleifsson, Lovisa Arnadottir
- Izrael – Aviad Rosenbaum, Doron Talmon, Shlomit Aharon, Dikla, Avi Ochayon
- Lengyelország – Anna Wyszkoni, Maciej Durczak, Dominika Gawęda, Paweł Rurak-Sokal, Rafał Brzozowski
- Lettország – Dj RUDD, Zigfrids Muktupavels, Aldis Hofmanis, Ilze Jansone, Adriana Miglane
- Litvánia – Vytautas Bikus, Andrius Mamontovas, Jurgis Bruzga, Julija Ritcik, Girmante Vaitkute
- Észak-Macedónia – Suzana Stefanovska, Fjola Ismaili, Robert Vukelic, DJ Tina, Aleksandar Mitevski
- Magyarország – Borcsik Attila Izil, Patkó Béla Kiki, Szepesi Mátyás, Iván Alexandra, Lola
- Málta – Carlo Borg Bonaci, Arthur Caruana, Nicole Frendo, Matthew James Borg, Eileen Ann Spiteri
- Moldova – Corneliu Botgros, Vasile Olaru, Otilia Lozovanu, Igor Munteanu, Geta Burlacu
- Montenegró – Vjera Nikolic, Verica Culjkovic, Marko Pesic, Sasa Barjaktarovic, Igor Perovic
- Németország – Michael Schulte, Annett Louisan, Nico Santos, Nicola Rost, Joe Chialo
- Norvégia – Knut Bjørnar Asphol, Finn-Ulrik Berntsen, Jenny Jenssen, Kamilla Wigestrand, Maiken Kroken
- Olaszország – Elisabetta Esposito, Annie Mazzola, Mauro Severoni, Adriano Pennini, Paolo Biamonte
- Oroszország – Lora Kvint, Simon Osiashvilli, Igor Gulyaev, Anastasia Tolmacheva, Maria Tolmacheva
- Örményország – Ruben Shahinyan, Erik, Sona Rubenyan, Tigran Petrosyan, Lilit Navasardyan
- Portugália – Ana Paulo, Renato Júnior, Ana Cláudia, Matay, Paulo Azevedo Vaz Do Castelo
- Románia – Liana Stanciu, Ozana Maria Barabancea, Monica Anghel, Andrei Kerestely, Bogdan Pavlica
- San Marino – Paolo Rondelli, Danilo Berardi, Sabrina Minguzzi, Elia Gasperoni, Marilia Reffi
- Spanyolország – Sole Giménez, Elena Gómez, Ricky Merino, Raúl Gómez, David Feito
- Svájc – Cyrill Camenzind, Leticia Ribeiro De Carvalho, Eliane Müller, Rocco Casella, Willy Dezelu
- Svédország – Calvin Bozic, Mathias Lugoboni, Linnea Deb, Lina Hedlund, Adnan Sahuric
- Szerbia – Sanja Ilić, Aleksandra Sara Milutinović, Leontina Vukomanović, Silvana Grujić, Vojislav Aralica
- Szlovénia – Žiga Klančar, Urša Mihevc, Ula Ložar, Mate Bro, Urša Vlašič

## Első elődöntő

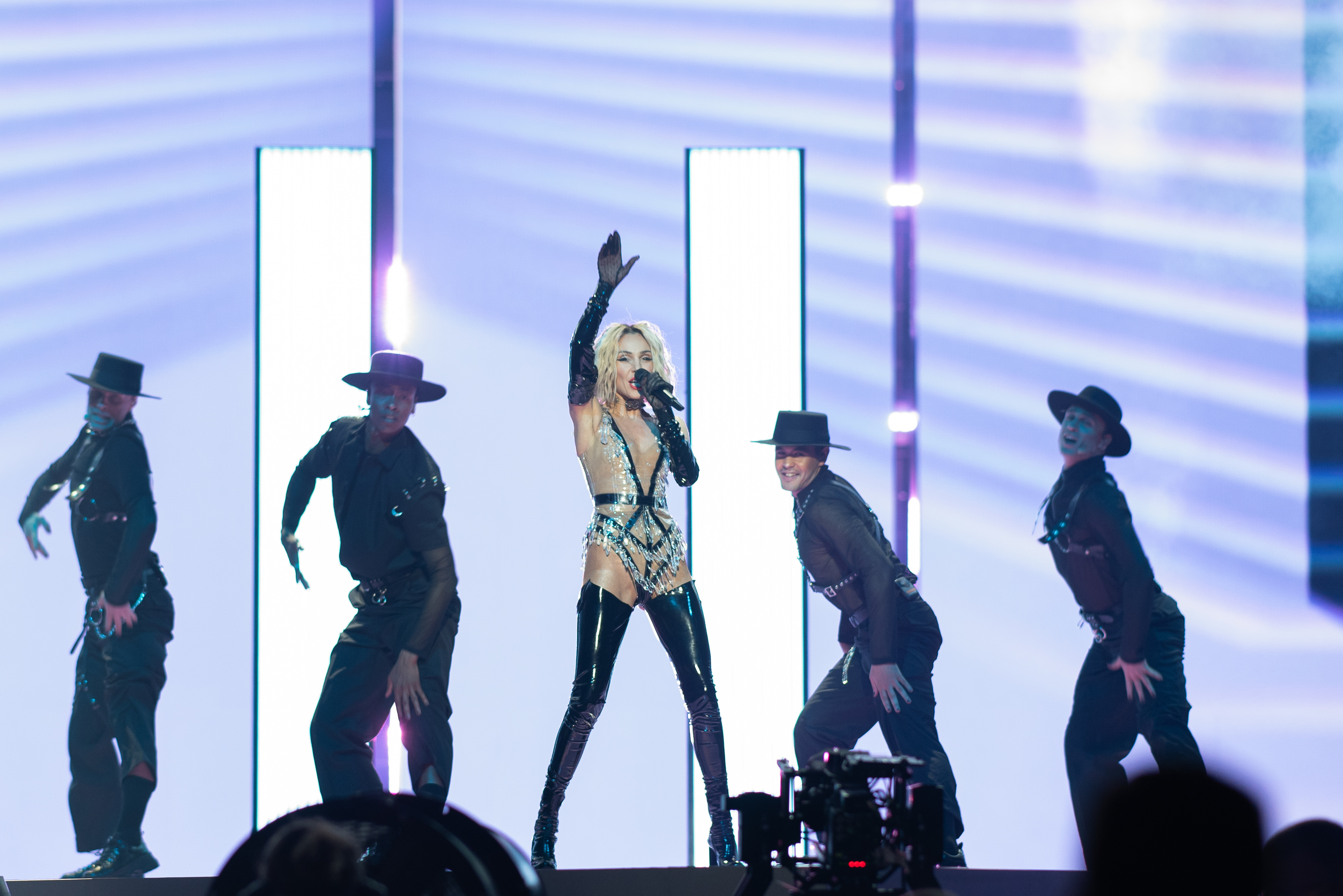
Tamta

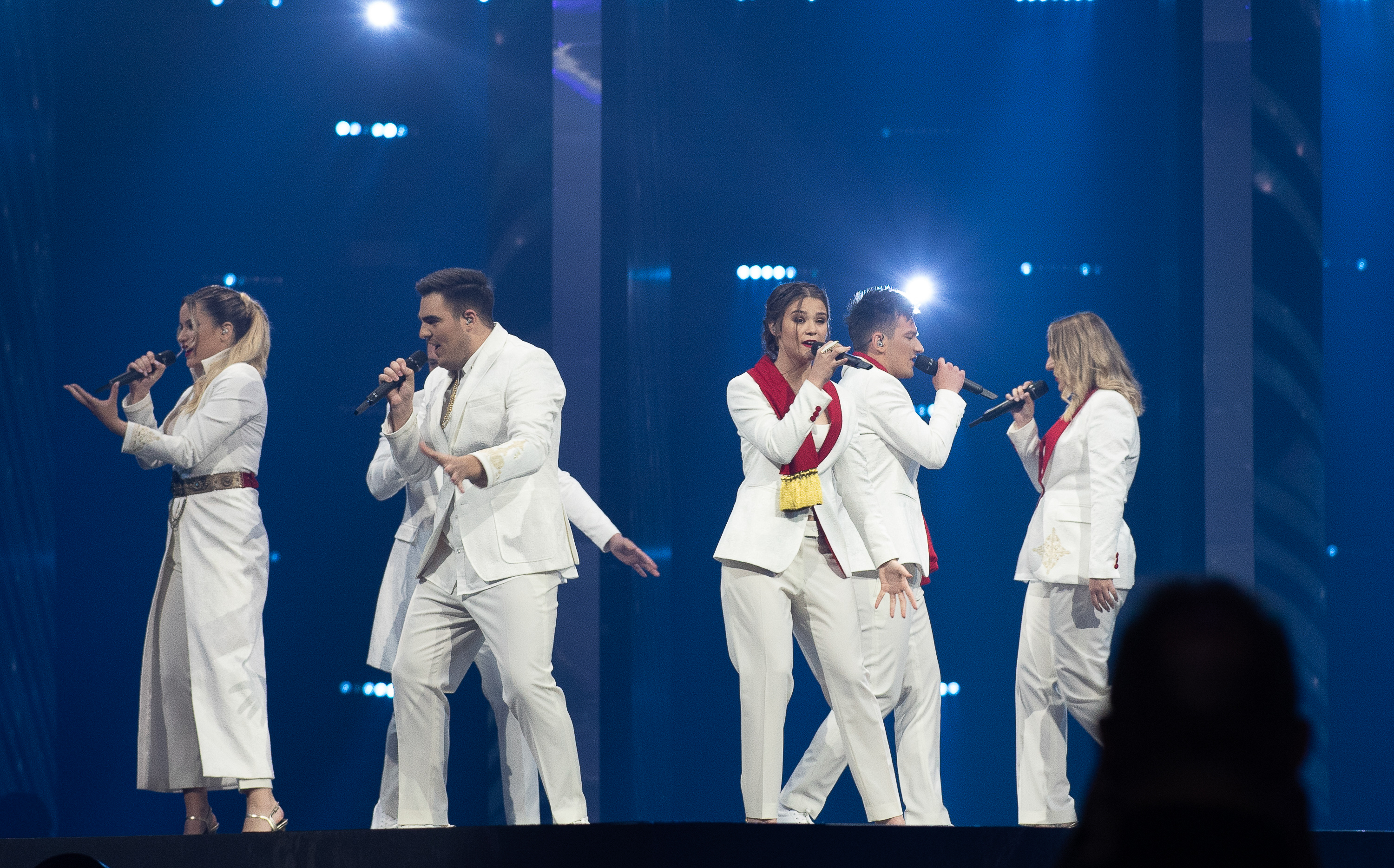
D mol

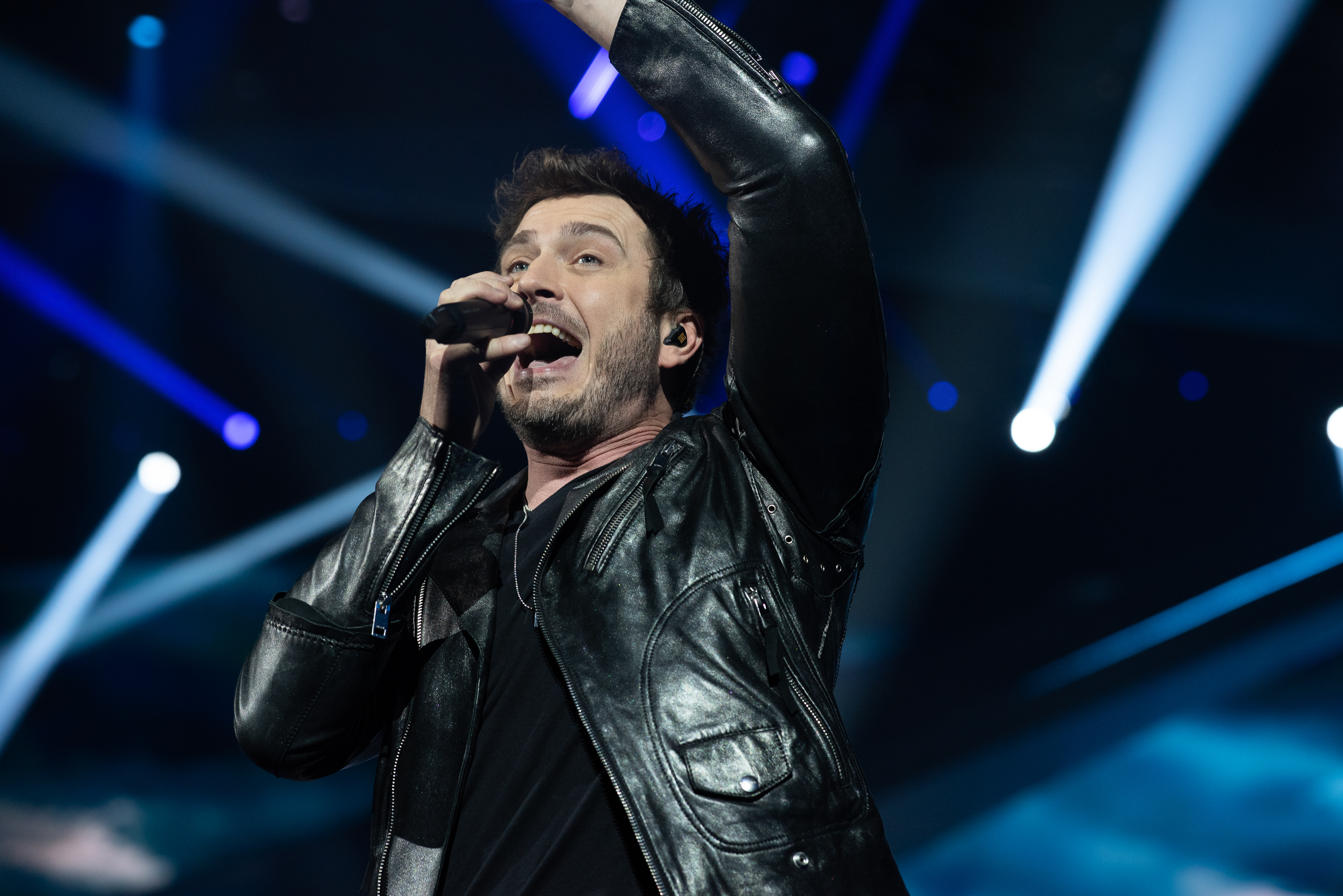
Sebastian Rejman

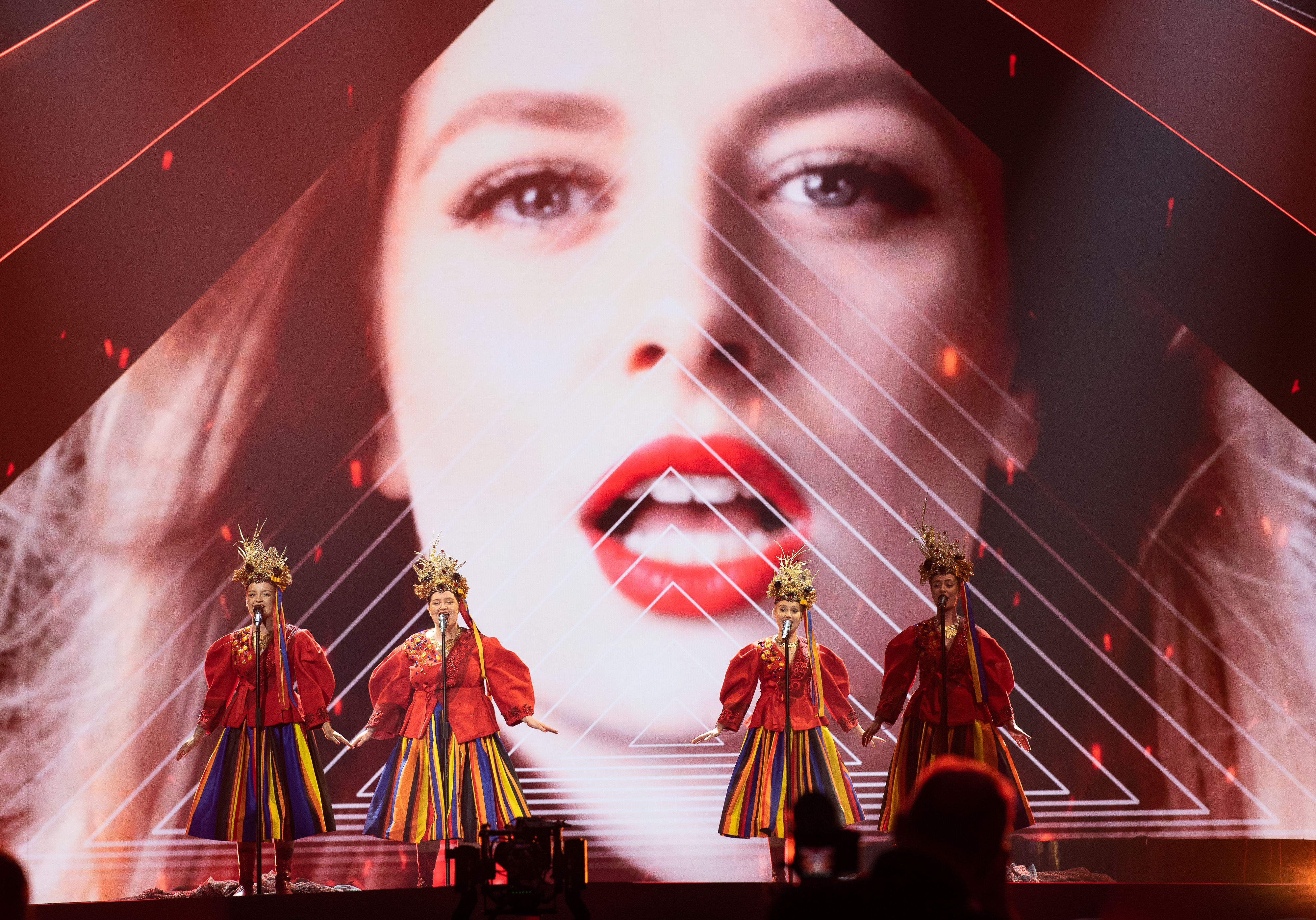
Tulia

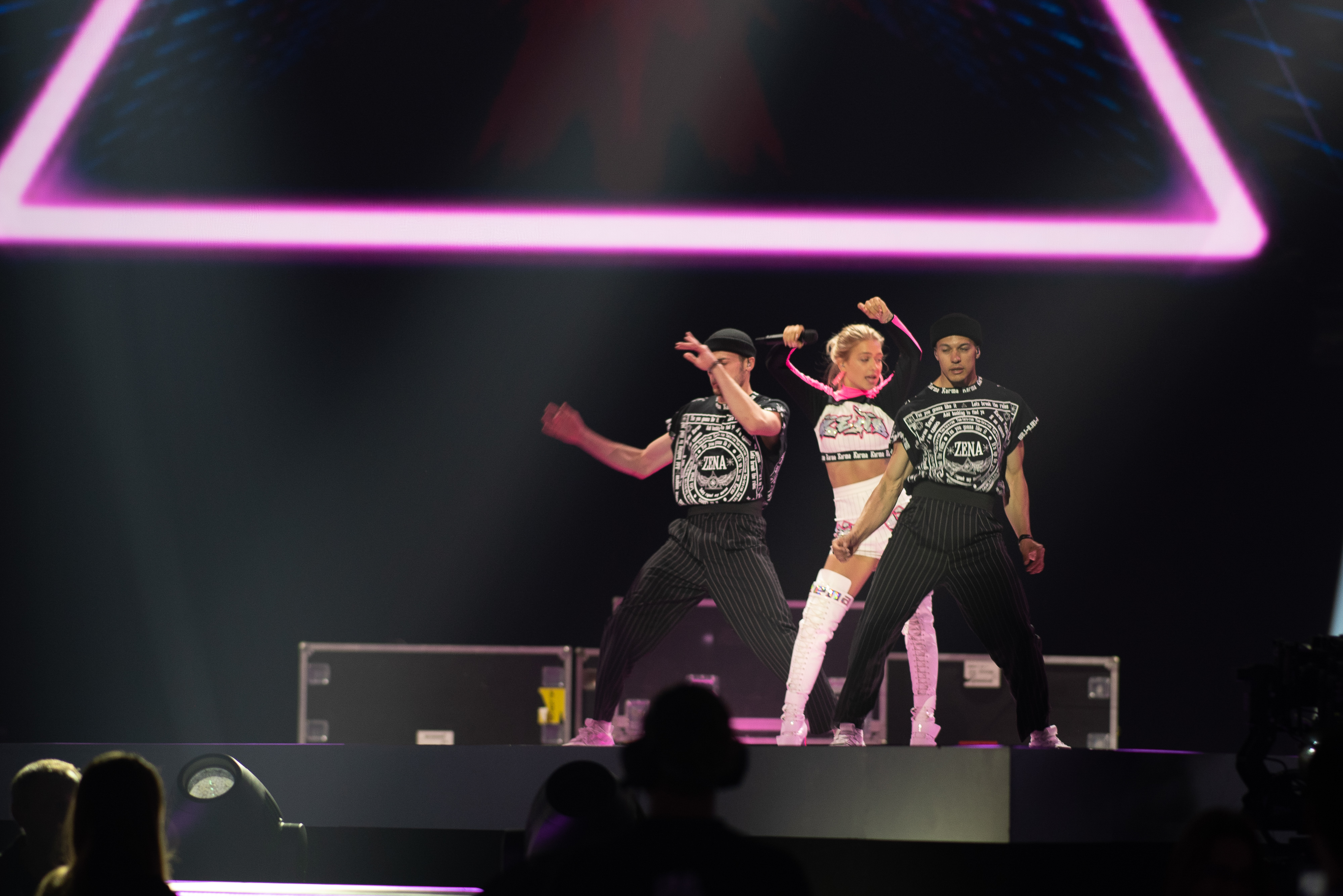
ZENA

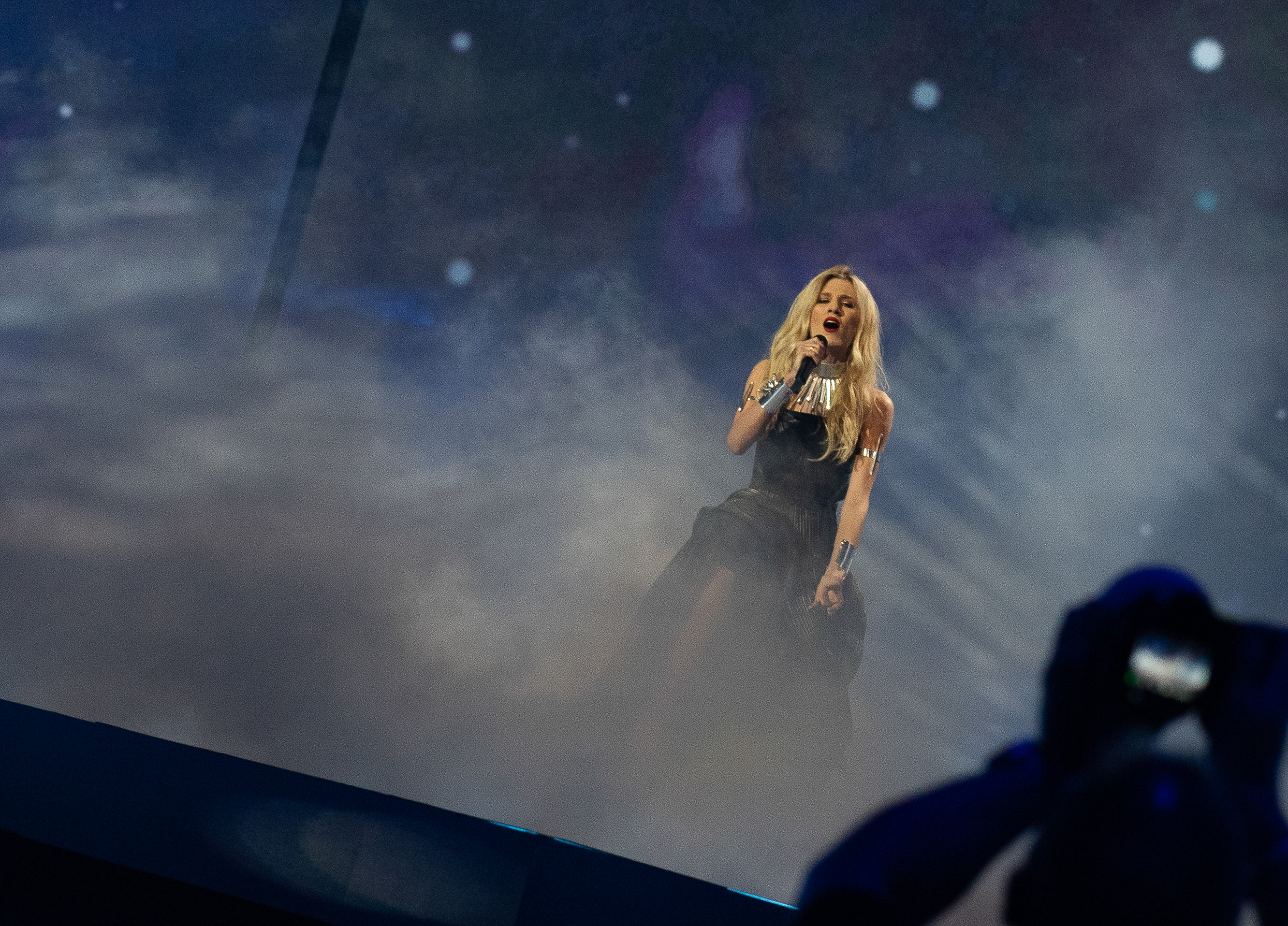
Nevena Božović

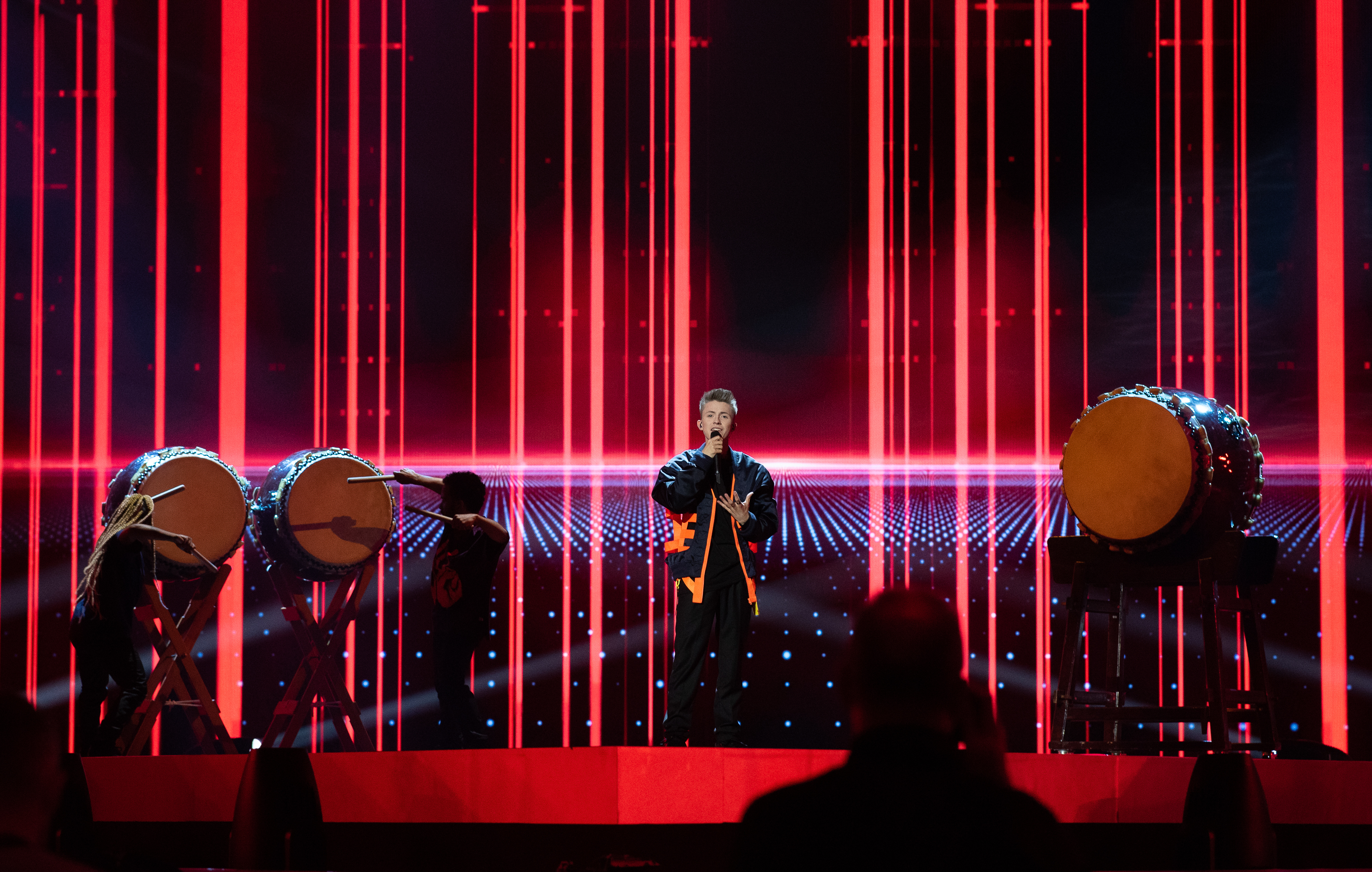
Eliot

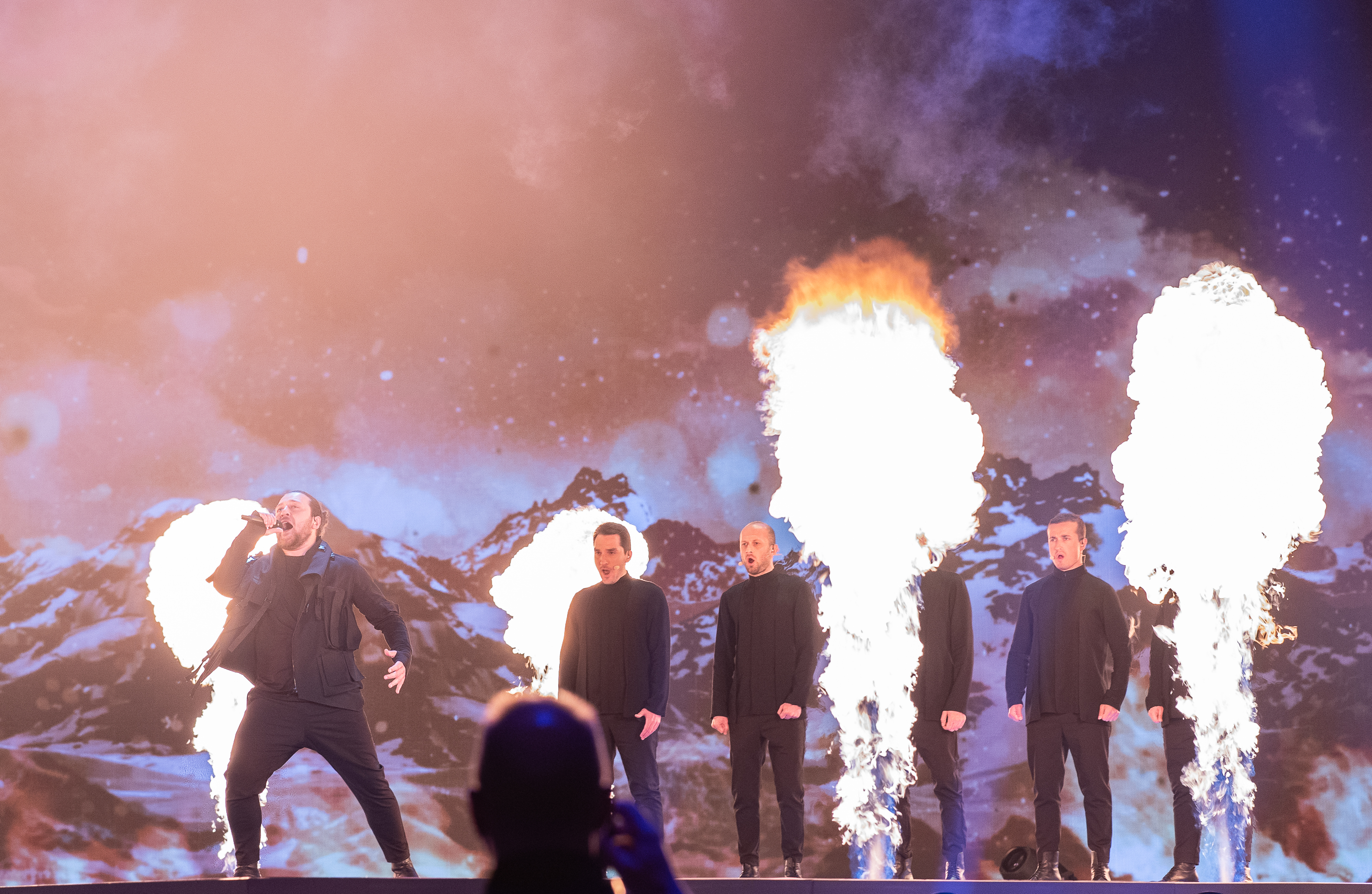
Oto Nemsadze

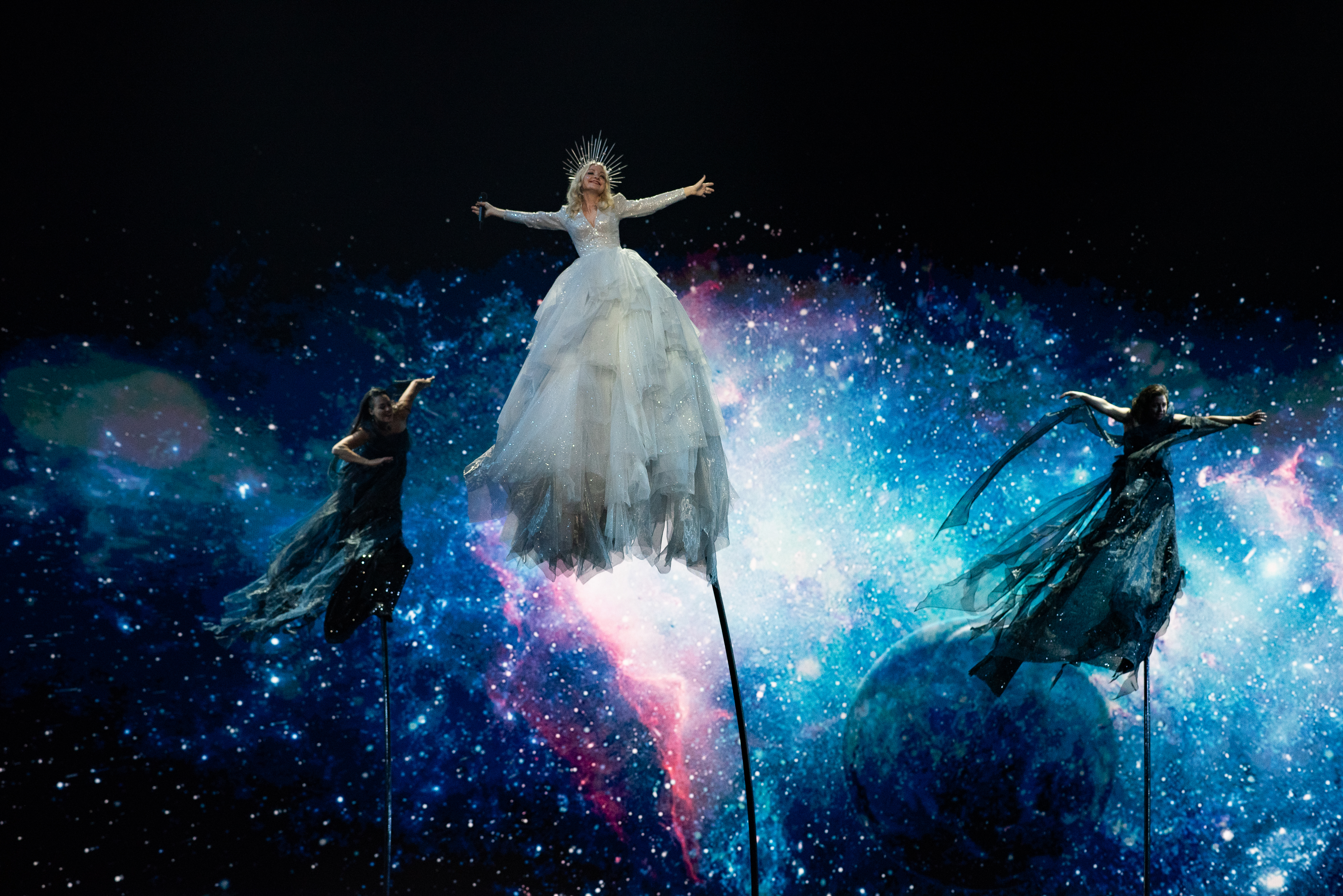
Kate Miller-Heidke

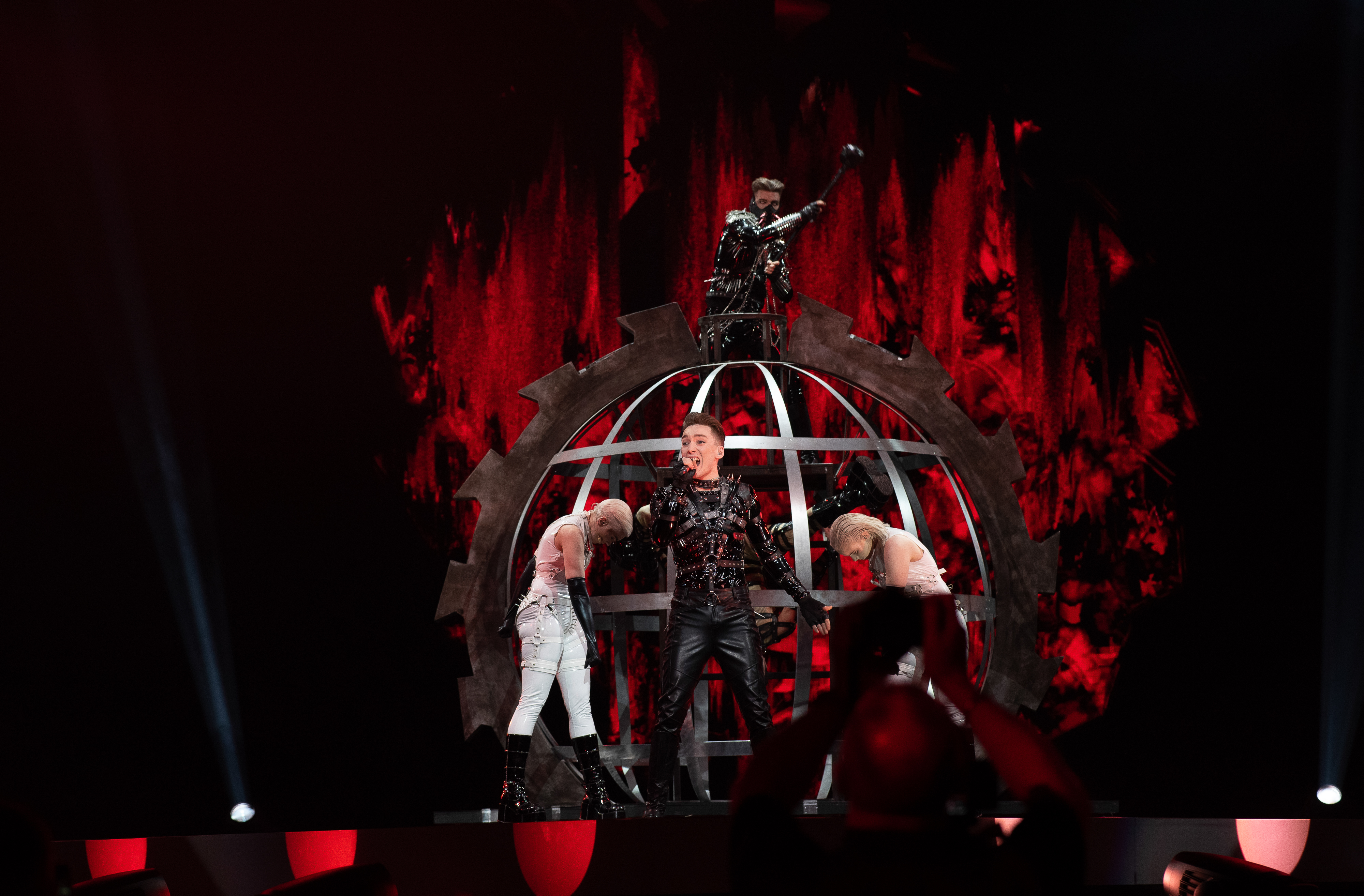
Hatari

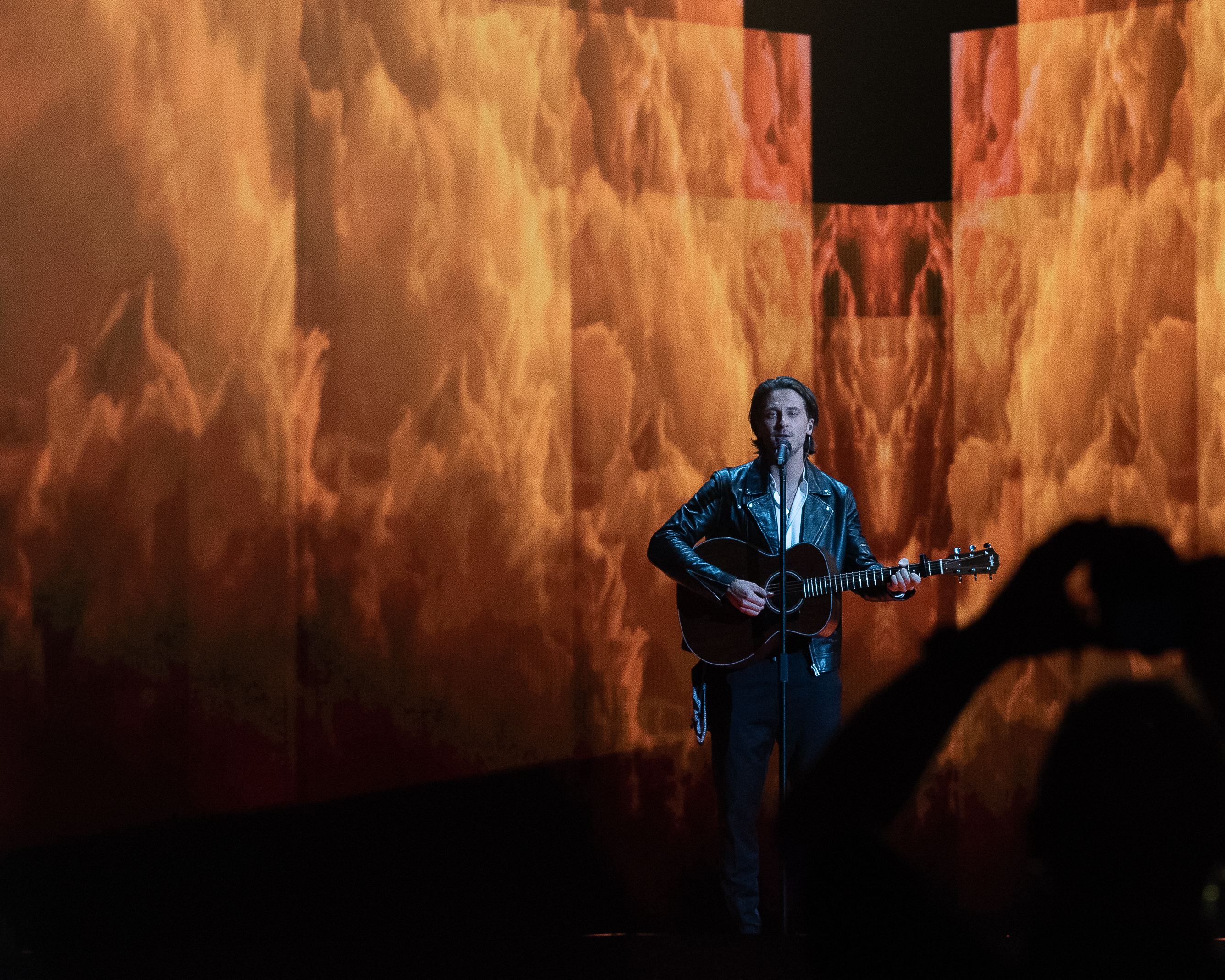
Victor Crone

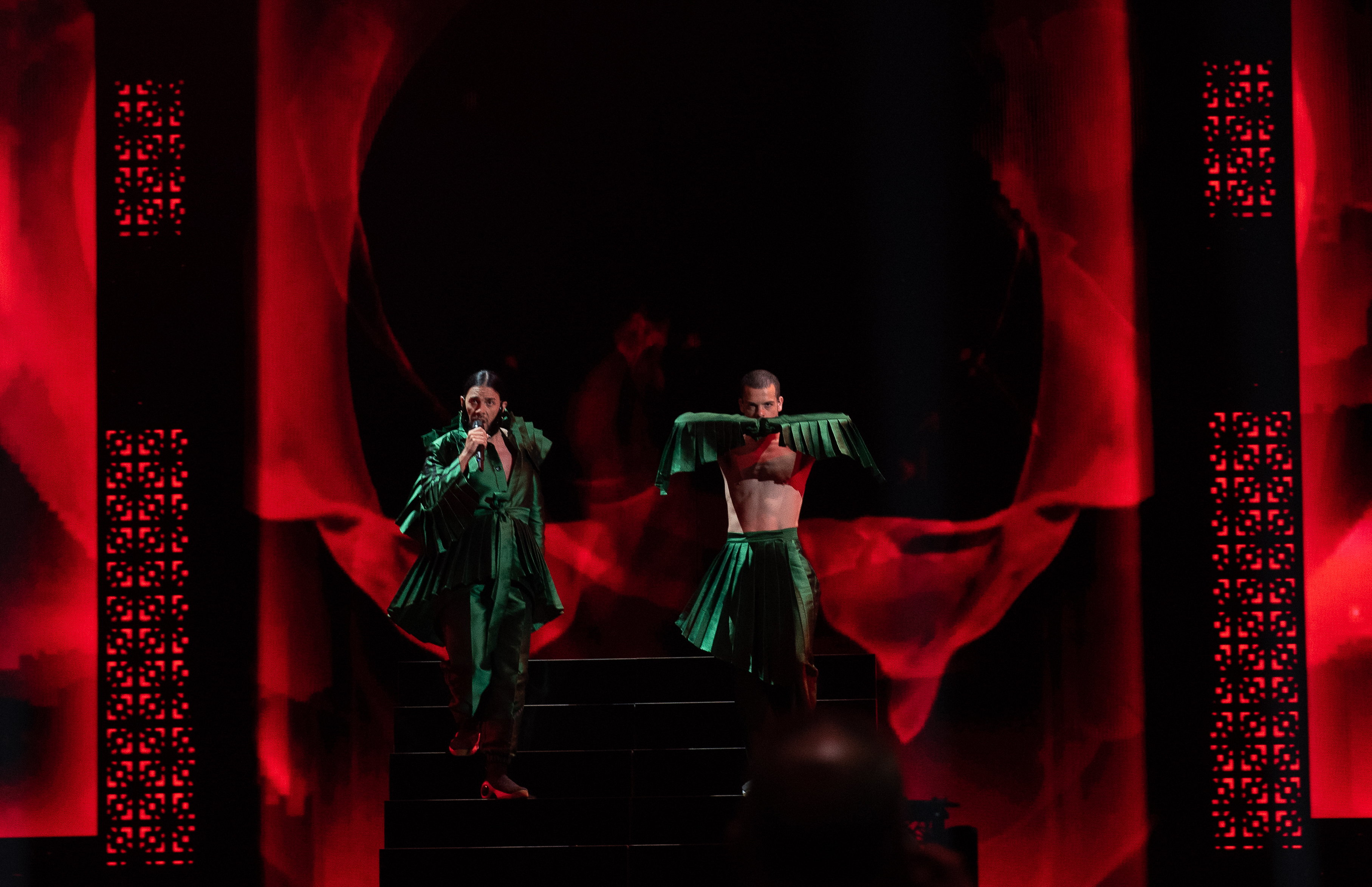
Conan Osíris

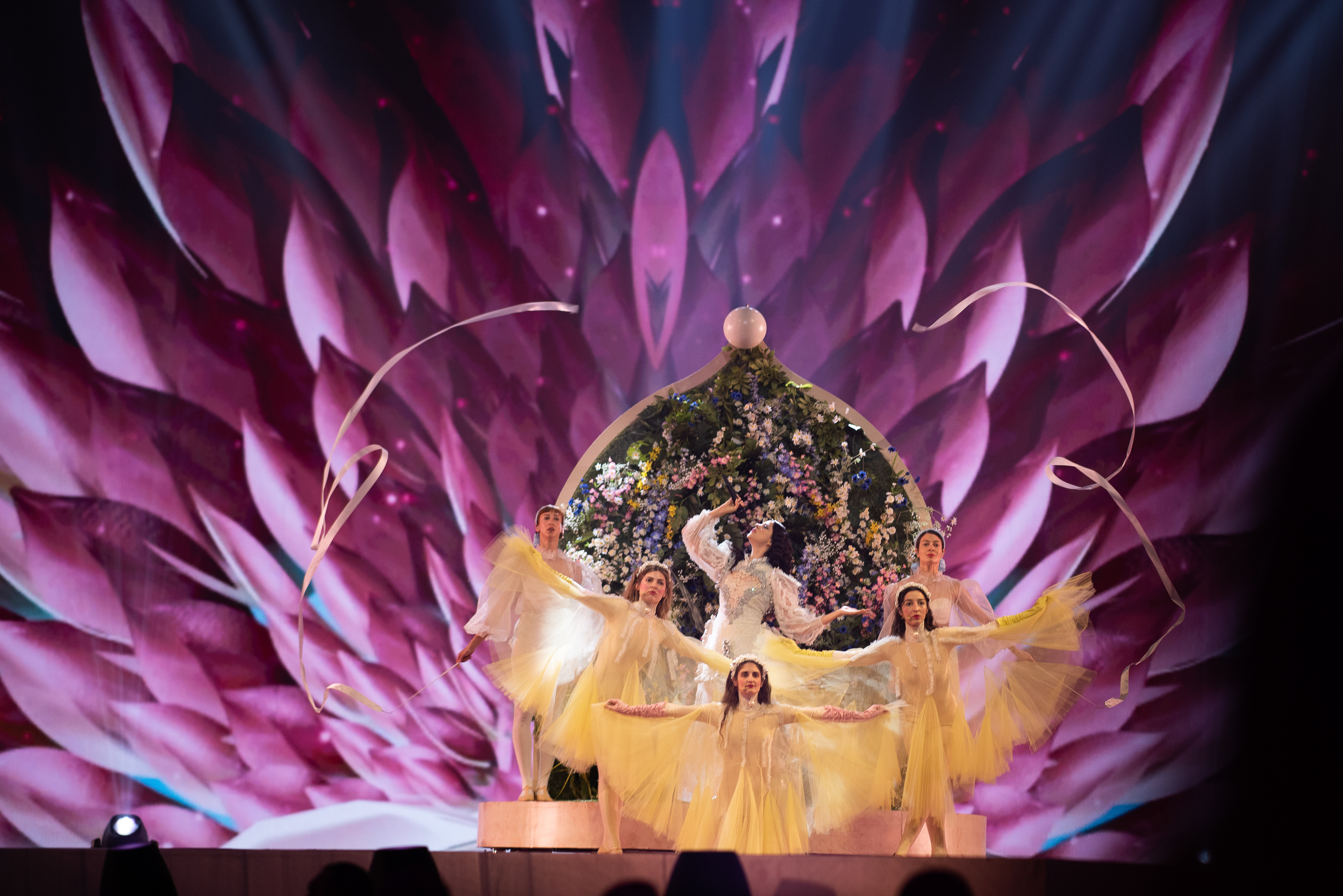
Katerine Duska

Az első elődöntőt május 14-én rendezték meg tizenhét ország részvételével. Az egyes országok által kiosztott pontok telefonos szavazás, illetve szakmai zsűrik szavazatai alapján alakultak ki, mely alapján az első tíz helyezett jutott tovább a döntőbe. A részt vevő országokon kívül három automatikusan döntős ország –  Franciaország,  Izrael és  Spanyolország – is szavazott az első elődöntőben, valamint a május 13-án tartott főpróbákon versenydalukat is előadták.
| #  | Ország           | Előadó                        | Dal                     | Helyezés | Pontszám |
| -- | ---------------- | ----------------------------- | ----------------------- | -------- | -------- |
| 01 | Ciprus           | Tamta                         | Replay                  | 9.       | 149      |
| 02 | Montenegró       | D mol                         | Heaven                  | 16.      | 46       |
| 03 | Finnország       | Darude feat. Sebastian Rejman | Look Away               | 17.      | 23       |
| 04 | Lengyelország    | Tulia                         | Fire of Love (Pali się) | 11.      | 120      |
| 05 | Szlovénia        | Zala Kralj & Gašper Šantl     | Sebi                    | 6.       | 167      |
| 06 | Csehország       | Lake Malawi                   | Friend of a Friend      | 2.       | 242      |
| 07 | Magyarország     | Pápai Joci                    | Az én apám              | 12.      | 97       |
| 08 | Fehéroroszország | Zena                          | Like It                 | 10.      | 122      |
| 09 | Szerbia          | Nevena Božović                | Kruna                   | 7.       | 156      |
| 10 | Belgium          | Eliot                         | Wake Up                 | 13.      | 70       |
| 11 | Grúzia           | Oto Nemsadze                  | Keep on Going           | 14.      | 62       |
| 12 | Ausztrália       | Kate Miller-Heidke            | Zero Gravity            | 1.       | 261      |
| 13 | Izland           | Hatari                        | Hatrið mun sigra        | 3.       | 221      |
| 14 | Észtország       | Victor Crone                  | Storm                   | 4.       | 198      |
| 15 | Portugália       | Conan Osiris                  | Telemóveis              | 15.      | 51       |
| 16 | Görögország      | Katerine Duska                | Better Love             | 5.       | 185      |
| 17 | San Marino       | Serhat                        | Say Na Na Na            | 8.       | 150      |

### Ponttáblázat

#### Zsűri szavazás
| Ország           | Össz. | Szavazók | Szavazók   | Szavazók   | Szavazók      | Szavazók  | Szavazók   | Szavazók     | Szavazók         | Szavazók | Szavazók | Szavazók | Szavazók   | Szavazók | Szavazók   | Szavazók   | Szavazók    | Szavazók   | Szavazók      | Szavazók | Szavazók      |
| Ország           | Össz. | Ciprus   | Montenegró | Finnország | Lengyelország | Szlovénia | Csehország | Magyarország | Fehéroroszország | Szerbia  | Belgium  | Grúzia   | Ausztrália | Izland   | Észtország | Portugália | Görögország | San Marino | Franciaország | Izrael   | Spanyolország |
| ---------------- | ----- | -------- | ---------- | ---------- | ------------- | --------- | ---------- | ------------ | ---------------- | -------- | -------- | -------- | ---------- | -------- | ---------- | ---------- | ----------- | ---------- | ------------- | -------- | ------------- |
| Ciprus           | 95    |          | 8          |            | 4             | 7         | 10         |              | 4                | 8        | 3        | 5        |            | 1        | 8          | 1          | 12          | 8          | 6             | 4        | 6             |
| Montenegró       | 31    | 4        |            |            |               |           |            |              |                  | 12       |          |          |            |          |            |            | 5           | 10         |               |          |               |
| Finnország       | 9     |          |            |            | 1             |           |            |              |                  |          |          |          | 2          |          |            |            | 4           |            |               |          | 2             |
| Lengyelország    | 60    |          |            | 10         |               | 3         | 7          | 8            | 6                | 3        |          |          | 8          |          | 7          | 3          |             |            |               | 5        |               |
| Szlovénia        | 74    | 5        | 1          | 5          | 8             |           | 12         | 3            |                  | 7        |          | 7        | 4          | 5        |            | 8          | 1           | 4          |               |          | 4             |
| Csehország       | 157   | 1        | 3          | 8          | 7             | 12        |            | 10           | 7                | 10       | 8        | 12       | 12         | 10       | 12         | 12         | 8           | 3          | 8             | 6        | 8             |
| Magyarország     | 65    |          | 6          | 1          | 6             | 2         | 4          |              | 2                | 6        | 2        | 1        | 6          |          | 5          | 7          |             |            | 10            | 7        |               |
| Fehéroroszország | 78    |          |            |            |               | 8         | 8          | 12           |                  | 4        | 4        | 3        |            | 3        | 10         | 6          | 7           | 1          | 4             | 1        | 7             |
| Szerbia          | 91    | 6        | 7          | 3          | 10            | 5         | 6          | 7            |                  |          | 5        | 6        | 3          | 6        | 6          | 4          | 6           | 5          | 3             |          | 3             |
| Belgium          | 40    | 10       |            | 2          | 3             | 6         | 3          |              |                  |          |          | 2        |            | 4        |            | 10         |             | 2          |               | 3        | 5             |
| Grúzia           | 29    | 7        | 2          |            |               |           | 1          | 2            | 10               |          |          |          | 5          |          |            |            |             |            | 2             |          |               |
| Ausztrália       | 121   |          | 5          | 12         | 12            |           |            | 5            | 8                | 5        | 12       | 4        |            | 12       | 1          | 2          | 10          | 6          | 7             | 8        | 12            |
| Izland           | 70    | 8        | 4          | 4          | 5             | 4         |            | 1            | 1                |          | 10       |          | 10         |          | 2          |            | 2           | 7          | 12            |          |               |
| Észtország       | 65    |          |            | 6          |               | 1         |            | 6            | 12               | 1        | 7        | 8        |            | 7        |            | 5          |             |            | 1             | 10       | 1             |
| Portugália       | 8     | 3        |            |            | 2             |           | 2          |              |                  |          | 1        |          |            |          |            |            |             |            |               |          |               |
| Görögország      | 131   | 12       | 12         | 7          |               | 10        | 5          | 4            | 5                | 2        | 6        | 10       | 7          | 8        | 4          |            |             | 12         | 5             | 12       | 10            |
| San Marino       | 26    | 2        | 10         |            |               |           |            |              | 3                |          |          |          | 1          | 2        | 3          |            | 3           |            |               | 2        |               |

#### Nézői szavazás

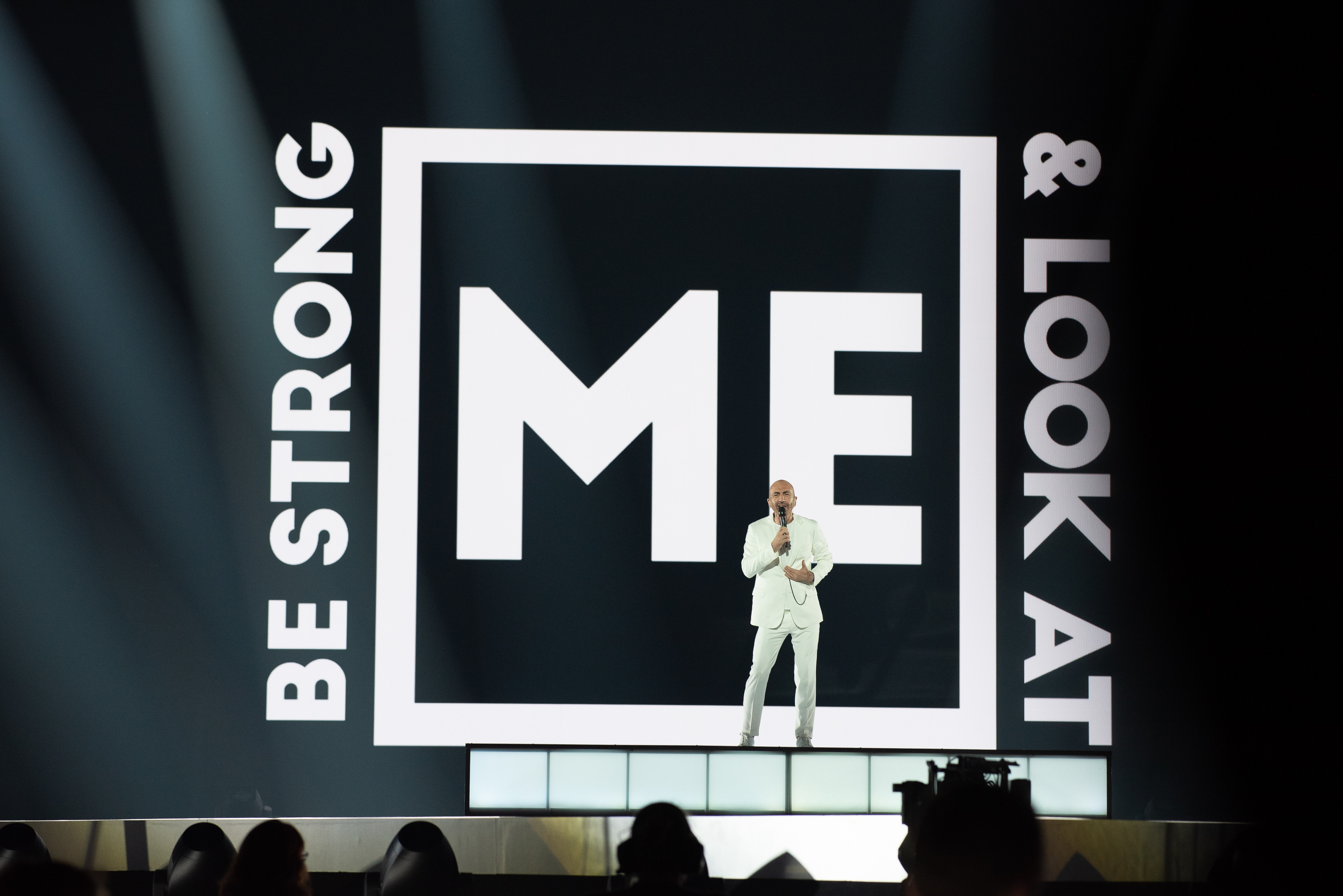
Serhat

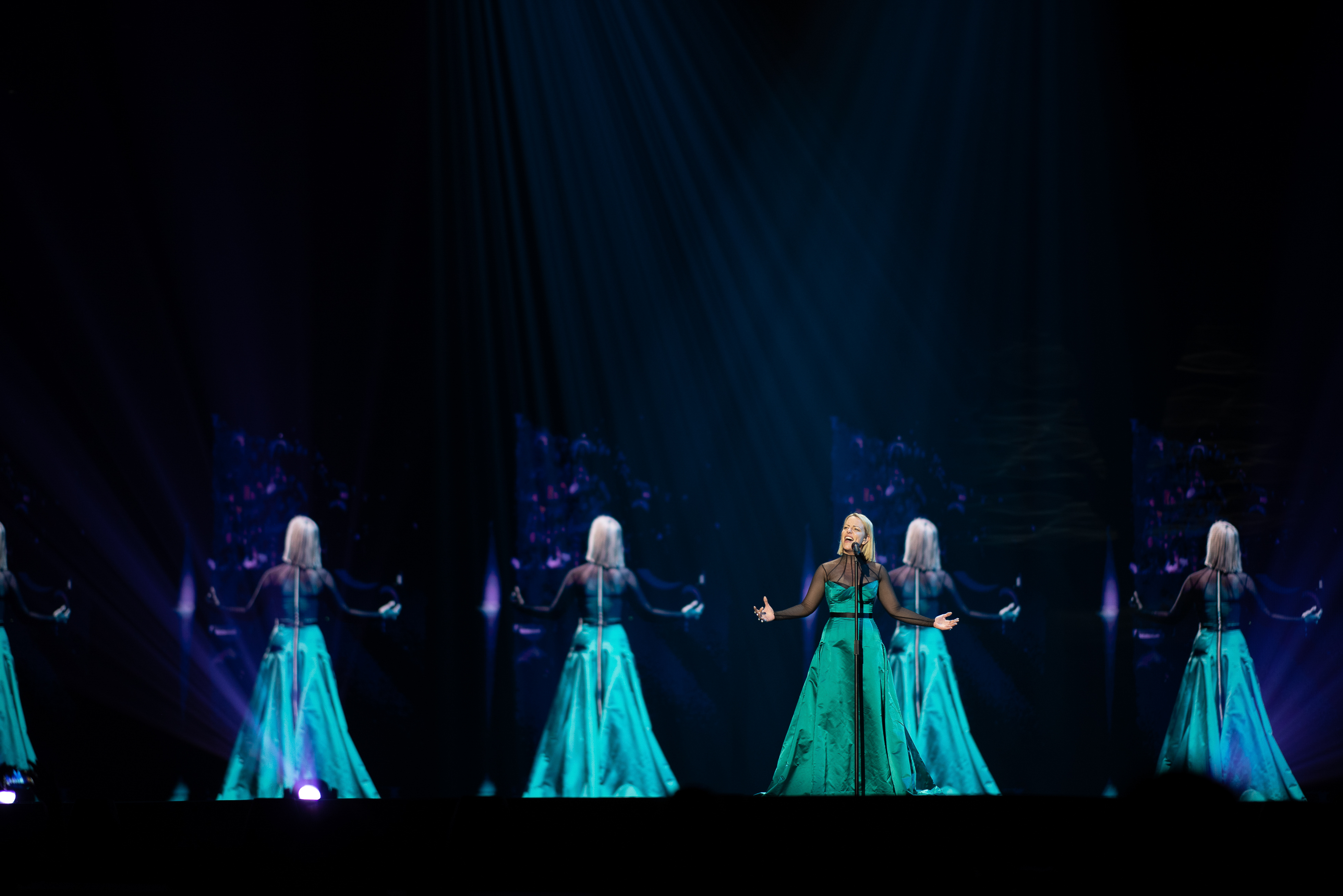
Tamara Todevska

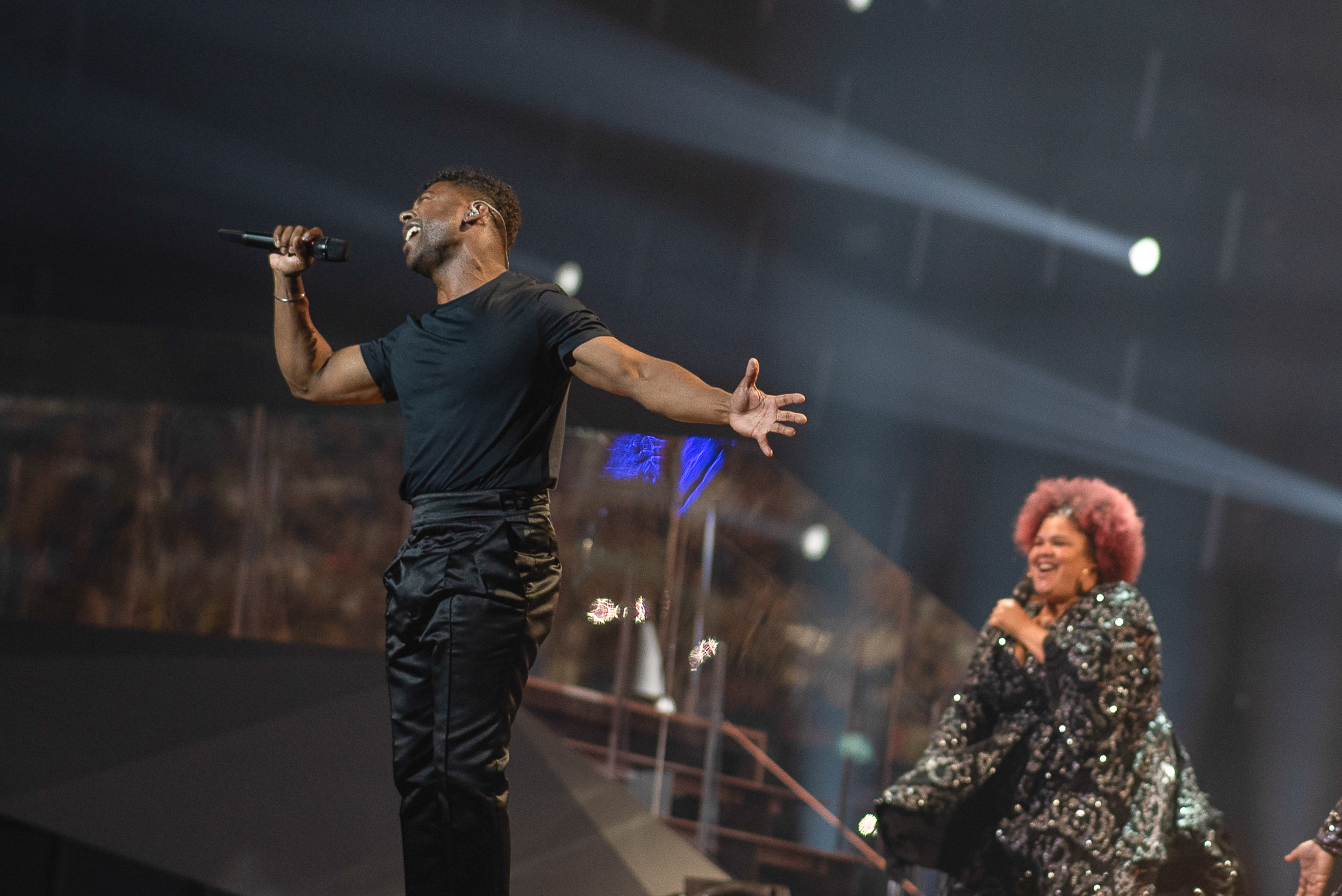
John Lundvik

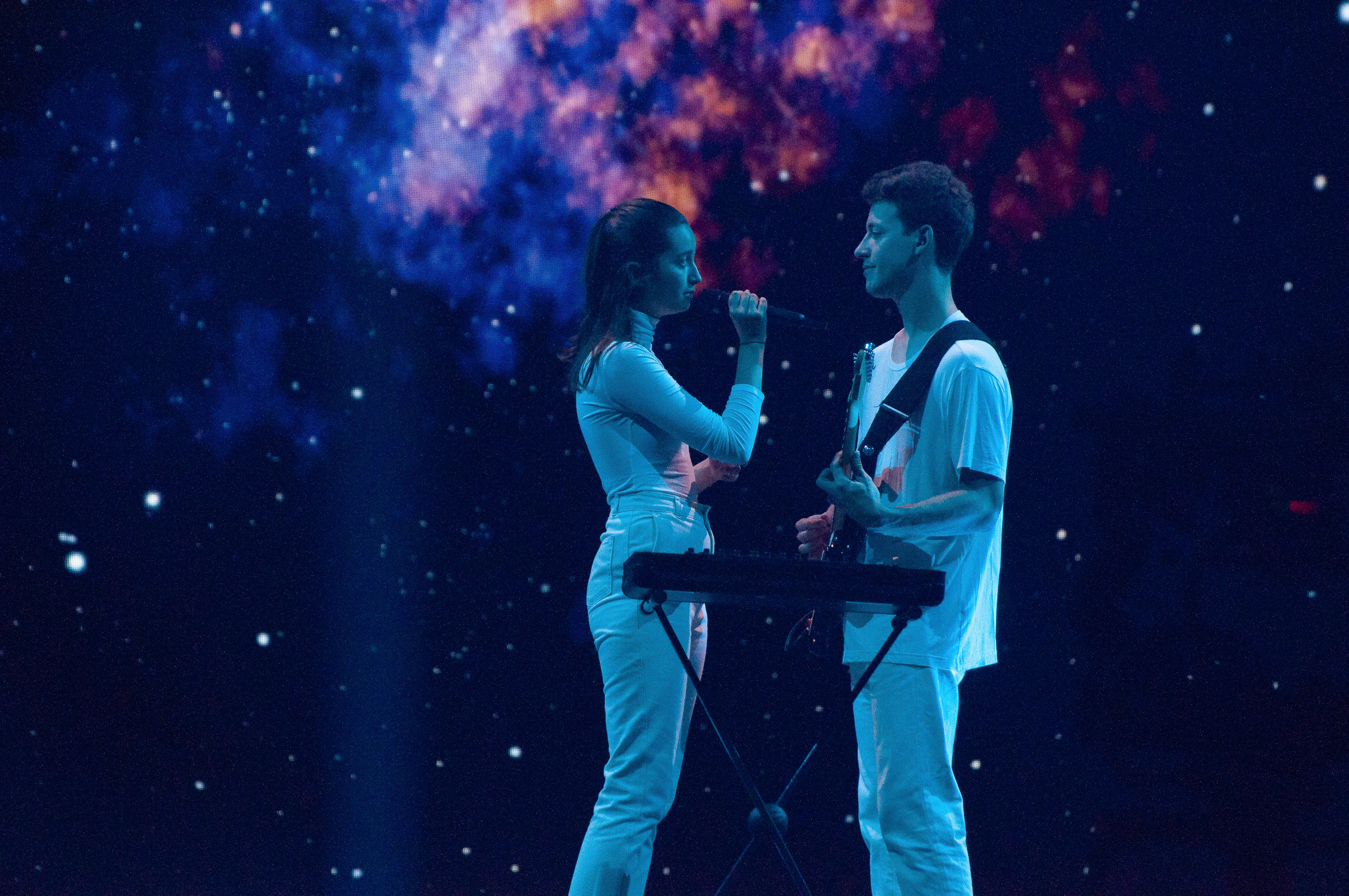
Zala Kralj & Gašper Šantl

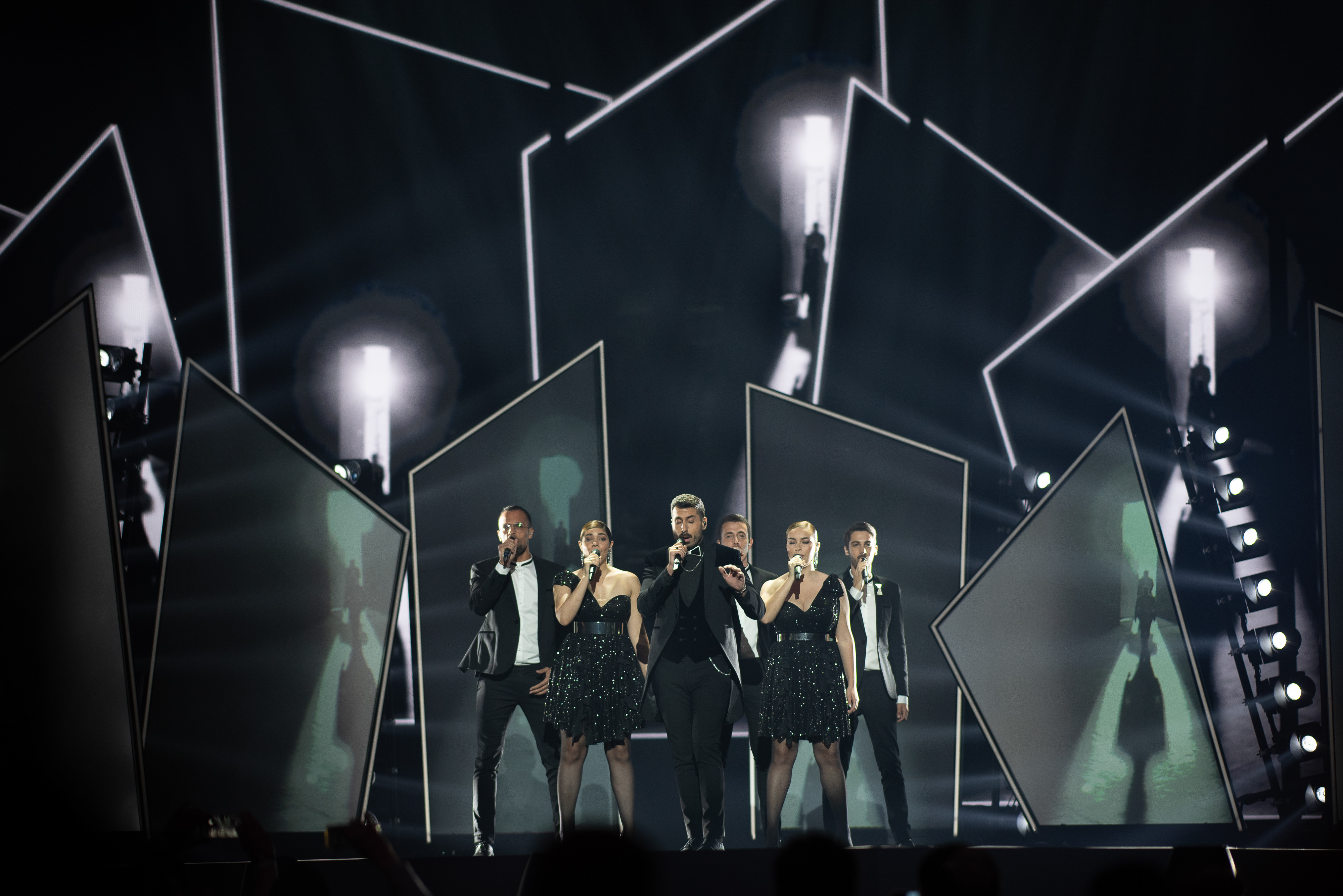
Kobi Marimi

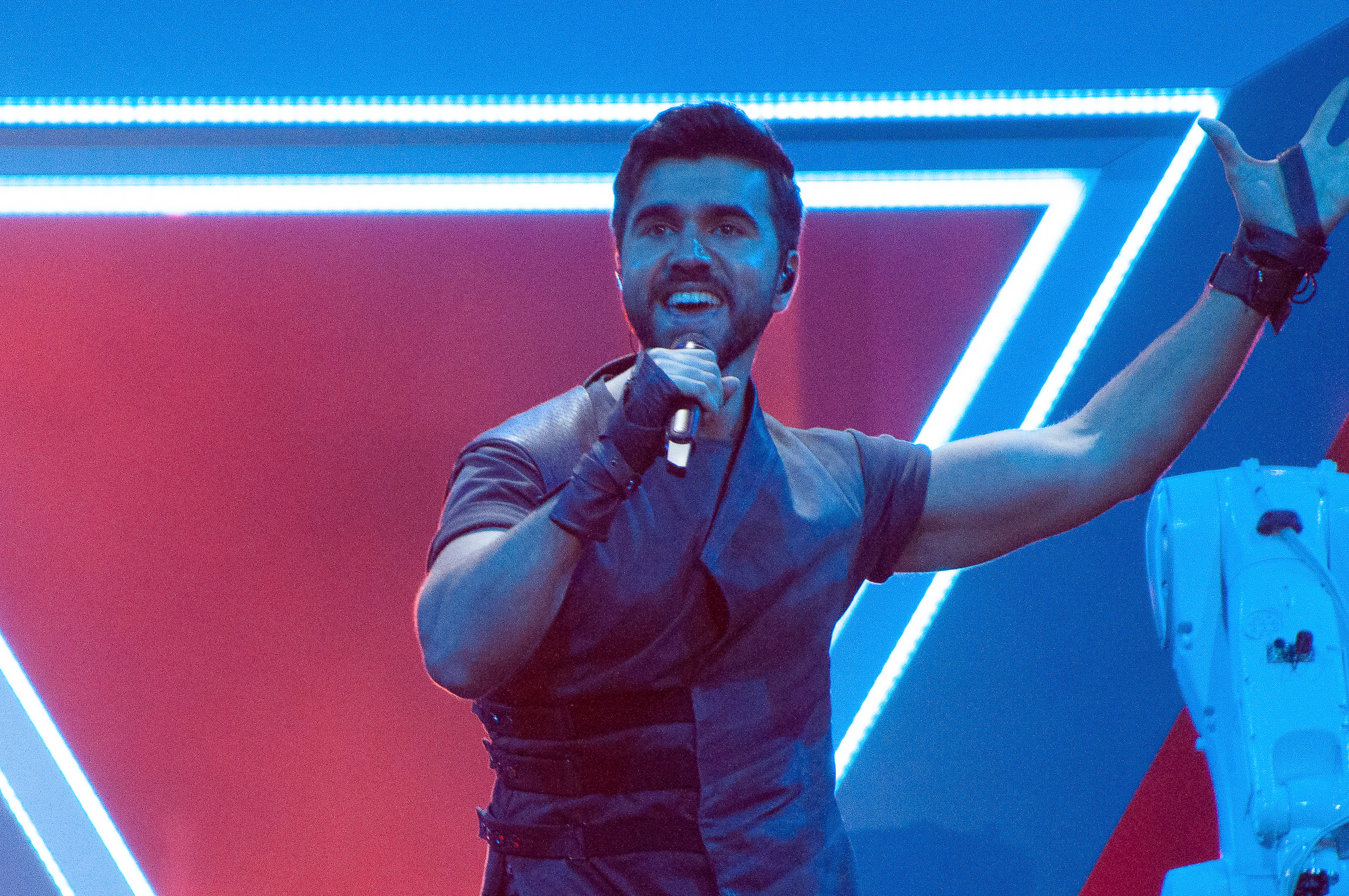
Chingiz

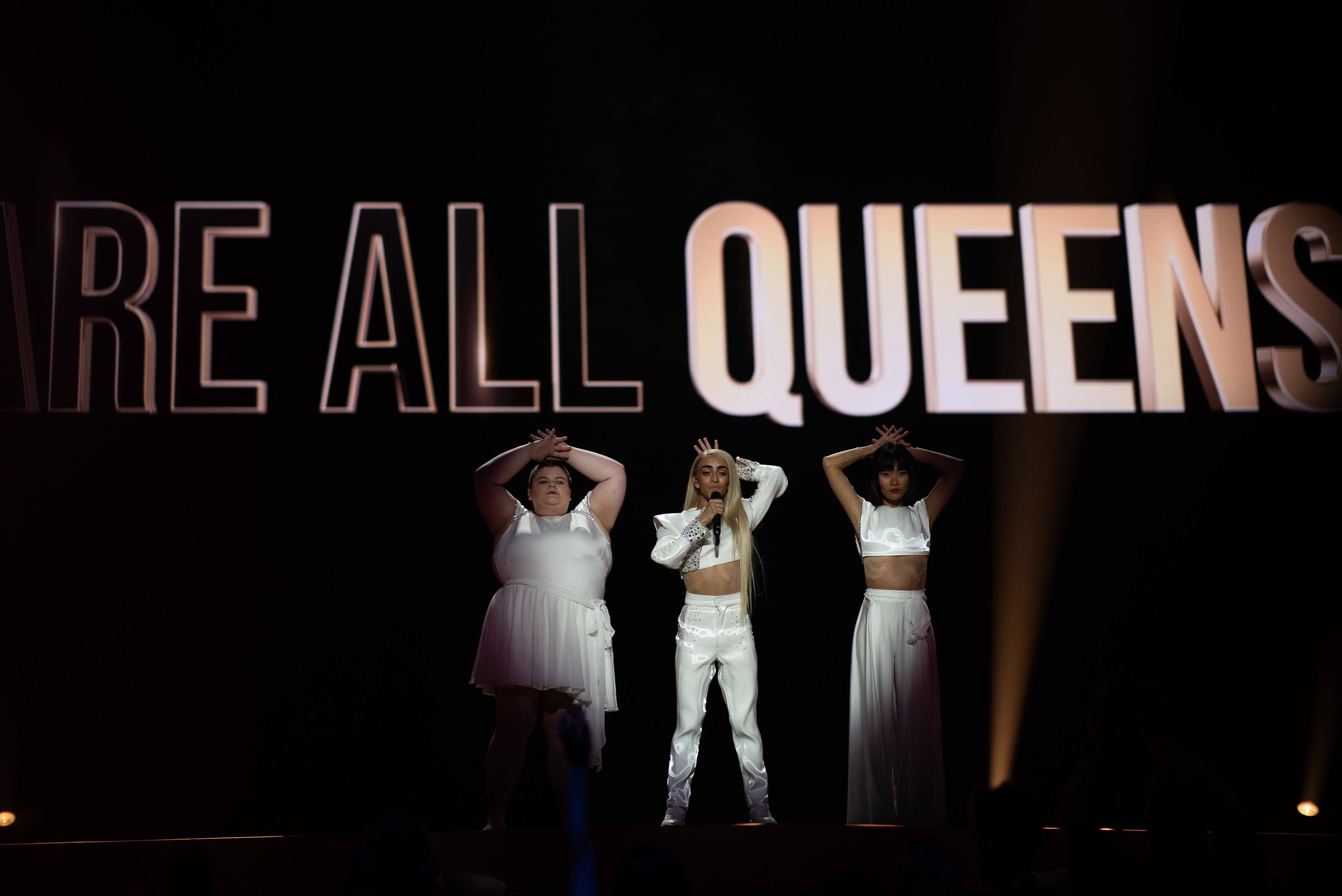
Bilal Hassani

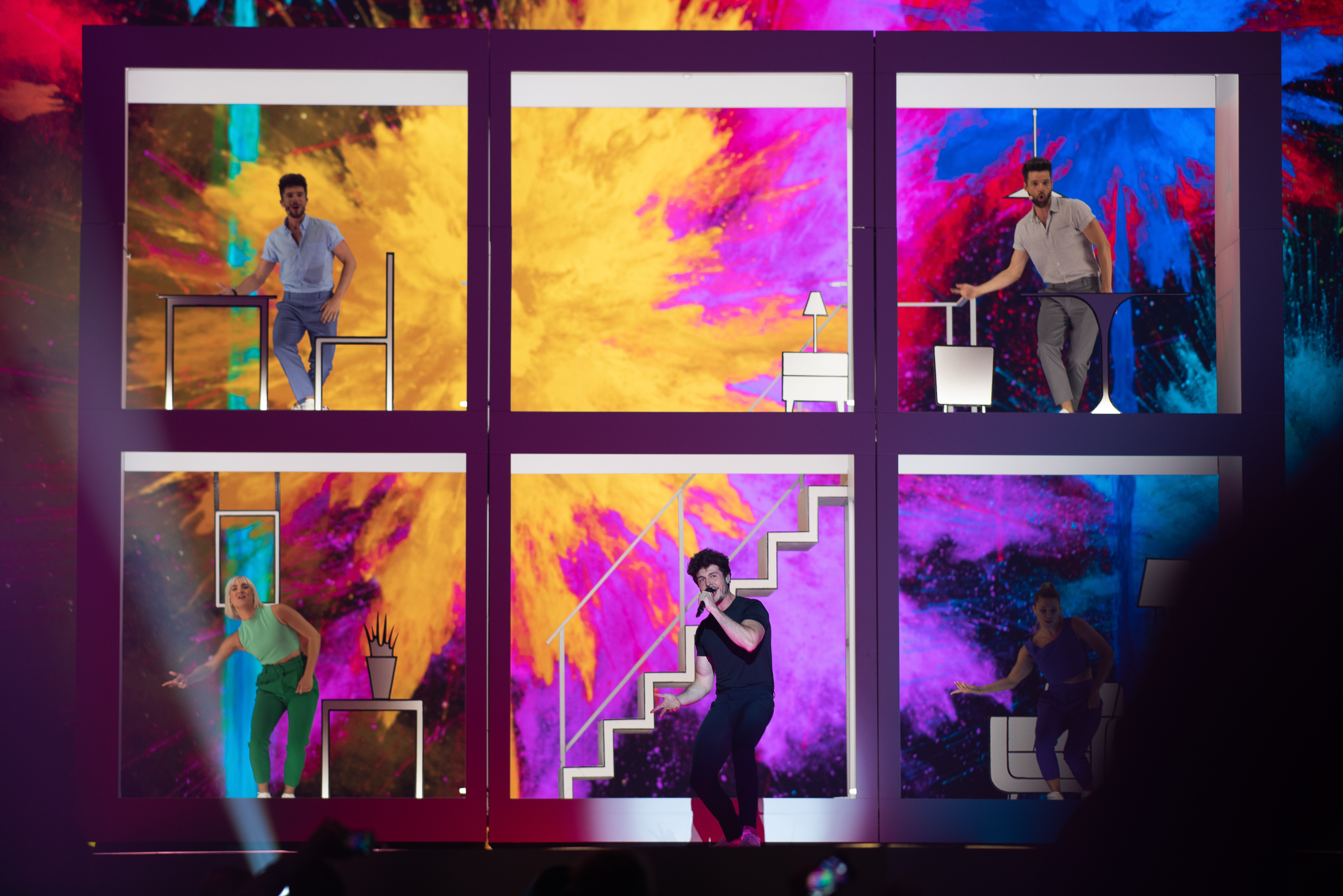
Miki

| Ország           | Össz. | Szavazók | Szavazók   | Szavazók   | Szavazók      | Szavazók  | Szavazók   | Szavazók     | Szavazók         | Szavazók | Szavazók | Szavazók | Szavazók   | Szavazók | Szavazók   | Szavazók   | Szavazók    | Szavazók   | Szavazók      | Szavazók | Szavazók      |
| Ország           | Össz. | Ciprus   | Montenegró | Finnország | Lengyelország | Szlovénia | Csehország | Magyarország | Fehéroroszország | Szerbia  | Belgium  | Grúzia   | Ausztrália | Izland   | Észtország | Portugália | Görögország | San Marino | Franciaország | Izrael   | Spanyolország |
| ---------------- | ----- | -------- | ---------- | ---------- | ------------- | --------- | ---------- | ------------ | ---------------- | -------- | -------- | -------- | ---------- | -------- | ---------- | ---------- | ----------- | ---------- | ------------- | -------- | ------------- |
| Ciprus           | 54    |          | 4          |            |               |           | 1          | 3            |                  |          | 1        | 10       | 3          |          |            | 1          | 12          | 10         |               | 8        | 1             |
| Montenegró       | 15    |          |            |            |               | 7         |            |              |                  | 8        |          |          |            |          |            |            |             |            |               |          |               |
| Finnország       | 14    |          |            |            |               |           |            |              |                  |          |          |          |            | 2        | 12         |            |             |            |               |          |               |
| Lengyelország    | 60    |          |            | 6          |               | 1         | 7          | 6            | 5                |          | 5        |          | 5          | 8        | 2          |            |             | 5          | 8             | 2        |               |
| Szlovénia        | 93    |          | 8          | 7          | 8             |           | 5          | 7            | 8                | 10       | 3        | 5        |            | 5        | 7          | 7          | 5           | 3          | 2             |          | 3             |
| Csehország       | 86    | 2        | 3          | 5          | 5             | 5         |            | 4            | 3                | 1        | 6        | 1        | 10         | 12       | 8          | 4          | 1           | 4          |               | 6        | 5             |
| Magyarország     | 32    |          |            | 2          | 3             | 6         | 2          |              |                  | 12       |          |          | 1          | 3        | 3          |            |             |            |               |          |               |
| Fehéroroszország | 44    | 6        | 5          |            | 2             | 2         | 3          |              |                  | 4        |          | 7        | 2          | 6        | 1          |            | 2           |            |               | 4        |               |
| Szerbia          | 65    | 5        | 12         | 1          | 4             | 12        | 4          | 2            | 4                |          |          | 3        |            |          |            | 3          | 6           | 2          | 6             | 1        |               |
| Belgium          | 20    | 3        |            |            | 1             |           |            |              |                  |          |          |          |            | 1        | 4          | 2          |             |            | 5             |          | 4             |
| Grúzia           | 33    | 10       |            |            |               |           |            |              | 1                |          |          |          |            |          |            |            | 10          | 1          | 4             | 7        |               |
| Ausztrália       | 140   | 4        | 7          | 8          | 10            | 4         | 10         | 5            | 10               | 7        | 10       |          |            | 10       | 5          | 10         | 8           | 6          | 7             | 12       | 7             |
| Izland           | 151   | 1        | 6          | 12         | 12            | 10        | 6          | 10           | 12               | 6        | 7        | 6        | 12         |          | 6          | 8          | 7           | 7          | 10            | 3        | 10            |
| Észtország       | 133   | 7        | 2          | 10         | 7             | 8         | 8          | 8            | 6                | 3        | 12       | 8        | 7          | 7        |            | 12         | 3           | 8          | 1             | 10       | 6             |
| Portugália       | 43    |          |            | 3          |               |           |            |              | 2                |          | 8        | 2        | 4          |          |            |            |             |            | 12            |          | 12            |
| Görögország      | 54    | 12       | 1          |            |               |           |            | 1            |                  | 2        | 4        | 4        | 8          |          |            | 5          |             | 12         | 3             |          | 2             |
| San Marino       | 124   | 8        | 10         | 4          | 6             | 3         | 12         | 12           | 7                | 5        | 2        | 12       | 6          | 4        | 10         | 6          | 4           |            |               | 5        | 8             |

Megjegyzés: A sorok és az oszlopok a fellépés sorrendjében vannak rendezve. Az utolsó három oszlopban az első elődöntőben szavazó automatikus döntősöktől kapott pontszám található meg.

### 12 pontos országok

#### Zsűri szavazás
Az alábbi országok kaptak 12 pontot az első elődöntőben a zsűritől:
| Darab | Jutalmazott ország | Szavazó ország                                            |
| ----- | ------------------ | --------------------------------------------------------- |
| 5     | Ausztrália         | Belgium, Finnország, Izland, Lengyelország, Spanyolország |
| 5     | Csehország         | Ausztrália, Észtország, Grúzia, Portugália, Szlovénia     |
| 4     | Görögország        | Ciprus, Izrael, Montenegró, San Marino                    |
| 1     | Fehéroroszország   | Magyarország                                              |
| 1     | Ciprus             | Görögország                                               |
| 1     | Észtország         | Fehéroroszország                                          |
| 1     | Izland             | Franciaország                                             |
| 1     | Montenegró         | Szerbia                                                   |
| 1     | Szlovénia          | Csehország                                                |

#### Nézői szavazás
Az alábbi országok kaptak 12 pontot az első elődöntőben a nézőktől:
| Darab | Jutalmazott ország | Szavazó ország                                          |
| ----- | ------------------ | ------------------------------------------------------- |
| 4     | Izland             | Ausztrália, Fehéroroszország, Finnország, Lengyelország |
| 3     | San Marino         | Csehország, Grúzia, Magyarország                        |
| 2     | Észtország         | Belgium, Portugália                                     |
| 2     | Görögország        | Ciprus, San Marino                                      |
| 2     | Portugália         | Franciaország, Spanyolország                            |
| 2     | Szerbia            | Montenegró, Szlovénia                                   |
| 1     | Ausztrália         | Izrael                                                  |
| 1     | Ciprus             | Görögország                                             |
| 1     | Csehország         | Izland                                                  |
| 1     | Finnország         | Észtország                                              |
| 1     | Magyarország       | Szerbia                                                 |

Megjegyzés: A félkövérrel szedett országok a maximum 24 pontot (12 pontot a zsűritől és a nézőktől is) adták az adott országnak.

### Zsűri és nézői szavazás külön
| Helyezés | Zsűri szavazás   | Zsűri szavazás | Nézői szavazás   | Nézői szavazás |
| Helyezés | Ország           | Pontszám       | Ország           | Pontszám       |
| -------- | ---------------- | -------------- | ---------------- | -------------- |
| 1.       | Csehország       | 157            | Izland           | 151            |
| 2.       | Görögország      | 131            | Ausztrália       | 140            |
| 3.       | Ausztrália       | 121            | Észtország       | 133            |
| 4.       | Ciprus           | 95             | San Marino       | 124            |
| 5.       | Szerbia          | 91             | Szlovénia        | 93             |
| 6.       | Fehéroroszország | 78             | Csehország       | 85             |
| 7.       | Szlovénia        | 74             | Szerbia          | 65             |
| 8.       | Izland           | 70             | Lengyelország    | 60             |
| 9.       | Magyarország     | 65             | Ciprus           | 54             |
| 10.      | Észtország       | 65             | Görögország      | 54             |
| 11.      | Lengyelország    | 60             | Fehéroroszország | 44             |
| 12.      | Belgium          | 50             | Portugália       | 43             |
| 13.      | Montenegró       | 31             | Grúzia           | 33             |
| 14.      | Grúzia           | 29             | Magyarország     | 32             |
| 15.      | San Marino       | 26             | Belgium          | 20             |
| 16.      | Finnország       | 9              | Montenegró       | 15             |
| 17.      | Portugália       | 8              | Finnország       | 14             |

### Magyarország zsűri és nézői szavazás eredményei
| Ország           | Zsűri szavazás                     | Zsűri szavazás                     | Zsűri szavazás                     | Zsűri szavazás                     | Zsűri szavazás                     | Zsűri szavazás                     | Zsűri szavazás                     | Nézői szavazás                     | Nézői szavazás                     |
| Ország           | Borcsik A.                         | Patkó B.                           | Szepesi M.                         | Lola                               | Iván A.                            | Helyezés                           | Pontszám                           | Helyezés                           | Pontszám                           |
| ---------------- | ---------------------------------- | ---------------------------------- | ---------------------------------- | ---------------------------------- | ---------------------------------- | ---------------------------------- | ---------------------------------- | ---------------------------------- | ---------------------------------- |
| Ciprus           | 9.                                 | 10.                                | 14.                                | 14.                                | 11.                                | 15.                                |                                    | 8.                                 | 3                                  |
| Montenegró       | 16.                                | 4.                                 | 16.                                | 13.                                | 7.                                 | 13.                                |                                    | 14.                                |                                    |
| Finnország       | 15.                                | 5.                                 | 15.                                | 12.                                | 14.                                | 14.                                |                                    | 16.                                |                                    |
| Lengyelország    | 1.                                 | 3.                                 | 7.                                 | 9.                                 | 4.                                 | 3.                                 | 8                                  | 5.                                 | 6                                  |
| Szlovénia        | 3.                                 | 16.                                | 12.                                | 7.                                 | 6.                                 | 8.                                 | 3                                  | 4.                                 | 7                                  |
| Csehország       | 6.                                 | 1.                                 | 11.                                | 2.                                 | 1.                                 | 2.                                 | 10                                 | 7.                                 | 4                                  |
| Magyarország     | Nem lehet saját országra szavazni! | Nem lehet saját országra szavazni! | Nem lehet saját országra szavazni! | Nem lehet saját országra szavazni! | Nem lehet saját országra szavazni! | Nem lehet saját országra szavazni! | Nem lehet saját országra szavazni! | Nem lehet saját országra szavazni! | Nem lehet saját országra szavazni! |
| Fehéroroszország | 10.                                | 2.                                 | 1.                                 | 1.                                 | 2.                                 | 1.                                 | 12                                 | 11.                                |                                    |
| Szerbia          | 8.                                 | 6.                                 | 3.                                 | 11.                                | 5.                                 | 4.                                 | 7                                  | 9.                                 | 2                                  |
| Belgium          | 7.                                 | 15.                                | 8.                                 | 6.                                 | 12.                                | 12.                                |                                    | 12.                                |                                    |
| Grúzia           | 11.                                | 14.                                | 5.                                 | 15.                                | 3.                                 | 9.                                 | 2                                  | 15.                                |                                    |
| Ausztrália       | 5.                                 | 9.                                 | 6.                                 | 5.                                 | 8.                                 | 6.                                 | 5                                  | 6.                                 | 5                                  |
| Izland           | 2.                                 | 11.                                | 10.                                | 10.                                | 15.                                | 10.                                | 1                                  | 2.                                 | 10                                 |
| Észtország       | 12.                                | 13.                                | 2.                                 | 4.                                 | 9.                                 | 5.                                 | 6                                  | 3.                                 | 8                                  |
| Portugália       | 4.                                 | 7.                                 | 13.                                | 8.                                 | 13.                                | 11.                                |                                    | 13.                                |                                    |
| Görögország      | 13.                                | 12.                                | 4.                                 | 3.                                 | 10.                                | 7.                                 | 4                                  | 10.                                | 1                                  |
| San Marino       | 14.                                | 8.                                 | 9.                                 | 16.                                | 16.                                | 16.                                |                                    | 1.                                 | 12                                 |

## Második elődöntő

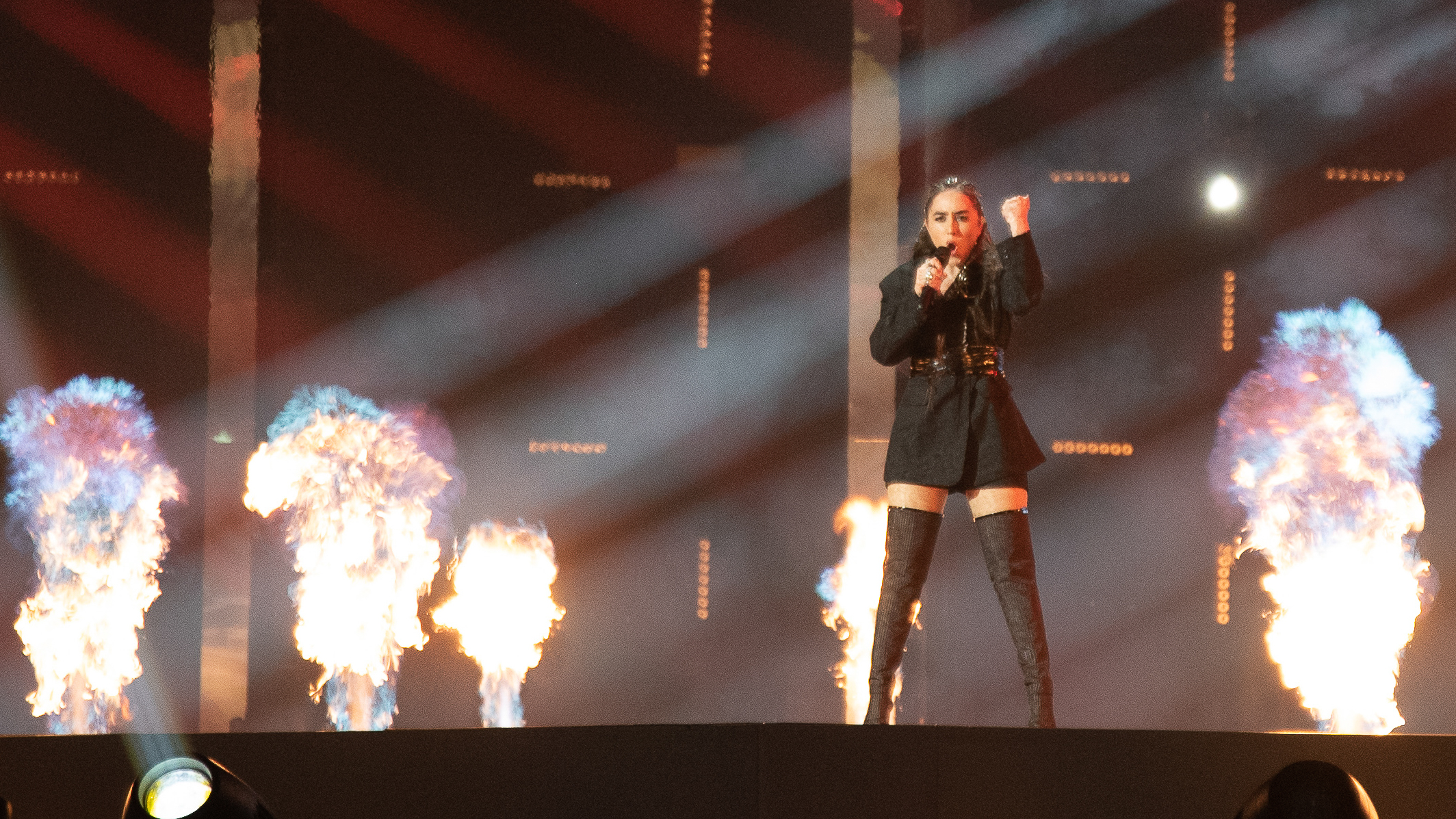
Srbuk

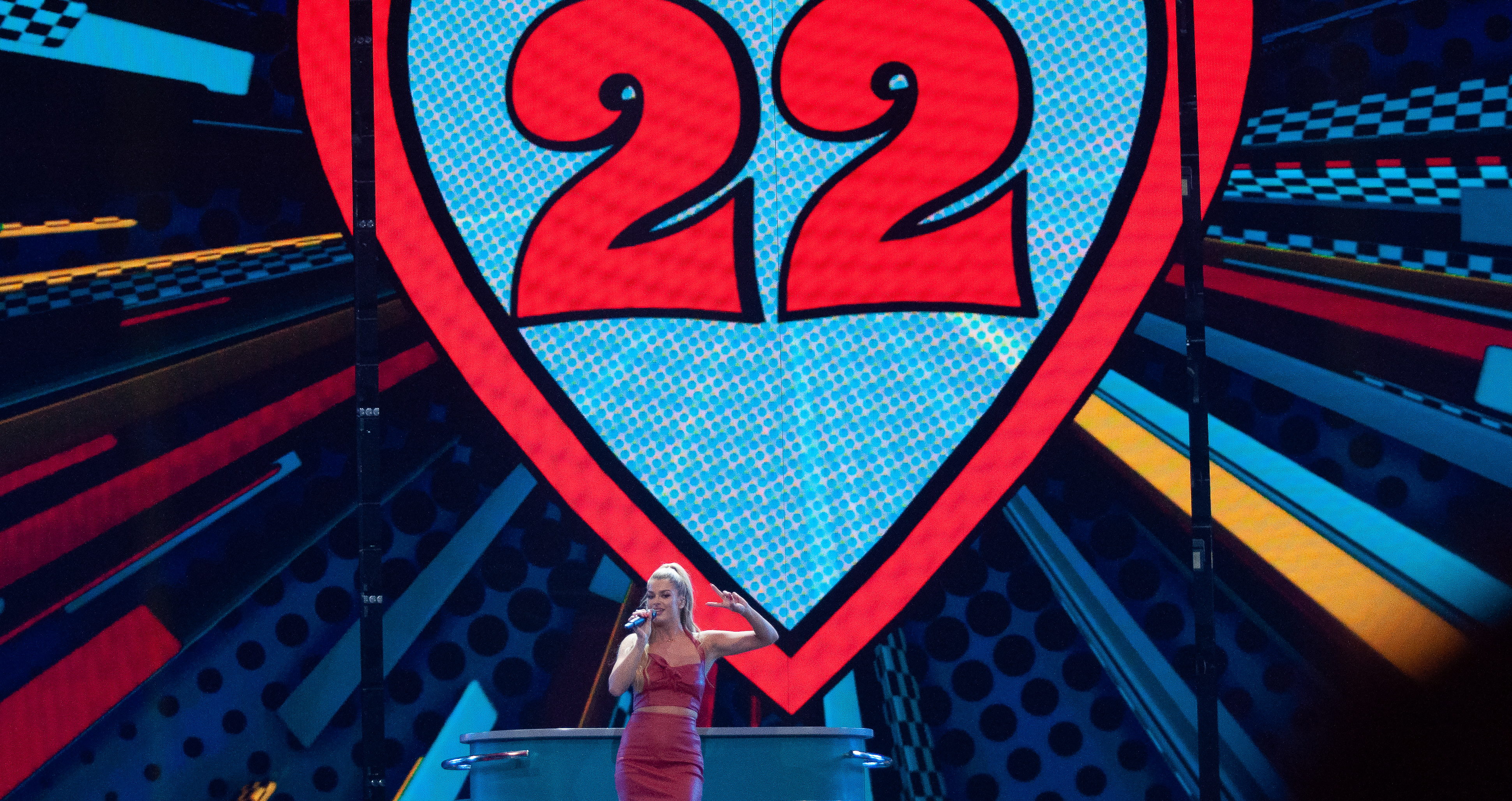
Sarah McTernan

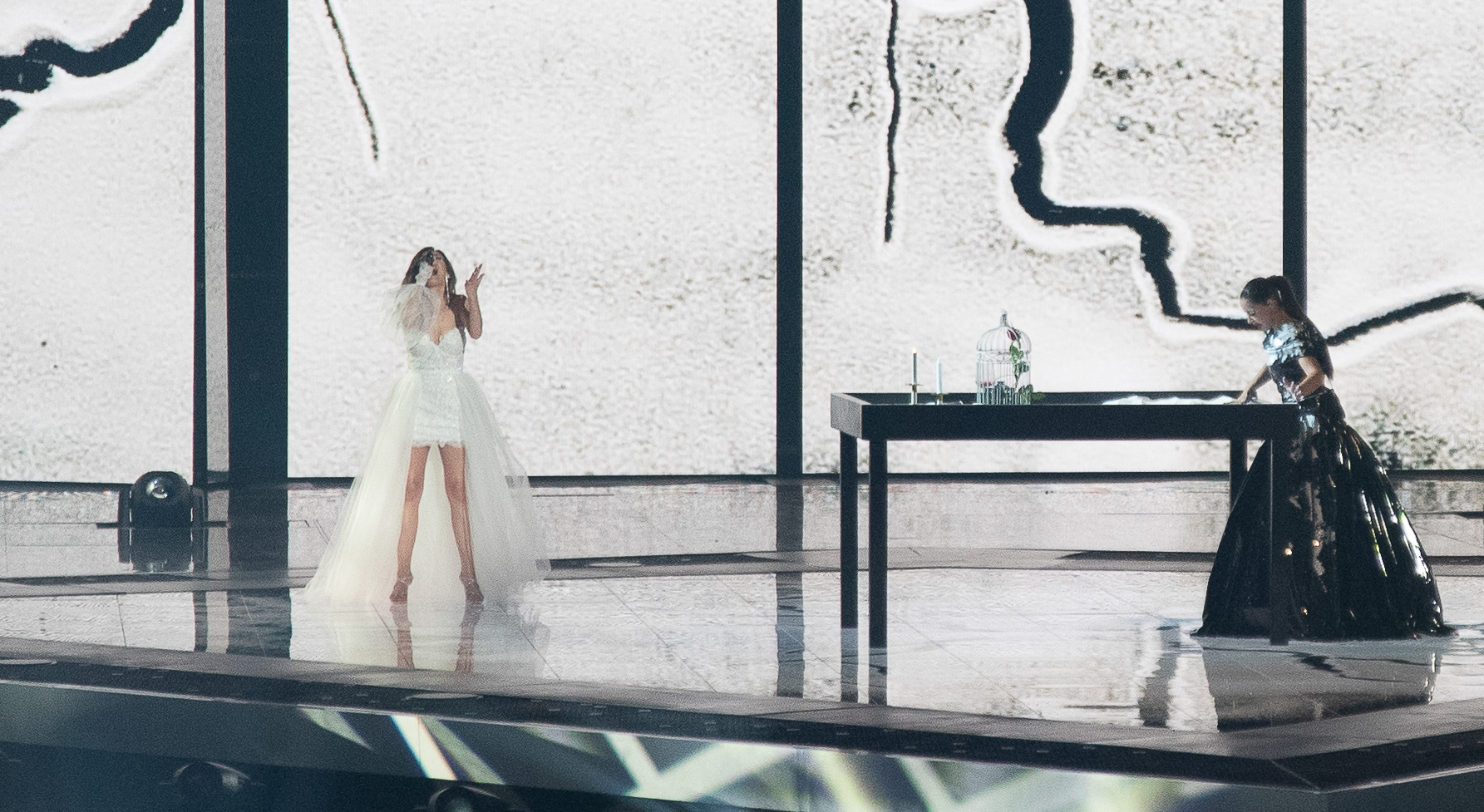
Anna Odobescu

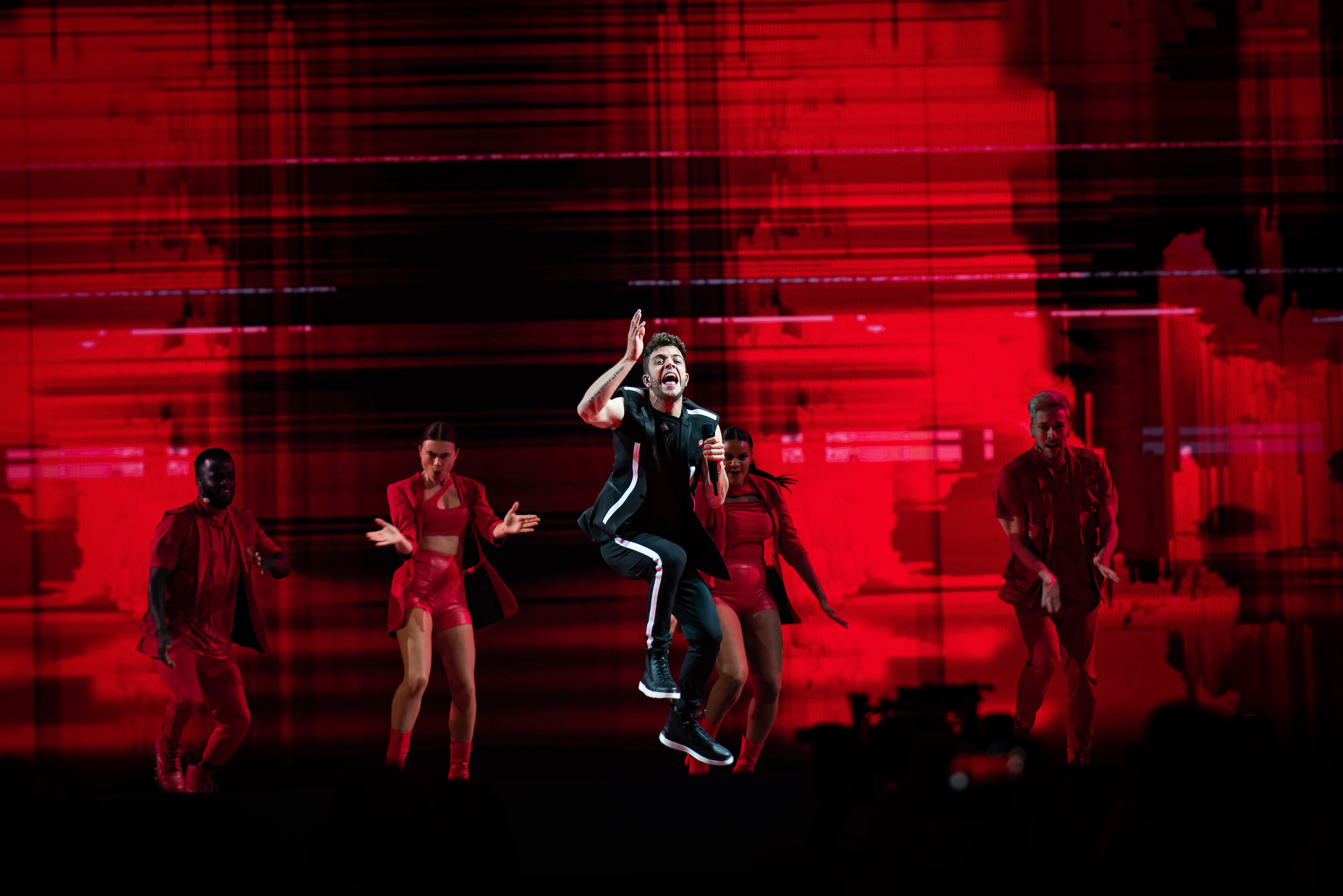
Luca Hänni

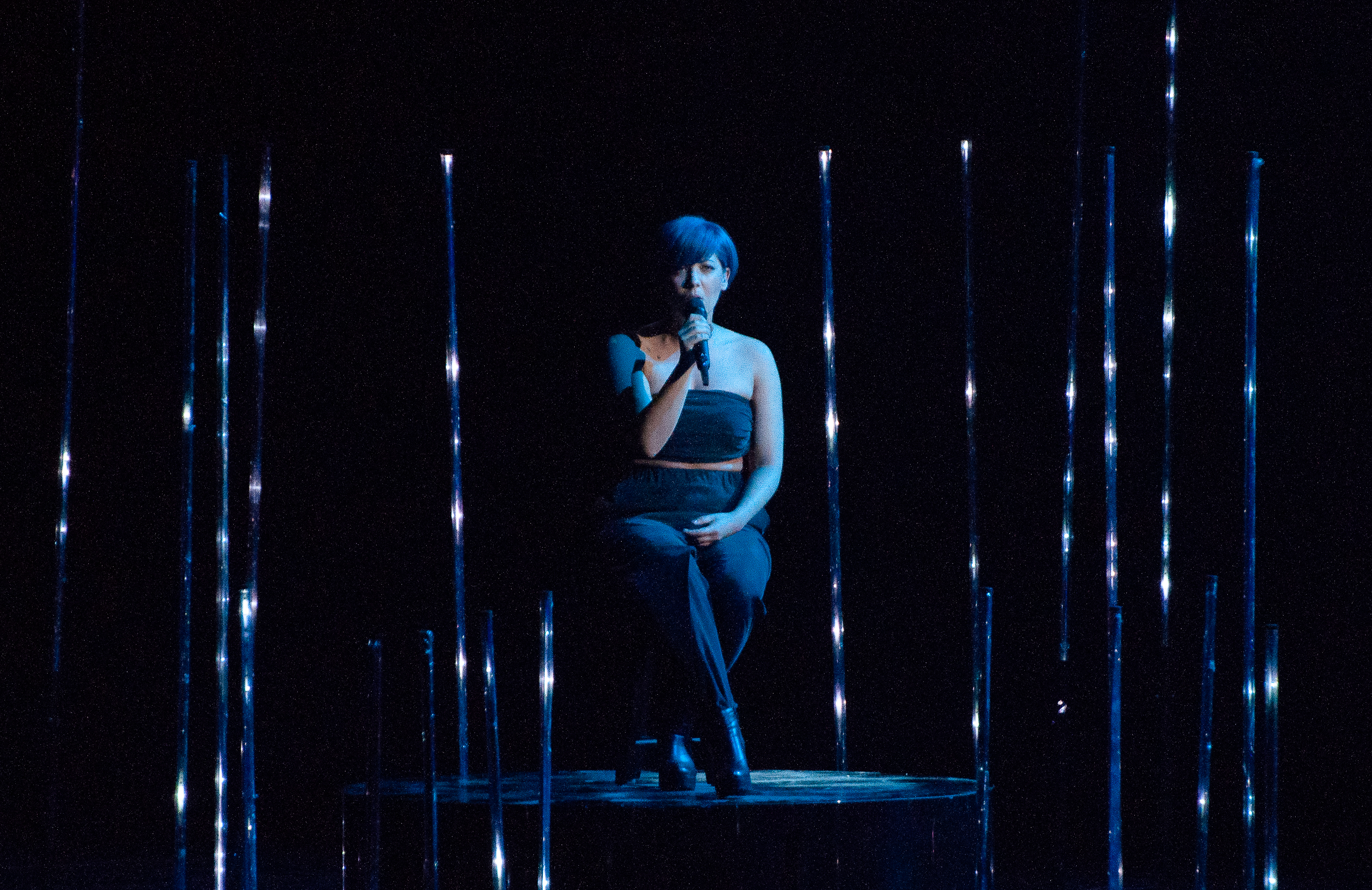
Pænda

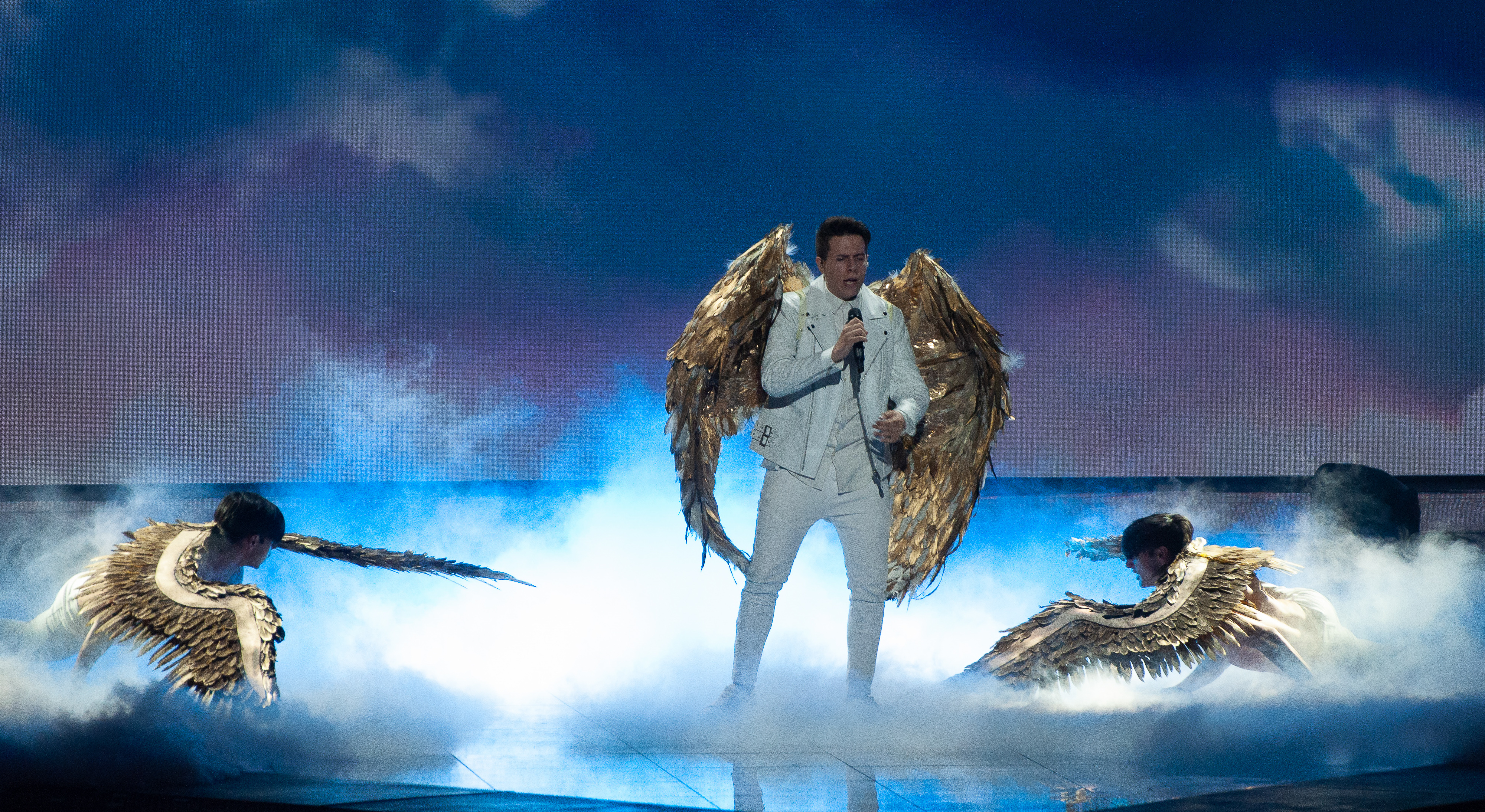
Roko

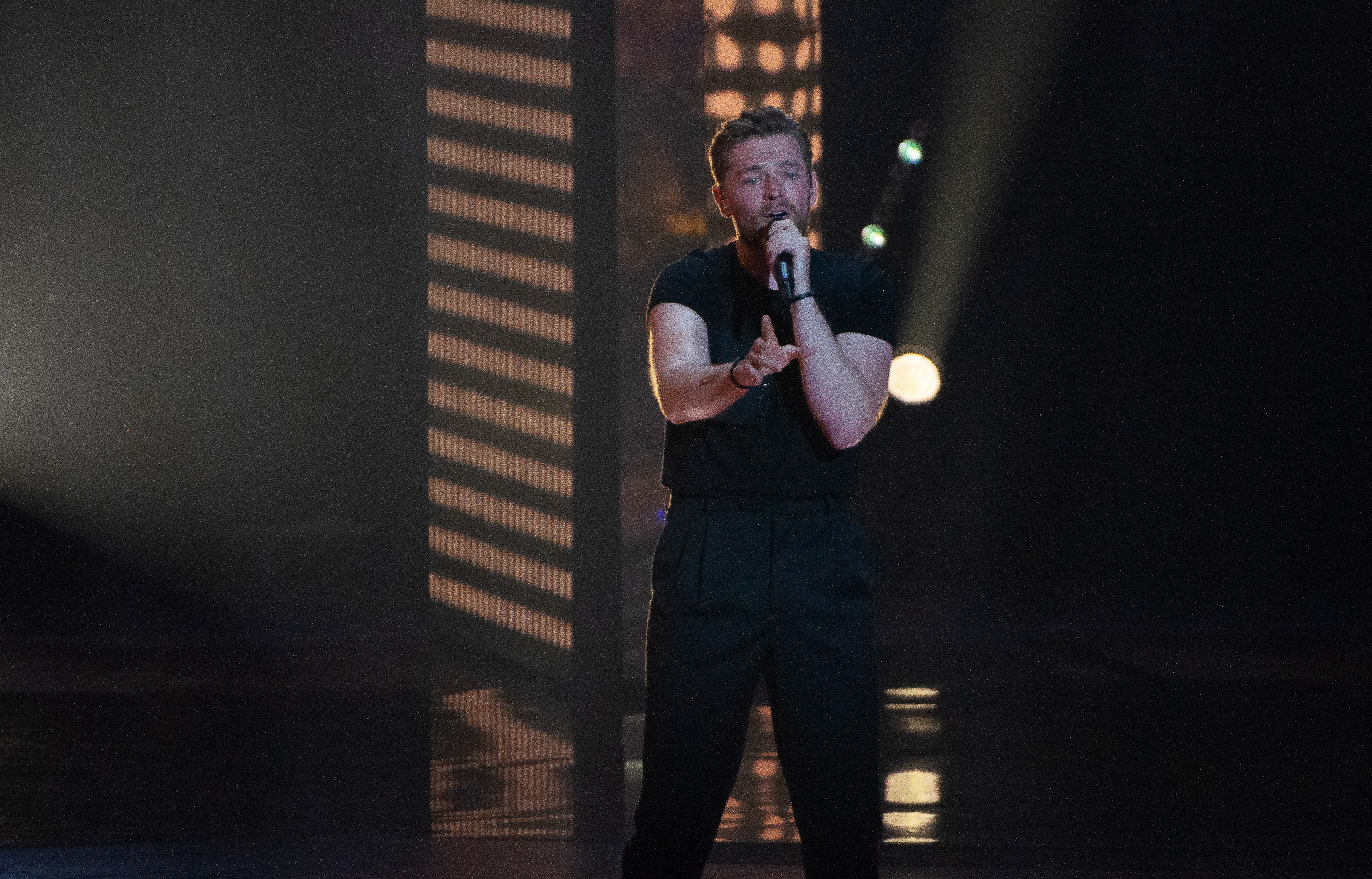
Jurij Veklenko

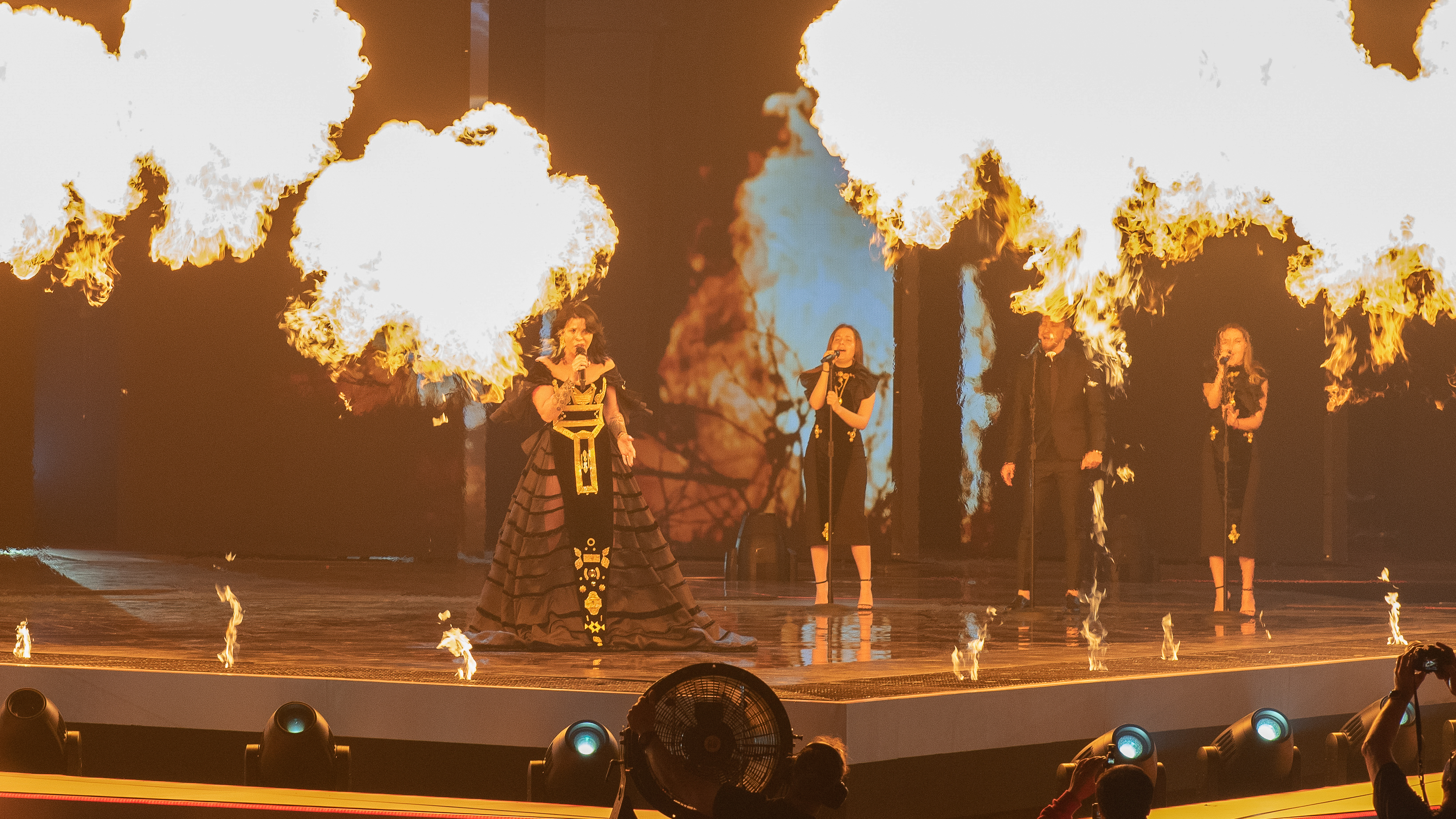
Jonida Maliqi

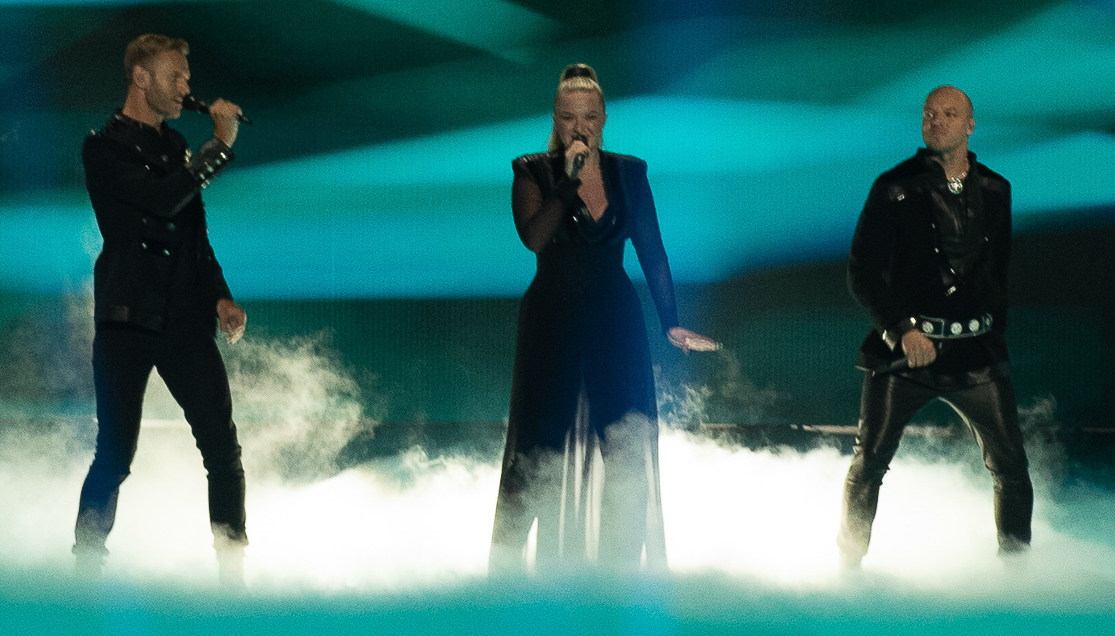
KEiiNO

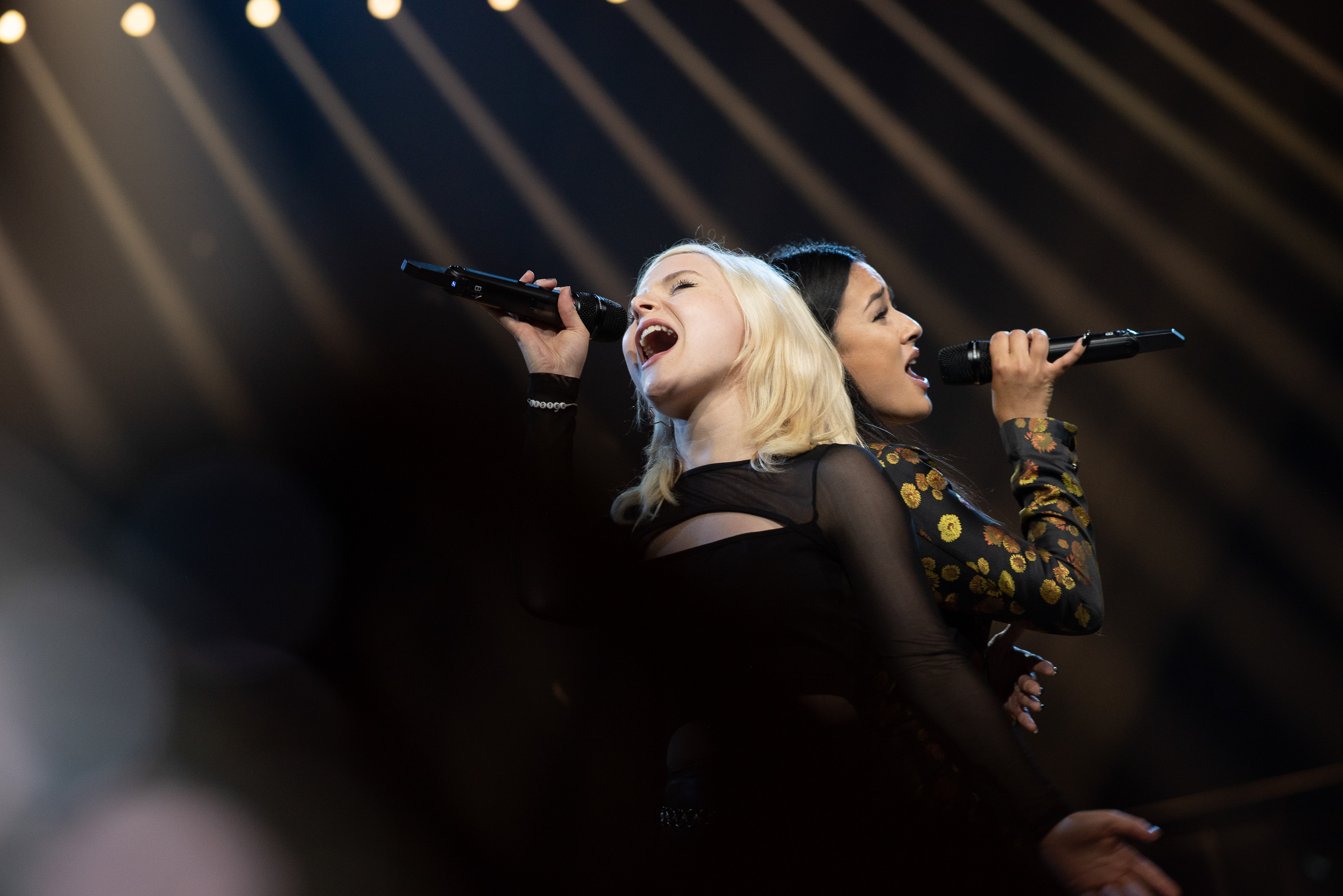
S!sters

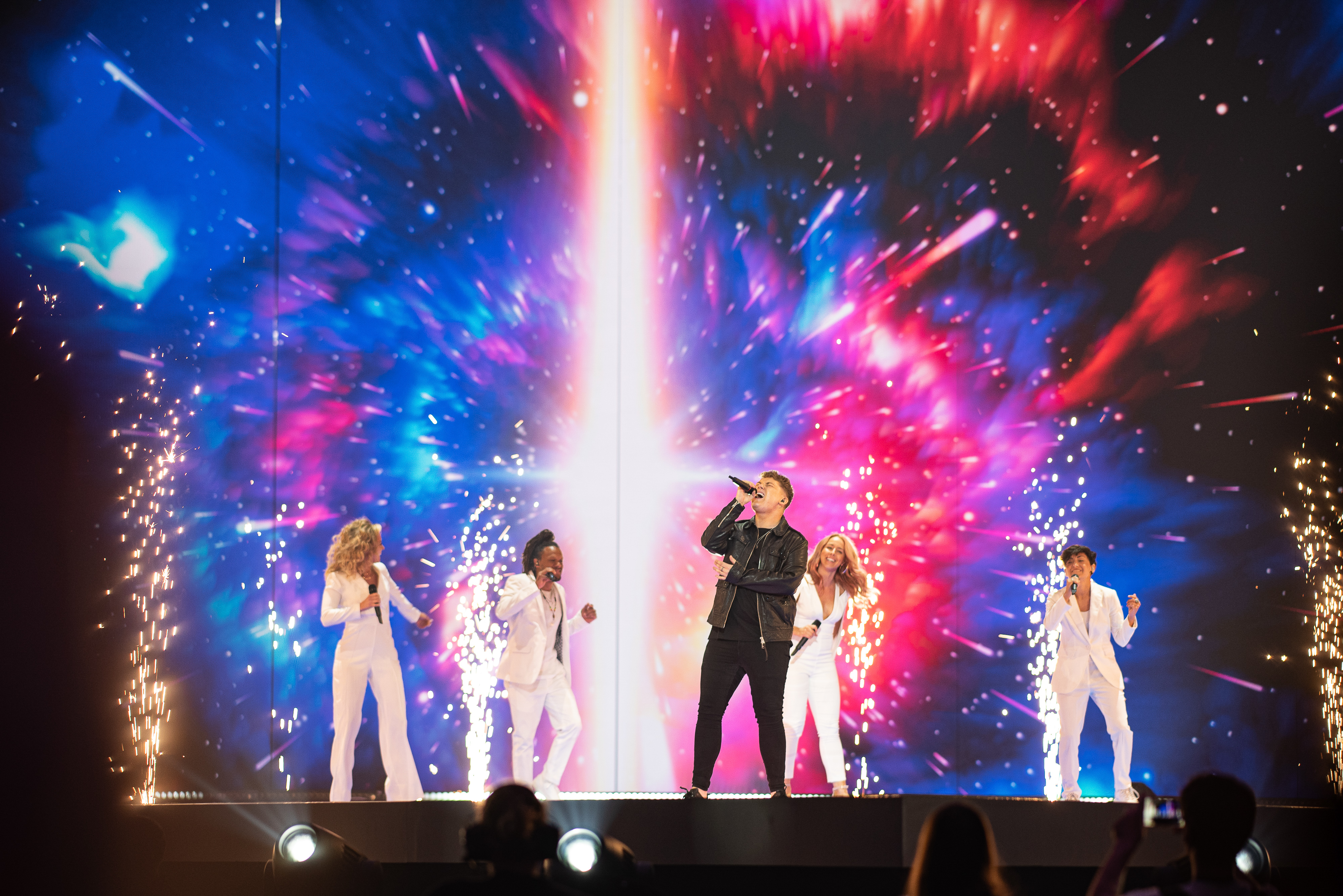
Michael Rice

A második elődöntőt május 16-án rendezték meg tizennyolc ország részvételével. Az egyes országok által kiosztott pontok telefonos szavazás, illetve szakmai zsűrik szavazatai alapján alakultak ki, mely alapján az első tíz helyezett jutott tovább a döntőbe. A részt vevő országokon kívül három automatikusan döntős ország – az  Egyesült Királyság,  Németország és  Olaszország – is szavazott a második elődöntőben, valamint a május 15-én tartott főpróbákon versenydalukat is előadták.
| #  | Ország          | Előadó          | Dal                | Helyezés | Pontszám |
| -- | --------------- | --------------- | ------------------ | -------- | -------- |
| 01 | Örményország    | Srbuk           | Walking Out        | 16.      | 49       |
| 02 | Írország        | Sarah McTernan  | 22                 | 18.      | 16       |
| 03 | Moldova         | Anna Odobescu   | Stay               | 12.      | 85       |
| 04 | Svájc           | Luca Hänni      | She Got Me         | 4.       | 232      |
| 05 | Lettország      | Carousel        | That Night         | 15.      | 50       |
| 06 | Románia         | Ester Peony     | On a Sunday        | 13.      | 71       |
| 07 | Dánia           | Leonora         | Love Is Forever    | 10.      | 94       |
| 08 | Svédország      | John Lundvik    | Too Late for Love  | 3.       | 238      |
| 09 | Ausztria        | Pænda           | Limits             | 17.      | 21       |
| 10 | Horvátország    | Roko            | The Dream          | 14.      | 64       |
| 11 | Málta           | Michela         | Chameleon          | 8.       | 157      |
| 12 | Litvánia        | Jurij Veklenko  | Run with the Lions | 11.      | 93       |
| 13 | Oroszország     | Sergey Lazarev  | Scream             | 6.       | 217      |
| 14 | Albánia         | Jonida Maliqi   | Ktheju tokës       | 9.       | 96       |
| 15 | Norvégia        | KEiiNO          | Spirit in the Sky  | 7.       | 210      |
| 16 | Hollandia       | Duncan Laurence | Arcade             | 1.       | 280      |
| 17 | Észak-Macedónia | Tamara Todevska | Proud              | 2.       | 239      |
| 18 | Azerbajdzsán    | Chingiz         | Truth              | 5.       | 224      |

### Ponttáblázat

#### Zsűri szavazás
| Ország          | Össz. | Szavazók     | Szavazók | Szavazók | Szavazók | Szavazók   | Szavazók | Szavazók | Szavazók   | Szavazók | Szavazók     | Szavazók | Szavazók | Szavazók    | Szavazók | Szavazók | Szavazók  | Szavazók        | Szavazók     | Szavazók    | Szavazók    | Szavazók           |
| Ország          | Össz. | Örményország | Írország | Moldova  | Svájc    | Lettország | Románia  | Dánia    | Svédország | Ausztria | Horvátország | Málta    | Litvánia | Oroszország | Albánia  | Norvégia | Hollandia | Észak-Macedónia | Azerbajdzsán | Németország | Olaszország | Egyesült Királyság |
| --------------- | ----- | ------------ | -------- | -------- | -------- | ---------- | -------- | -------- | ---------- | -------- | ------------ | -------- | -------- | ----------- | -------- | -------- | --------- | --------------- | ------------ | ----------- | ----------- | ------------------ |
| Örményország    | 26    |              | 2        | 4        |          | 2          |          |          |            | 1        | 1            | 6        |          | 6           |          |          | 2         | 2               |              |             |             |                    |
| Írország        | 13    |              |          | 5        |          |            |          |          |            |          |              |          |          |             |          |          |           |                 |              |             | 8           |                    |
| Moldova         | 58    | 5            |          |          | 5        |            | 12       |          | 6          |          | 2            | 5        |          | 5           | 3        | 2        | 6         |                 | 3            |             |             | 4                  |
| Svájc           | 95    | 6            | 10       |          |          |            | 3        | 4        | 12         | 7        | 10           |          | 5        | 2           | 5        | 8        | 8         | 5               | 2            | 8           |             |                    |
| Lettország      | 37    | 3            |          |          | 7        |            |          | 6        |            |          |              |          | 7        |             |          | 1        |           | 3               | 5            |             | 5           |                    |
| Románia         | 47    | 2            |          | 12       |          |            |          |          |            |          |              | 1        |          | 12          |          |          |           | 1               | 8            | 4           | 2           | 5                  |
| Dánia           | 53    |              | 3        | 1        | 2        | 7          |          |          | 2          | 4        |              |          |          | 3           |          | 5        | 3         |                 |              | 5           | 12          | 6                  |
| Svédország      | 150   | 12           | 12       |          | 10       | 12         | 4        | 12       |            | 12       | 4            | 10       | 10       |             | 7        | 12       | 12        | 4               |              | 7           |             | 10                 |
| Ausztria        | 21    |              |          |          |          | 1          | 1        | 2        | 8          |          |              |          | 6        |             | 1        |          |           |                 |              | 1           | 1           |                    |
| Horvátország    | 26    |              | 1        |          |          |            |          | 5        |            | 5        |              |          |          |             | 2        |          | 5         |                 |              |             |             | 8                  |
| Málta           | 107   | 10           | 4        | 7        | 4        | 4          | 5        |          | 4          | 2        | 6            |          | 3        | 8           | 6        | 4        | 10        | 7               | 6            | 6           | 10          | 1                  |
| Litvánia        | 16    |              |          |          | 3        | 6          |          |          | 3          |          |              | 3        |          |             |          |          |           |                 | 1            |             |             |                    |
| Oroszország     | 93    | 7            |          | 8        | 1        | 3          | 6        | 3        | 7          |          | 3            | 8        | 4        |             | 8        | 3        | 7         | 10              | 12           |             |             | 3                  |
| Albánia         | 38    |              |          | 2        |          |            | 2        |          |            |          | 5            |          |          | 7           |          |          |           | 12              | 7            |             | 3           |                    |
| Norvégia        | 40    | 1            | 7        | 3        | 6        |            |          | 8        | 5          | 3        |              | 4        | 1        |             |          |          |           |                 |              | 2           |             |                    |
| Hollandia       | 140   | 4            | 8        |          | 12       | 8          | 8        | 7        | 10         | 10       | 8            | 12       | 12       | 1           | 4        | 10       |           | 6               | 4            | 10          | 4           | 2                  |
| Észak-Macedónia | 155   | 8            | 6        | 10       | 8        | 5          | 10       | 10       |            | 8        | 12           | 2        | 2        | 10          | 12       | 7        | 4         |                 | 10           | 12          | 7           | 12                 |
| Azerbajdzsán    | 103   |              | 5        | 6        |          | 10         | 7        | 1        | 1          | 6        | 7            | 7        | 8        | 4           | 10       | 6        | 1         | 8               |              | 3           | 6           | 7                  |

#### Nézői szavazás
| Ország          | Össz. | Szavazók     | Szavazók | Szavazók | Szavazók | Szavazók   | Szavazók | Szavazók | Szavazók   | Szavazók | Szavazók     | Szavazók | Szavazók | Szavazók    | Szavazók | Szavazók | Szavazók  | Szavazók        | Szavazók     | Szavazók    | Szavazók    | Szavazók           |
| Ország          | Össz. | Örményország | Írország | Moldova  | Svájc    | Lettország | Románia  | Dánia    | Svédország | Ausztria | Horvátország | Málta    | Litvánia | Oroszország | Albánia  | Norvégia | Hollandia | Észak-Macedónia | Azerbajdzsán | Németország | Olaszország | Egyesült Királyság |
| --------------- | ----- | ------------ | -------- | -------- | -------- | ---------- | -------- | -------- | ---------- | -------- | ------------ | -------- | -------- | ----------- | -------- | -------- | --------- | --------------- | ------------ | ----------- | ----------- | ------------------ |
| Örményország    | 23    |              |          | 2        |          |            |          |          |            |          |              |          |          | 10          |          |          | 5         | 6               |              |             |             |                    |
| Írország        | 3     |              |          |          |          |            |          |          |            |          |              |          |          |             |          |          |           |                 |              |             |             | 3                  |
| Moldova         | 27    | 3            |          |          |          |            | 12       | 2        |            |          |              |          |          | 5           |          |          |           |                 |              |             | 5           |                    |
| Svájc           | 137   | 8            | 6        | 6        |          | 3          | 7        | 6        | 4          | 12       | 8            | 12       | 4        | 4           | 6        | 7        | 8         | 2               | 10           | 12          | 6           | 6                  |
| Lettország      | 13    |              |          | 1        |          |            |          |          |            |          |              |          | 12       |             |          |          |           |                 |              |             |             |                    |
| Románia         | 24    |              | 1        | 12       |          |            |          |          |            |          |              |          |          |             |          |          |           |                 |              |             | 10          | 1                  |
| Dánia           | 41    | 1            | 2        |          | 2        | 5          |          |          | 10         | 2        | 1            | 2        | 3        |             | 1        | 8        | 4         |                 |              |             |             |                    |
| Svédország      | 88    | 4            | 5        |          | 8        | 4          | 1        | 10       |            | 1        | 4            | 7        | 5        | 2           | 4        | 10       | 10        | 1               | 3            | 5           |             | 4                  |
| Ausztria        | 0     |              |          |          |          |            |          |          |            |          |              |          |          |             |          |          |           |                 |              |             |             |                    |
| Horvátország    | 38    | 2            |          |          | 5        | 1          |          |          | 1          | 8        |              | 1        |          | 3           | 3        |          |           | 10              | 1            | 3           |             |                    |
| Málta           | 50    | 7            | 4        | 3        |          | 2          | 2        | 5        |            |          | 2            |          | 1        |             |          | 3        | 1         | 4               | 6            |             | 2           | 8                  |
| Litvánia        | 77    |              | 12       | 5        | 1        | 10         |          | 4        | 7          |          |              | 3        |          | 1           | 5        | 12       | 2         |                 | 2            | 1           |             | 12                 |
| Oroszország     | 124   | 12           | 7        | 10       | 3        | 12         | 8        | 3        | 3          | 4        | 3            | 5        | 10       |             | 2        | 4        | 3         | 7               | 12           | 7           | 7           | 2                  |
| Albánia         | 58    |              |          |          | 12       |            | 3        |          | 2          | 3        | 6            |          |          |             |          | 2        |           | 12              | 4            | 2           | 12          |                    |
| Norvégia        | 170   | 5            | 10       | 4        | 10       | 8          | 5        | 12       | 12         | 10       | 10           | 8        | 8        | 8           | 12       |          | 12        | 3               | 5            | 10          | 8           | 10                 |
| Hollandia       | 140   | 10           | 8        | 7        | 6        | 7          | 6        | 8        | 5          | 6        | 7            | 10       | 6        | 7           | 10       | 5        |           | 8               | 8            | 8           | 3           | 5                  |
| Észak-Macedónia | 84    | 6            |          |          | 7        |            | 4        | 1        | 6          | 5        | 12           | 6        | 2        | 6           | 8        | 1        | 6         |                 | 7            | 6           | 1           |                    |
| Azerbajdzsán    | 121   |              | 3        | 8        | 4        | 6          | 10       | 7        | 8          | 7        | 5            | 4        | 7        | 12          | 7        | 6        | 7         | 5               |              | 4           | 4           | 7                  |

Megjegyzés: A sorok és az oszlopok a fellépés sorrendjében vannak rendezve. Az utolsó három oszlopban a második elődöntőben szavazó automatikus döntősöktől kapott pontszám található meg.

### 12 pontos országok

#### Zsűri szavazás
Az alábbi országok kaptak 12 pontot a második elődöntőben a zsűritől:
| Darab | Jutalmazott ország | Szavazó ország                                                           |
| ----- | ------------------ | ------------------------------------------------------------------------ |
| 7     | Svédország         | Örményország, Ausztria, Dánia, Írország, Lettország, Hollandia, Norvégia |
| 4     | Észak-Macedónia    | Albánia, Horvátország, Németország, Egyesült Királyság                   |
| 3     | Hollandia          | Litvánia, Málta, Svájc                                                   |
| 2     | Románia            | Moldova, Oroszország                                                     |
| 1     | Albánia            | Észak-Macedónia                                                          |
| 1     | Dánia              | Olaszország                                                              |
| 1     | Moldova            | Románia                                                                  |
| 1     | Oroszország        | Azerbajdzsán                                                             |
| 1     | Svájc              | Svédország                                                               |

#### Nézői szavazás
Az alábbi országok kaptak 12 pontot a második elődöntőben a nézőktől:
| Darab | Jutalmazott ország | Szavazó ország                         |
| ----- | ------------------ | -------------------------------------- |
| 4     | Norvégia           | Albánia, Dánia, Hollandia, Svédország  |
| 3     | Albánia            | Olaszország, Észak-Macedónia, Svájc    |
| 3     | Litvánia           | Írország, Norvégia, Egyesült Királyság |
| 3     | Oroszország        | Örményország, Azerbajdzsán, Lettország |
| 3     | Svájc              | Ausztria, Németország, Málta           |
| 1     | Azerbajdzsán       | Oroszország                            |
| 1     | Lettország         | Litvánia                               |
| 1     | Moldova            | Románia                                |
| 1     | Észak-Macedónia    | Horvátország                           |
| 1     | Románia            | Moldova                                |

Megjegyzés: A félkövérrel szedett országok a maximum 24 pontot (12 pontot a zsűritől és a nézőktől is) adták az adott országnak.

### Zsűri és nézői szavazás külön
| Helyezés | Zsűri szavazás  | Zsűri szavazás | Nézői szavazás  | Nézői szavazás |
| Helyezés | Ország          | Pontszám       | Ország          | Pontszám       |
| -------- | --------------- | -------------- | --------------- | -------------- |
| 1.       | Észak-Macedónia | 155            | Norvégia        | 170            |
| 2.       | Svédország      | 150            | Hollandia       | 140            |
| 3.       | Hollandia       | 140            | Svájc           | 137            |
| 4.       | Málta           | 107            | Oroszország     | 124            |
| 5.       | Azerbajdzsán    | 103            | Azerbajdzsán    | 121            |
| 6.       | Svájc           | 95             | Svédország      | 88             |
| 7.       | Oroszország     | 93             | Észak-Macedónia | 84             |
| 8.       | Moldova         | 58             | Litvánia        | 77             |
| 9.       | Dánia           | 53             | Albánia         | 58             |
| 10.      | Románia         | 47             | Málta           | 50             |
| 11.      | Norvégia        | 40             | Dánia           | 41             |
| 12.      | Albánia         | 38             | Horvátország    | 38             |
| 13.      | Lettország      | 37             | Moldova         | 27             |
| 14.      | Horvátország    | 26             | Románia         | 24             |
| 15.      | Örményország    | 26             | Örményország    | 23             |
| 16.      | Ausztria        | 21             | Lettország      | 13             |
| 17.      | Litvánia        | 16             | Írország        | 3              |
| 18.      | Írország        | 13             | Ausztria        | 0              |

## Döntő

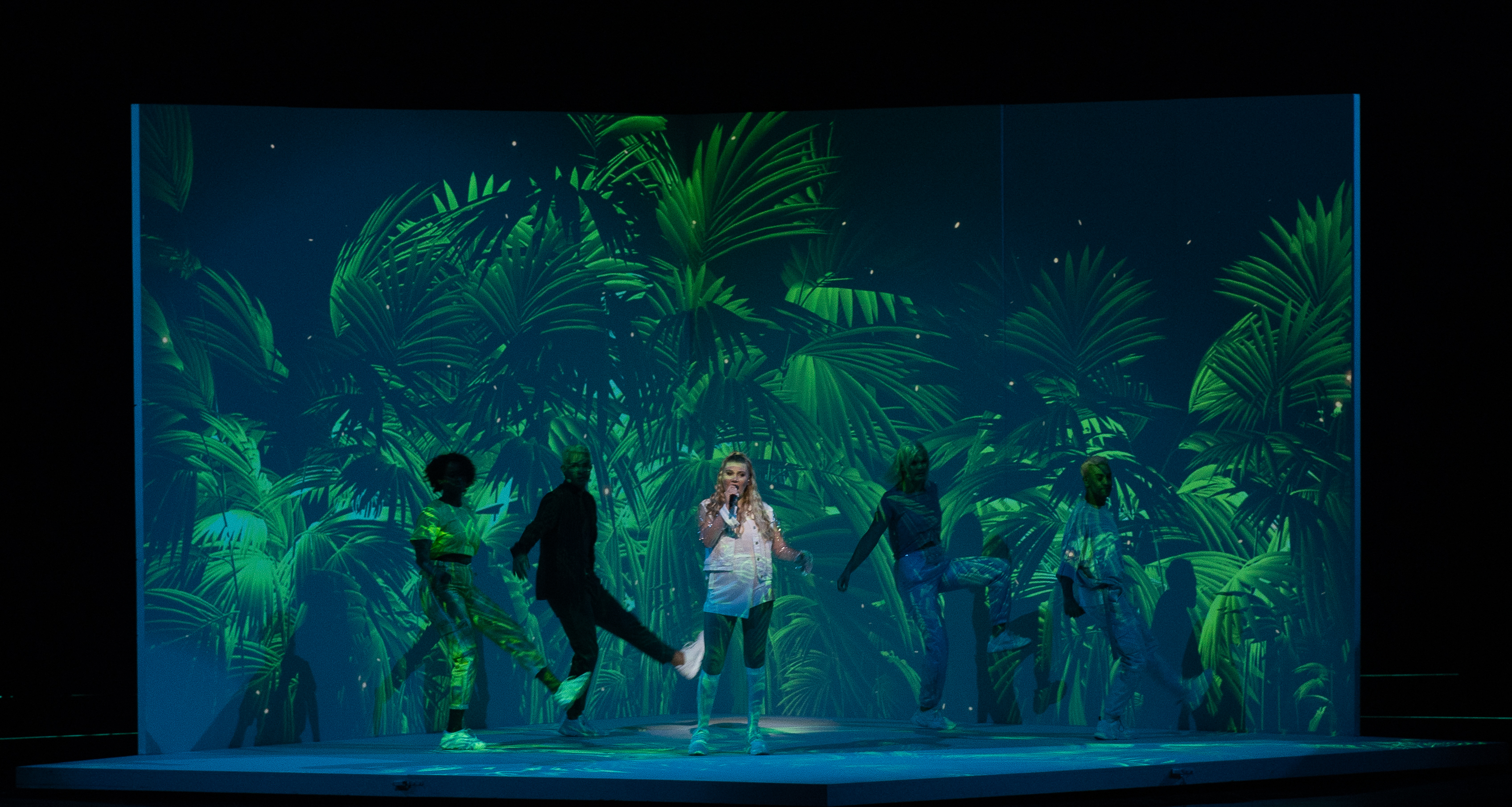
Michela

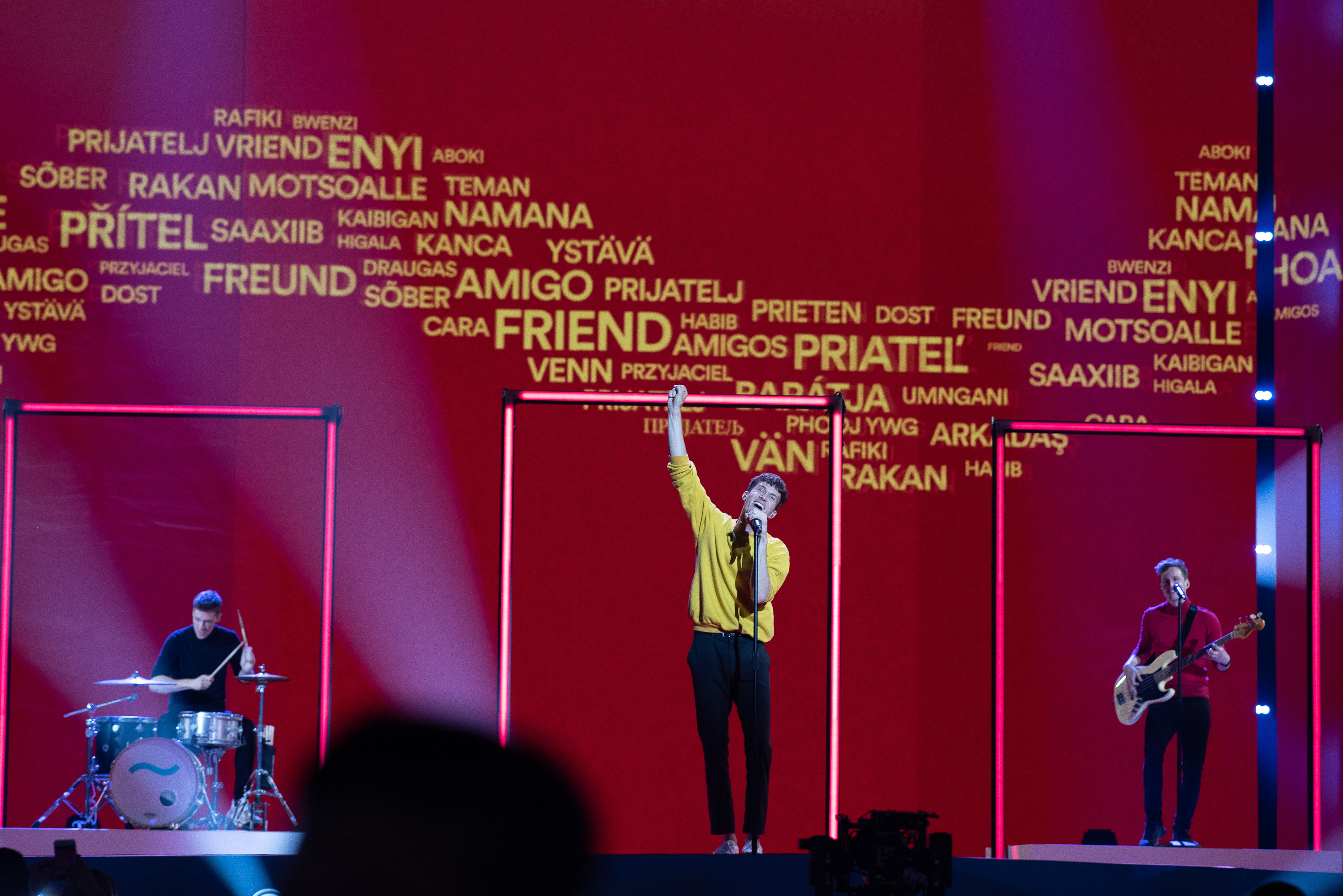
Lake Malawi

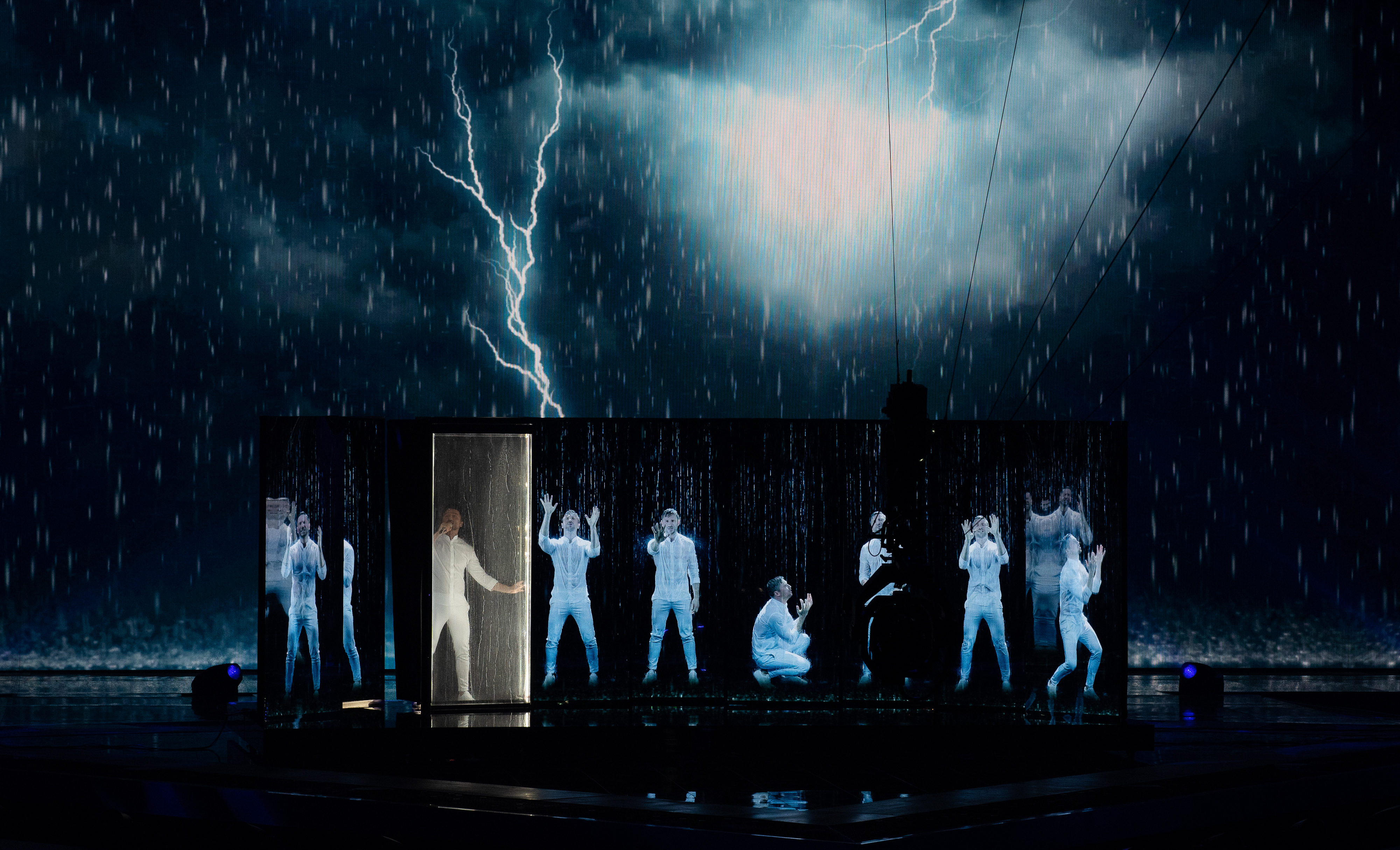
Sergey Lazarev

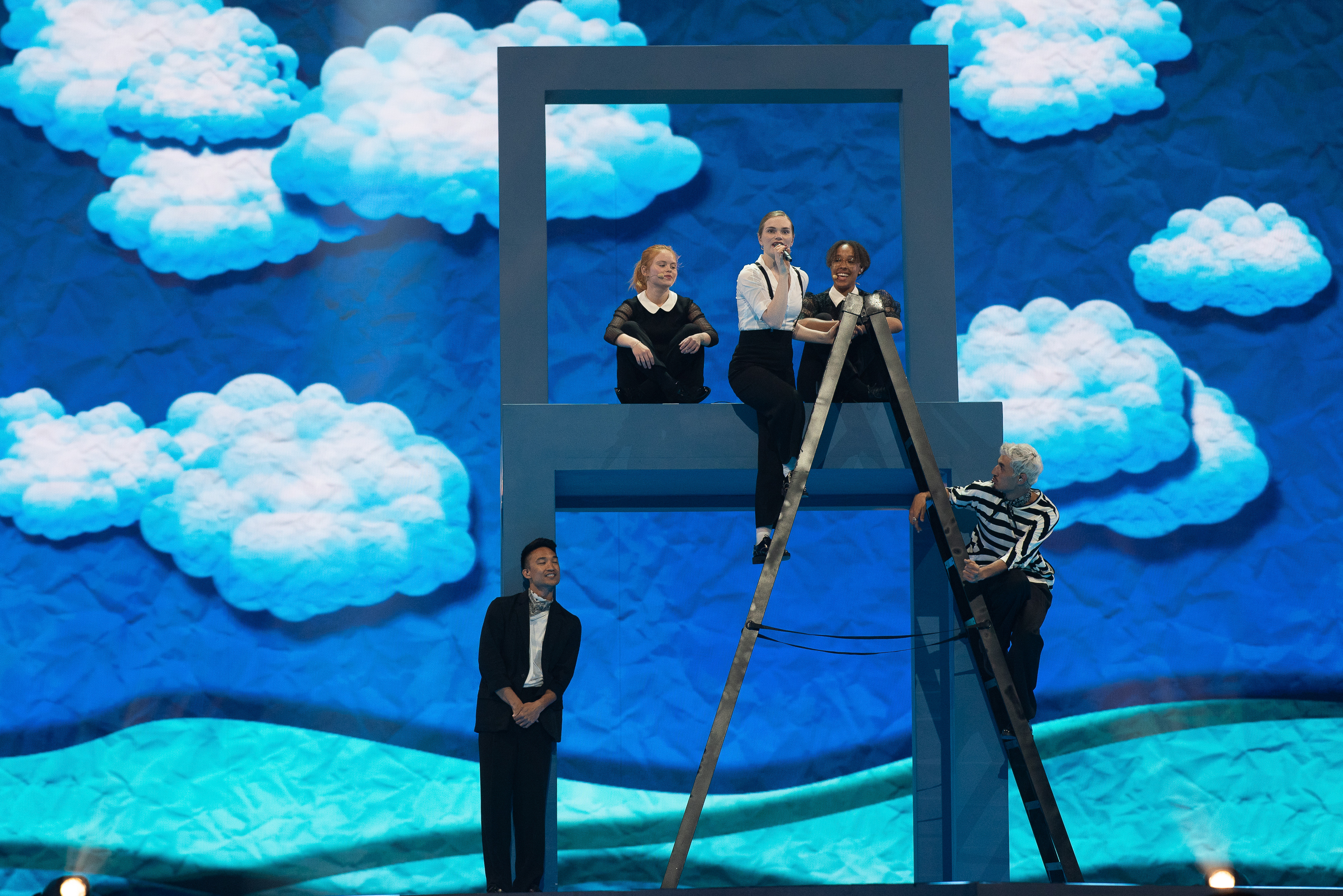
Leonora

A döntőt május 18-án rendezték meg huszonhat ország részvételével. Az egyes országok által kiosztott pontok telefonos szavazás, illetve szakmai zsűrik szavazatai alapján alakultak ki. A részt vevő országokon kívül az elődöntőkben kiesett országok is szavaztak. A mezőnyt a következő országok alkották:
- Az első elődöntő első tíz helyezettje
- A második elődöntő első tíz helyezettje
- A házigazda ország, egyben az előző év győztese:  Izrael
- Az automatikusan döntős „Öt Nagy” ország:  Egyesült Királyság,  Franciaország,  Németország,  Olaszország,  Spanyolország

| #  | Ország             | Előadó                    | Dal                | Helyezés | Pontszám |
| -- | ------------------ | ------------------------- | ------------------ | -------- | -------- |
| 01 | Málta              | Michela                   | Chameleon          | 14.      | 107      |
| 02 | Albánia            | Jonida Maliqi             | Ktheju tokës       | 17.      | 90       |
| 03 | Csehország         | Lake Malawi               | Friend of a Friend | 11.      | 157      |
| 04 | Németország        | S!sters                   | Sister             | 25.      | 24       |
| 05 | Oroszország        | Sergey Lazarev            | Scream             | 3.       | 370      |
| 06 | Dánia              | Leonora                   | Love Is Forever    | 12.      | 120      |
| 07 | San Marino         | Serhat                    | Say Na Na Na       | 19.      | 77       |
| 08 | Észak-Macedónia    | Tamara Todevska           | Proud              | 7.       | 305      |
| 09 | Svédország         | John Lundvik              | Too Late for Love  | 5.       | 334      |
| 10 | Szlovénia          | Zala Kralj & Gašper Šantl | Sebi               | 15.      | 105      |
| 11 | Ciprus             | Tamta                     | Replay             | 13.      | 109      |
| 12 | Hollandia          | Duncan Laurence           | Arcade             | 1.       | 498      |
| 13 | Görögország        | Katerine Duska            | Better Love        | 21.      | 74       |
| 14 | Izrael             | Kobi Marimi               | Home               | 23.      | 35       |
| 15 | Norvégia           | KEiiNO                    | Spirit in the Sky  | 6.       | 331      |
| 16 | Egyesült Királyság | Michael Rice              | Bigger than Us     | 26.      | 11       |
| 17 | Izland             | Hatari                    | Hatrið mun sigra   | 10.      | 232      |
| 18 | Észtország         | Victor Crone              | Storm              | 20.      | 76       |
| 19 | Fehéroroszország   | Zena                      | Like It            | 24.      | 31       |
| 20 | Azerbajdzsán       | Chingiz                   | Truth              | 8.       | 302      |
| 21 | Franciaország      | Bilal Hassani             | Roi                | 16.      | 105      |
| 22 | Olaszország        | Mahmood                   | Soldi              | 2.       | 472      |
| 23 | Szerbia            | Nevena Božović            | Kruna              | 18.      | 89       |
| 24 | Svájc              | Luca Hänni                | She Got Me         | 4.       | 364      |
| 25 | Ausztrália         | Kate Miller-Heidke        | Zero Gravity       | 9.       | 284      |
| 26 | Spanyolország      | Miki                      | La venda           | 22.      | 54       |

### Pontbejelentők
A pontbejelentők között ezúttal is több korábbi résztvevő volt: a ciprusi Hovig (2017), a dán Rasmussen (2018), a grúz Gaga Abashidze (az Iriao tagjaként, 2018), az izraeli Izhar Cohen (az Alphabeta közreműködésében, 1978 győztes, 1985), a lett Laura Rizzotto (2018), a litván Andrius Mamontovas (az LT United tagjaként, 2006), a norvég Alexander Rybak (2009 győztes, 2018), az örmény Aram Mp3 (2014), a román Ilinca (Alex Florea közreműködésében, 2017), a svájci Sinplus (2012), a svéd Eric Saade (2011) és a szlovén Lea Sirk (2018). Eredetileg szintén pontbejelentő lett volna az orosz Alsou, az ország 2000-es képviselője és a 2009-es Eurovíziós Dalfesztivál döntőjének egyik házigazdája, feladatát azonban a 2018-as Fiatal Zenészek Eurovíziója győztese, Ivan Besszonov vette át.
A szavazás sorrendje a következőképpen alakult:
| 1. Portugália – Inês Lopes Gonçalves 2. Azerbajdzsán – Faiq Agayev 3. Málta – Ben Camille 4. Észak-Macedónia – Nikola Trajkovszki 5. San Marino – Monica Fabbri 6. Hollandia – Emma Wortelboer 7. Montenegró – Ajda Šufta 8. Észtország – Kelly Sildaru 9. Lengyelország – Mateusz Szymkowiak 10. Norvégia – Alexander Rybak 11. Spanyolország – Nieves Álvarez 12. Ausztria – Philipp Hansa 13. Egyesült Királyság – Rylan Clark-Neal 14. Olaszország – Ema Stokholma | 1. Albánia – Andri Xhahu 2. Magyarország – Forró Bence 3. Moldova – Doina Stimpovschi 4. Írország – Sinéad Kennedy 5. Fehéroroszország – Marija Vaszilevics 6. Örményország – Aram Mp3 7. Románia – Ilinca 8. Ciprus – Hovig 9. Ausztrália – Electric Fields 10. Oroszország – Ivan Besszonov 11. Németország – Barbara Schöneberger 12. Belgium – David Jeanmotte 13. Svédország – Eric Saade 14. Horvátország – Monika Lelas Halambek | 1. Litvánia – Andrius Mamontovas 2. Szerbia – Dragana Kosjerina 3. Izland – Jóhannes Haukur Jóhannesson 4. Grúzia – Gaga Abasidze 5. Görögország – Gus G. 6. Lettország – Laura Rizzotto 7. Csehország – Radka Rosická 8. Dánia – Rasmussen 9. Franciaország – Julia Molkhou 10. Finnország – Christoffer Strandberg 11. Svájc – Sinplus 12. Szlovénia – Lea Sirk 13. Izrael – Izhar Cohen |

### Ponttáblázat

#### Zsűri szavazás
| Ország             | Össz. | Szavazók   | Szavazók     | Szavazók | Szavazók        | Szavazók   | Szavazók  | Szavazók   | Szavazók   | Szavazók      | Szavazók | Szavazók      | Szavazók | Szavazók           | Szavazók    | Szavazók | Szavazók     | Szavazók | Szavazók | Szavazók         | Szavazók     | Szavazók | Szavazók | Szavazók   | Szavazók    | Szavazók    | Szavazók | Szavazók   | Szavazók     | Szavazók | Szavazók | Szavazók | Szavazók | Szavazók    | Szavazók   | Szavazók   | Szavazók | Szavazók      | Szavazók   | Szavazók | Szavazók  | Szavazók |
| Ország             | Össz. | Portugália | Azerbajdzsán | Málta    | Észak-Macedónia | San Marino | Hollandia | Montenegró | Észtország | Lengyelország | Norvégia | Spanyolország | Ausztria | Egyesült Királyság | Olaszország | Albánia  | Magyarország | Moldova  | Írország | Fehéroroszország | Örményország | Románia  | Ciprus   | Ausztrália | Oroszország | Németország | Belgium  | Svédország | Horvátország | Litvánia | Szerbia  | Izland   | Grúzia   | Görögország | Lettország | Csehország | Dánia    | Franciaország | Finnország | Svájc    | Szlovénia | Izrael   |
| ------------------ | ----- | ---------- | ------------ | -------- | --------------- | ---------- | --------- | ---------- | ---------- | ------------- | -------- | ------------- | -------- | ------------------ | ----------- | -------- | ------------ | -------- | -------- | ---------------- | ------------ | -------- | -------- | ---------- | ----------- | ----------- | -------- | ---------- | ------------ | -------- | -------- | -------- | -------- | ----------- | ---------- | ---------- | -------- | ------------- | ---------- | -------- | --------- | -------- |
| Málta              | 87    |            | 10           |          | 5               |            | 8         | 6          |            | 4             |          |               |          |                    | 8           |          |              | 1        |          | 12               | 4            |          | 3        |            | 6           | 3           |          | 2          |              |          |          |          |          | 5           | 1          | 3          |          |               | 1          |          | 1         | 4        |
| Albánia            | 43    |            | 7            | 2        | 8               | 7          |           | 8          |            |               |          |               |          |                    | 1           |          |              |          |          |                  |              | 2        | 2        |            | 3           |             |          |            |              |          |          |          |          | 3           |            |            |          |               |            |          |           |          |
| Csehország         | 150   | 10         |              |          |                 |            | 4         | 1          | 8          |               | 12       | 6             | 3        | 1                  | 4           |          | 12           | 8        |          |                  | 3            | 8        |          | 5          |             |             | 5        | 1          | 7            | 7        | 4        | 6        | 12       |             | 3          |            |          | 3             | 4          |          | 12        | 1        |
| Németország        | 24    |            |              |          |                 |            |           |            |            |               |          |               |          |                    |             |          |              |          | 2        |                  |              |          |          | 3          |             |             |          |            |              | 5        |          |          |          |             |            |            | 8        |               |            | 6        |           |          |
| Oroszország        | 126   |            | 12           | 10       | 6               | 10         | 5         | 10         | 6          |               |          | 2             |          | 4                  |             | 1        |              | 5        | 3        | 1                | 5            | 6        | 10       | 4          |             |             |          | 3          | 2            | 1        |          |          |          | 10          | 4          |            | 3        |               |            | 3        |           |          |
| Dánia              | 69    |            |              |          |                 |            | 7         | 3          | 2          | 5             | 4        |               |          | 3                  | 12          |          | 6            | 4        |          |                  |              |          |          |            |             | 1           | 1        |            |              |          | 2        |          | 7        |             | 7          |            |          | 1             |            |          | 4         |          |
| San Marino         | 12    |            |              | 1        |                 |            |           |            |            |               |          |               |          |                    |             |          |              |          |          |                  |              |          |          |            | 5           |             |          |            |              |          |          |          |          | 6           |            |            |          |               |            |          |           |          |
| Észak-Macedónia    | 247   | 5          | 8            | 3        |                 | 1          | 3         | 7          |            | 8             | 10       |               | 12       | 12                 | 10          | 12       | 10           | 12       | 5        | 10               | 10           | 7        |          | 7          | 4           | 7           |          |            | 10           |          | 12       | 8        |          | 1           | 8          | 7          | 10       | 7             | 7          | 12       | 2         |          |
| Svédország         | 241   | 2          |              | 5        |                 |            | 12        |            | 12         |               | 8        | 12            | 6        | 10                 | 2           | 6        | 4            | 2        | 12       | 2                | 12           | 1        | 7        | 12         |             | 2           |          |            | 5            | 8        | 8        | 12       | 2        |             | 10         | 12         | 12       | 10            | 12         | 8        | 7         | 6        |
| Szlovénia          | 46    | 3          | 4            |          |                 |            |           |            |            | 10            |          | 1             |          |                    |             |          |              |          |          |                  |              |          |          |            |             |             |          |            |              | 4        |          |          | 4        | 4           |            | 10         |          |               | 6          |          |           |          |
| Ciprus             | 77    |            | 3            | 6        | 1               | 5          | 1         | 5          |            |               | 1        | 5             |          |                    |             | 7        |              |          |          | 8                |              |          |          |            | 8           |             | 2        | 7          |              |          |          |          | 6        | 12          |            |            |          |               |            |          |           |          |
| Hollandia          | 237   | 12         |              | 7        | 7               | 3          |           |            | 7          |               | 7        | 8             | 8        | 6                  |             |          | 1            | 3        | 8        | 6                | 6            | 5        | 5        | 6          |             | 8           | 6        | 12         | 6            | 12       |          | 7        | 8        |             | 12         | 6          | 7        | 12            | 8          | 10       | 6         | 12       |
| Görögország        | 50    |            | 6            | 4        |                 | 8          |           |            |            |               |          |               |          |                    |             | 4        |              |          |          | 3                |              |          | 12       |            | 10          |             | 3        |            |              |          |          |          |          |             |            |            |          |               |            |          |           |          |
| Izrael             | 0     |            |              |          |                 |            |           |            |            |               |          |               |          |                    |             |          |              |          |          |                  |              |          |          |            |             |             |          |            |              |          |          |          |          |             |            |            |          |               |            |          |           |          |
| Norvégia           | 40    | 4          |              |          |                 |            |           |            |            | 1             |          |               | 1        |                    |             |          |              | 7        | 6        |                  |              |          |          |            |             | 5           |          | 4          |              |          |          |          |          |             |            |            | 5        |               |            | 7        |           |          |
| Egyesült Királyság | 8     |            |              |          |                 |            |           |            |            |               | 2        |               |          |                    |             |          | 2            |          |          |                  | 2            |          |          |            |             |             |          |            |              |          |          |          | 1        |             |            |            |          |               |            | 1        |           |          |
| Izland             | 46    |            |              |          | 2               | 6          |           |            |            | 3             |          |               |          |                    |             |          |              |          |          |                  |              |          |          | 8          | 2           |             | 10       |            |              | 6        |          |          |          |             |            | 4          |          | 5             |            |          |           |          |
| Észtország         | 28    |            |              |          |                 |            |           |            |            |               |          |               |          |                    | 5           |          |              |          |          |                  |              |          |          |            |             |             |          |            | 1            |          | 6        |          |          |             | 5          | 1          | 2        |               |            |          |           | 8        |
| Fehéroroszország   | 18    |            | 1            |          |                 |            |           |            | 1          |               |          |               |          |                    |             |          | 8            |          |          |                  | 1            |          |          |            | 7           |             |          |            |              |          |          |          |          |             |            |            |          |               |            |          |           |          |
| Azerbajdzsán       | 202   | 8          |              | 8        | 4               | 4          |           |            | 5          | 2             | 5        | 7             | 4        | 7                  | 7           | 8        | 5            | 6        | 7        | 5                |              | 10       | 6        | 2          | 12          |             |          | 5          |              | 10       | 3        | 4        | 10       | 8           | 6          | 5          | 4        | 6             | 2          |          | 10        | 7        |
| Franciaország      | 67    |            |              |          |                 |            |           |            | 3          | 6             |          |               | 5        | 2                  | 3           | 3        |              |          |          |                  |              |          | 4        | 10         |             | 4           | 8        |            | 3            |          | 1        | 1        | 5        |             |            | 2          |          |               |            | 2        | 3         | 2        |
| Olaszország        | 219   | 6          | 5            | 12       | 12              | 12         | 6         | 2          |            |               | 3        | 4             | 7        |                    |             | 5        | 7            |          | 1        | 7                | 8            |          | 8        |            |             | 12          | 12       | 8          | 12           | 3        | 10       | 3        |          | 7           | 2          | 8          | 1        | 8             | 5          | 5        | 8         | 10       |
| Szerbia            | 35    |            |              |          |                 |            |           | 12         | 4          | 7             |          |               | 2        |                    |             |          |              |          |          |                  |              | 3        |          | 1          |             |             |          |            | 4            |          |          | 2        |          |             |            |            |          |               |            |          |           |          |
| Svájc              | 152   | 1          |              |          | 3               | 2          | 10        |            | 10         |               | 6        | 3             | 10       | 5                  |             | 10       | 3            |          | 10       | 4                | 7            | 4        | 1        |            |             | 6           | 7        | 10         | 8            |          | 5        | 5        | 3        |             |            |            | 6        | 2             | 3          |          | 5         | 3        |
| Ausztrália         | 153   | 7          | 2            |          | 10              |            | 2         | 4          |            | 12            |          | 10            |          | 8                  | 6           | 2        |              | 10       | 4        |                  |              | 12       |          |            |             | 10          | 4        | 6          |              | 2        | 7        | 10       |          | 2           |            |            |          | 4             | 10         | 4        |           | 5        |
| Spanyolország      | 1     |            |              |          |                 |            |           |            |            |               |          |               |          |                    |             |          |              |          |          |                  |              |          |          |            | 1           |             |          |            |              |          |          |          |          |             |            |            |          |               |            |          |           |          |

#### Nézői szavazás
| Ország             | Össz. | Szavazók   | Szavazók     | Szavazók | Szavazók        | Szavazók   | Szavazók  | Szavazók   | Szavazók   | Szavazók      | Szavazók | Szavazók      | Szavazók | Szavazók           | Szavazók    | Szavazók | Szavazók     | Szavazók | Szavazók | Szavazók         | Szavazók     | Szavazók | Szavazók | Szavazók   | Szavazók    | Szavazók    | Szavazók | Szavazók   | Szavazók     | Szavazók | Szavazók | Szavazók | Szavazók | Szavazók    | Szavazók   | Szavazók   | Szavazók | Szavazók      | Szavazók   | Szavazók | Szavazók  | Szavazók |
| Ország             | Össz. | Portugália | Azerbajdzsán | Málta    | Észak-Macedónia | San Marino | Hollandia | Montenegró | Észtország | Lengyelország | Norvégia | Spanyolország | Ausztria | Egyesült Királyság | Olaszország | Albánia  | Magyarország | Moldova  | Írország | Fehéroroszország | Örményország | Románia  | Ciprus   | Ausztrália | Oroszország | Németország | Belgium  | Svédország | Horvátország | Litvánia | Szerbia  | Izland   | Grúzia   | Görögország | Lettország | Csehország | Dánia    | Franciaország | Finnország | Svájc    | Szlovénia | Izrael   |
| ------------------ | ----- | ---------- | ------------ | -------- | --------------- | ---------- | --------- | ---------- | ---------- | ------------- | -------- | ------------- | -------- | ------------------ | ----------- | -------- | ------------ | -------- | -------- | ---------------- | ------------ | -------- | -------- | ---------- | ----------- | ----------- | -------- | ---------- | ------------ | -------- | -------- | -------- | -------- | ----------- | ---------- | ---------- | -------- | ------------- | ---------- | -------- | --------- | -------- |
| Málta              | 20    |            | 4            |          | 6               |            |           |            |            |               |          |               |          |                    |             |          |              |          |          |                  | 6            |          |          | 4          |             |             |          |            |              |          |          |          |          |             |            |            |          |               |            |          |           |          |
| Albánia            | 47    |            |              |          | 12              |            |           | 7          |            |               |          |               |          |                    | 12          |          |              |          |          |                  |              |          |          |            |             |             |          |            | 1            |          |          |          |          | 5           |            |            |          |               |            | 10       |           |          |
| Csehország         | 7     |            |              |          |                 |            |           |            |            | 1             |          |               |          |                    |             |          |              | 2        |          |                  |              |          |          | 2          |             |             |          |            |              |          |          | 2        |          |             |            |            |          |               |            |          |           |          |
| Németország        | 0     |            |              |          |                 |            |           |            |            |               |          |               |          |                    |             |          |              |          |          |                  |              |          |          |            |             |             |          |            |              |          |          |          |          |             |            |            |          |               |            |          |           |          |
| Oroszország        | 244   | 10         | 12           | 4        |                 | 12         |           | 10         | 12         | 3             | 1        | 2             | 5        |                    | 8           | 12       | 7            | 12       | 5        | 12               | 12           | 7        | 10       |            |             | 8           | 1        |            |              | 12       | 8        |          | 8        | 8           | 12         | 12         |          | 3             | 4          |          |           | 12       |
| Dánia              | 51    | 1          |              |          |                 |            | 5         |            | 6          |               | 5        |               |          | 6                  | 4           |          |              |          |          |                  |              |          |          |            |             | 4           |          | 7          |              |          |          | 4        |          |             |            |            |          | 4             |            | 1        | 3         | 1        |
| San Marino         | 65    |            | 10           |          | 8               |            |           | 8          |            |               |          |               |          |                    |             | 10       | 6            | 8        |          | 1                |              |          |          |            |             |             |          |            | 2            |          | 1        | 1        | 10       |             |            |            |          |               |            |          |           |          |
| Észak-Macedónia    | 58    |            | 3            | 5        |                 |            | 1         | 6          |            |               |          |               |          |                    |             | 6        |              |          |          |                  |              |          |          |            |             |             |          | 2          | 7            |          | 12       |          | 2        |             |            |            |          |               |            | 2        | 12        |          |
| Svédország         | 93    |            |              | 6        |                 |            | 8         |            | 3          |               | 12       | 6             |          | 5                  |             |          |              |          | 2        |                  | 2            |          |          | 8          |             | 1           | 2        |            |              | 3        |          | 8        | 6        |             |            |            | 10       |               | 7          | 4        |           |          |
| Szlovénia          | 59    |            |              |          | 2               |            |           | 4          | 7          | 4             |          |               | 2        |                    |             |          | 3            |          |          | 5                |              |          |          |            | 6           | 3           |          |            | 10           |          | 10       |          |          |             | 2          |            |          |               | 1          |          |           |          |
| Ciprus             | 32    |            |              |          |                 | 7          |           |            |            |               |          |               |          | 1                  |             |          |              |          |          |                  |              |          |          |            |             |             |          |            |              |          |          |          | 12       | 12          |            |            |          |               |            |          |           |          |
| Hollandia          | 261   | 8          | 7            | 10       | 7               | 6          |           | 1          | 8          | 10            | 8        | 8             | 7        | 4                  | 5           | 7        | 8            | 6        | 8        | 10               | 10           | 12       | 6        | 6          | 5           | 7           | 12       | 6          | 4            | 7        | 3        | 5        | 5        | 6           | 5          | 4          | 7        | 5             | 5          | 6        | 5         | 2        |
| Görögország        | 24    |            |              |          |                 | 10         |           |            |            |               |          |               |          |                    |             | 2        |              |          |          |                  |              |          | 12       |            |             |             |          |            |              |          |          |          |          |             |            |            |          |               |            |          |           |          |
| Izrael             | 35    |            |              |          |                 | 1          |           |            |            |               |          |               |          |                    |             |          |              | 7        |          |                  |              | 3        | 5        |            |             |             |          |            |              |          |          |          | 4        |             |            | 3          |          | 12            |            |          |           |          |
| Norvégia           | 291   | 6          | 1            | 7        | 5               | 3          | 12        |            | 10         | 8             |          | 7             | 8        | 12                 | 10          | 5        | 10           | 3        | 12       | 8                | 5            | 4        | 1        | 12         | 10          | 12          | 7        | 12         | 5            | 8        | 4        | 12       |          |             | 8          | 10         | 12       | 8             | 10         | 8        | 6         | 10       |
| Egyesült Királyság | 3     |            |              |          |                 |            |           |            |            |               |          |               |          |                    |             |          |              |          | 3        |                  |              |          |          |            |             |             |          |            |              |          |          |          |          |             |            |            |          |               |            |          |           |          |
| Izland             | 186   | 3          |              | 1        |                 | 2          | 7         | 2          | 5          | 12            | 10       | 3             | 6        | 8                  | 7           |          | 12           | 1        | 6        | 7                | 3            | 5        |          | 10         | 7           | 2           | 3        | 8          | 3            | 6        | 5        |          | 3        | 2           | 7          | 6          | 4        | 1             | 12         |          | 7         |          |
| Észtország         | 48    |            |              |          |                 |            |           |            |            |               | 2        |               |          |                    |             |          |              |          | 1        |                  |              |          |          |            |             |             |          | 10         |              | 4        |          | 3        |          |             | 10         | 1          | 8        |               | 8          |          | 1         |          |
| Fehéroroszország   | 13    |            | 5            |          |                 |            |           |            |            |               |          |               |          |                    |             |          |              |          |          |                  |              |          |          |            | 8           |             |          |            |              |          |          |          |          |             |            |            |          |               |            |          |           |          |
| Azerbajdzsán       | 100   |            |              | 2        | 1               | 4          | 4         | 3          | 1          | 2             | 3        | 1             | 1        | 3                  | 1           | 3        | 2            | 10       |          | 6                |              | 6        |          | 1          | 12          |             |          | 3          |              | 5        |          |          | 7        |             | 4          | 7          | 5        |               |            |          |           | 3        |
| Franciaország      | 38    | 2          |              |          |                 |            |           |            |            |               |          | 4             |          |                    | 2           |          | 1            |          |          |                  | 4            | 1        | 3        | 3          |             |             | 10       |            |              |          |          |          |          | 1           |            |            |          |               |            | 3        |           | 4        |
| Olaszország        | 253   | 7          | 6            | 12       | 3               | 8          | 10        | 5          |            | 7             | 7        | 12            | 10       |                    |             | 8        | 4            | 5        | 4        | 3                | 7            | 8        | 8        | 5          | 1           | 6           | 8        | 4          | 12           | 10       | 7        | 6        | 1        | 10          | 3          | 2          | 3        | 10            | 3          | 12       | 8         | 8        |
| Szerbia            | 54    |            |              |          | 10              |            |           | 12         |            |               |          |               | 4        |                    |             |          |              |          |          |                  |              |          |          |            | 3           |             |          |            | 8            |          |          |          |          |             |            |            |          |               |            | 7        | 10        |          |
| Svájc              | 212   | 5          | 8            | 8        | 4               | 5          | 6         |            | 4          | 5             | 6        | 10            | 12       | 7                  | 3           | 4        | 5            | 4        | 7        | 4                | 8            | 10       | 7        | 7          | 2           | 10          | 5        | 1          | 6            | 2        | 6        | 7        |          | 7           | 1          | 5          | 6        | 2             | 2          |          | 4         | 7        |
| Ausztrália         | 131   | 4          |              | 3        |                 |            | 2         |            | 2          | 6             | 4        | 5             | 3        | 10                 | 6           | 1        |              |          | 10       | 2                | 1            | 2        | 2        |            | 4           | 5           | 4        | 5          |              | 1        |          | 10       |          | 3           | 6          | 8          | 2        | 6             | 6          |          | 2         | 6        |
| Spanyolország      | 53    | 12         | 2            |          |                 |            | 3         |            |            |               |          |               |          | 2                  |             |          |              |          |          |                  |              |          | 4        |            |             |             | 6        |            |              |          | 2        |          |          | 4           |            |            | 1        | 7             |            | 5        |           | 5        |

### 12 pontos országok

#### Zsűri szavazás
Az alábbi országok kapták a maximális 12 pontot a döntőben a zsűritől:
| Darab | Jutalmazott ország | Szavazó ország                                                                                                  |
| ----- | ------------------ | --- |
| 10    | Svédország         | Örményország, Ausztrália, Csehország, Dánia, Észtország, Finnország, Izland, Írország, Hollandia, Spanyolország |
| 6     | Hollandia          | Franciaország, Izrael, Lettország, Litvánia, Portugália, Svédország                                             |
| 6     | Észak-Macedónia    | Albánia, Ausztria, Moldova, Szerbia, Svájc, Egyesült Királyság                                                  |
| 6     | Olaszország        | Belgium, Horvátország, Németország, Málta, Észak-Macedónia, San Marino                                          |
| 4     | Csehország         | Grúzia, Magyarország, Norvégia, Szlovénia                                                                       |
| 2     | Ausztrália         | Lengyelország, Románia                                                                                          |
| 1     | Azerbajdzsán       | Oroszország |
| 1     | Ciprus             | Görögország |
| 1     | Dánia              | Olaszország |
| 1     | Görögország        | Ciprus |
| 1     | Málta              | Fehéroroszország                                                                                                |
| 1     | Oroszország        | Azerbajdzsán |
| 1     | Szerbia            | Montenegró |

#### Nézői szavazás
Az alábbi országok kapták a maximális 12 pontot a döntőben a nézőktől:
| Darab | Jutalmazott ország | Szavazó ország |
| ----- | ------------------ | --- |
| 11    | Oroszország        | Albánia, Örményország, Azerbajdzsán, Fehéroroszország, Csehország, Észtország, Izrael, Lettország, Litvánia, Moldova, San Marino |
| 8     | Norvégia           | Ausztrália, Dánia, Németország, Izland, Írország, Hollandia, Svédország, Egyesült Királyság                                      |
| 4     | Olaszország        | Horvátország, Málta, Spanyolország, Svájc                                                                                        |
| 3     | Izland             | Finnország, Magyarország, Lengyelország                                                                                          |
| 2     | Albánia            | Olaszország, Észak-Macedónia |
| 2     | Ciprus             | Görögország, Grúzia |
| 2     | Hollandia          | Belgium, Románia |
| 2     | Észak-Macedónia    | Szerbia, Szlovénia |
| 1     | Azerbajdzsán       | Oroszország |
| 1     | Görögország        | Ciprus |
| 1     | Izrael             | Franciaország |
| 1     | Szerbia            | Montenegró |
| 1     | Spanyolország      | Portugália |
| 1     | Svédország         | Norvégia |
| 1     | Svájc              | Ausztria |

Megjegyzés: A félkövérrel szedett országok a maximális 24 pontot (12 pontot a zsűritől és a nézőktől is) adták az adott országnak.

### Zsűri és nézői szavazás külön
| Helyezés | Zsűri szavazás     | Zsűri szavazás | Nézői szavazás     | Nézői szavazás |
| Helyezés | Ország             | Pontszám       | Ország             | Pontszám       |
| -------- | ------------------ | -------------- | ------------------ | -------------- |
| 1.       | Észak-Macedónia    | 247            | Norvégia           | 291            |
| 2.       | Svédország         | 241            | Hollandia          | 261            |
| 3.       | Hollandia          | 237            | Olaszország        | 253            |
| 4.       | Olaszország        | 219            | Oroszország        | 244            |
| 5.       | Azerbajdzsán       | 202            | Svájc              | 212            |
| 6.       | Ausztrália         | 153            | Izland             | 186            |
| 7.       | Svájc              | 152            | Ausztrália         | 131            |
| 8.       | Csehország         | 150            | Azerbajdzsán       | 100            |
| 9.       | Oroszország        | 126            | Svédország         | 93             |
| 10.      | Málta              | 87             | San Marino         | 65             |
| 11.      | Ciprus             | 77             | Szlovénia          | 59             |
| 12.      | Dánia              | 69             | Észak-Macedónia    | 58             |
| 13.      | Franciaország      | 67             | Szerbia            | 54             |
| 14.      | Görögország        | 50             | Spanyolország      | 53             |
| 15.      | Izland             | 46             | Dánia              | 51             |
| 16.      | Szlovénia          | 46             | Észtország         | 48             |
| 17.      | Albánia            | 43             | Albánia            | 47             |
| 18.      | Norvégia           | 40             | Franciaország      | 38             |
| 19.      | Szerbia            | 35             | Izrael             | 35             |
| 20.      | Észtország         | 28             | Ciprus             | 32             |
| 21.      | Németország        | 24             | Görögország        | 24             |
| 22.      | Fehéroroszország   | 18             | Málta              | 20             |
| 23.      | San Marino         | 12             | Fehéroroszország   | 13             |
| 24.      | Egyesült Királyság | 8              | Csehország         | 7              |
| 25.      | Spanyolország      | 1              | Egyesült Királyság | 3              |
| 26.      | Izrael             | 0              | Németország        | 0              |

### Magyarország zsűri és nézői szavazás eredményei
| Ország             | Zsűri szavazás | Zsűri szavazás | Zsűri szavazás | Zsűri szavazás | Zsűri szavazás | Zsűri szavazás | Zsűri szavazás | Nézői szavazás | Nézői szavazás |
| Ország             | Borcsik A.     | Patkó B.       | Szepesi M.     | Lola           | Iván A.        | Helyezés       | Pontszám       | Helyezés       | Pontszám       |
| ------------------ | -------------- | -------------- | -------------- | -------------- | -------------- | -------------- | -------------- | -------------- | -------------- |
| Málta              | 15.            | 7.             | 26.            | 16.            | 10.            | 17.            |                | 20.            |                |
| Albánia            | 20.            | 20.            | 24.            | 24.            | 24.            | 25.            |                | 22.            |                |
| Csehország         | 6.             | 3.             | 18.            | 3.             | 1.             | 1.             | 12             | 17.            |                |
| Németország        | 21.            | 15.            | 20.            | 10.            | 9.             | 19.            |                | 25.            |                |
| Oroszország        | 16.            | 14.            | 21.            | 21.            | 14.            | 22.            |                | 4.             | 7              |
| Dánia              | 5.             | 10.            | 7.             | 14.            | 3.             | 5.             | 6              | 19.            |                |
| San Marino         | 23.            | 26.            | 11.            | 26.            | 26.            | 23.            |                | 5.             | 6              |
| Észak-Macedónia    | 14.            | 9.             | 1.             | 1.             | 5.             | 2.             | 10             | 12.            |                |
| Svédország         | 18.            | 1.             | 14.            | 6.             | 13.            | 7.             | 4              | 13.            |                |
| Szlovénia          | 3.             | 21.            | 22.            | 15.            | 15.            | 14.            |                | 8.             | 3              |
| Ciprus             | 11.            | 23.            | 16.            | 20.            | 19.            | 21.            |                | 18.            |                |
| Hollandia          | 9.             | 13.            | 5.             | 8.             | 8.             | 10.            | 1              | 3.             | 8              |
| Görögország        | 8.             | 22.            | 3.             | 18.            | 21.            | 13.            |                | 24.            |                |
| Izrael             | 7.             | 25.            | 15.            | 19.            | 7.             | 15.            |                | 11.            |                |
| Norvégia           | 2.             | 12.            | 9.             | 22.            | 17.            | 11.            |                | 2.             | 10             |
| Egyesült Királyság | 12.            | 8.             | 13.            | 9.             | 2.             | 9.             | 2              | 26.            |                |
| Izland             | 1.             | 24.            | 19.            | 17.            | 25.            | 12.            |                | 1.             | 12             |
| Észtország         | 13.            | 16.            | 6.             | 11.            | 23.            | 16.            |                | 15.            |                |
| Fehéroroszország   | 4.             | 6.             | 8.             | 2.             | 4.             | 3.             | 8              | 23.            |                |
| Azerbajdzsán       | 17.            | 5.             | 2.             | 7.             | 18.            | 6.             | 5              | 9.             | 2              |
| Franciaország      | 26.            | 18.            | 10.            | 13.            | 12.            | 20.            |                | 10.            | 1              |
| Olaszország        | 10.            | 2.             | 4.             | 5.             | 20.            | 4.             | 7              | 7.             | 4              |
| Szerbia            | 19.            | 11.            | 12.            | 12.            | 11.            | 18.            |                | 21.            |                |
| Svájc              | 25.            | 4.             | 23.            | 4.             | 6.             | 8.             | 3              | 6.             | 5              |
| Ausztrália         | 24.            | 17.            | 17.            | 23.            | 16.            | 24.            |                | 14.            |                |
| Spanyolország      | 22.            | 19.            | 25.            | 25.            | 22.            | 26.            |                | 16.            |                |

## Nemzetközi közvetítések
Az elődöntőket és a döntőt az interneten élőben közvetíti kommentár nélkül a verseny hivatalos YouTube-csatornája.
| Ország             | Kommentátor                                                                                          | Közvetítő                               | Közvetítő                               | Közvetítő                               |
| Ország             | Kommentátor                                                                                          | Első elődöntő                           | Második elődöntő                        | Döntő                                   |
| ------------------ | --- | --------------------------------------- | --------------------------------------- | --------------------------------------- |
| Albánia            | Andri Xhahu                                                                                          | RTSH, RTSH Muzikë, Radio Tirana         | RTSH, RTSH Muzikë, Radio Tirana         | RTSH, RTSH Muzikë, Radio Tirana         |
| Ausztria           | Andi Knoll (összes adás), PÆNDA (döntő)                                                              | ORF 1                                   | ORF 1                                   | ORF 1                                   |
| Ausztrália         | Myf Warhurst és Joel Creasey                                                                         | SBS                                     | SBS                                     | SBS                                     |
| Azerbajdzsán       | Murad Arif                                                                                           | İTV                                     | İTV                                     | İTV                                     |
| Belgium            | Maureen Louys és Jean-Louis Lahaye (franciául)                                                       | La Une                                  | La Une                                  | La Une                                  |
| Belgium            | Peter Van de Veire (hollandul)                                                                       | ÉÉN                                     | ÉÉN                                     | ÉÉN                                     |
| Ciprus             | Evridiki és Tászosz Trífonosz                                                                        | RIK 1, RIK Sat, RIK HD, Tríto Prógramma | RIK 1, RIK Sat, RIK HD, Tríto Prógramma | RIK 1, RIK Sat, RIK HD, Tríto Prógramma |
| Csehország         | Libor Bouček                                                                                         | ČT2                                     | ČT2                                     | ČT1                                     |
| Dánia              | Ole Tøpholm                                                                                          | DR1                                     | DR1                                     | DR1                                     |
| Egyesült Államok   | | Nem volt közvetítés                     | Nem volt közvetítés                     | WJFD 97.3                               |
| Egyesült Királyság | Scott Mills és Rylan Clark-Neal (elődöntők), Graham Norton (döntő)                                   | BBC Four                                | BBC Four                                | BBC One                                 |
| Egyesült Királyság | Ken Bruce                                                                                            | Nem volt közvetítés                     | Nem volt közvetítés                     | BBC Radio 2                             |
| Észak-Macedónia    | Karolina Petkovska                                                                                   | MRT 1, MRT 2                            | MRT 1, MRT 2                            | MRT 1, MRT 2                            |
| Észtország         | Marko Reikop (észtül)                                                                                | ETV                                     | ETV                                     | ETV                                     |
| Észtország         | Julija Kalenda (oroszul)                                                                             | ETV+                                    | ETV+                                    | ETV+                                    |
| Fehéroroszország   | Javhenij Perlin                                                                                      | Belarus 1, Belarus 24                   | Belarus 1, Belarus 24                   | Belarus 1, Belarus 24                   |
| Finnország         | Mikko Silvennoinen és Krista Siegfrieds (finnül)                                                     | Yle TV2, TV Finland                     | Yle TV2, TV Finland                     | Yle TV2, TV Finland                     |
| Finnország         | Sanna Pirkkalainen és Toni Laaksonen (finnül)                                                        | Yle Radio Suomi                         | Yle Radio Suomi                         | Yle Radio Suomi                         |
| Finnország         | Johan Lindroos és Eva Frantz (svédül)                                                                | Yle X3M                                 | Yle X3M                                 | Yle X3M                                 |
| Franciaország      | André Manoukian (összes adás) és Sandy Herebert (elődöntők), Stéphane Bern (döntő)                   | France 4                                | France 4                                | France 2                                |
| Görögország        | María Kozáku és Jórgosz Kapudzídisz                                                                  | ERT 1, ERT HD, ERT World, ERA 1, ERA 5  | ERT 1, ERT HD, ERT World, ERA 1, ERA 5  | ERT 1, ERT HD, ERT World, ERA 1, ERA 5  |
| Grúzia             | Helen Kalandadze és Gaga Abasidze (összes adás), Nodiko Tatisvili (döntő)                            | 1TV                                     | 1TV                                     | 1TV                                     |
| Hollandia          | Cornald Maas & Jan Smit                                                                              | NPO 1, BVN                              | NPO 1, BVN                              | NPO 1, BVN                              |
| Horvátország       | Duško Ćurlić                                                                                         | HRT 1                                   | HRT 1                                   | HRT 1                                   |
| Írország           | Marty Whelan                                                                                         | RTÉ2                                    | RTÉ2                                    | RTÉ One                                 |
| Írország           | Neil Doherty és Zbyszek Zaliński                                                                     | Nem volt közvetítés                     | RTÉ Radio 1                             | RTÉ 2fm                                 |
| Izland             | Gísli Marteinn Baldursson                                                                            | RÚV                                     | RÚV                                     | RÚV                                     |
| Izland             | Gísli Marteinn Baldursson                                                                            | RÁS 2                                   | Nem volt közvetítés                     | RÁS 2                                   |
| Izrael             | Sharon Taicher és Eran Zarachowicz                                                                   | KAN 11                                  | KAN 11                                  | KAN 11                                  |
| Kanada             | | OMNI Television                         | OMNI Television                         | OMNI Television                         |
| Kazahsztán         | | Habar                                   | Habar                                   | Habar                                   |
| Koszovó            | Agron Krasniqi és Alma Bektashi                                                                      | RTK                                     | RTK                                     | RTK                                     |
| Lengyelország      | Artur Orzech                                                                                         | TVP1, TVP Polonia                       | TVP1, TVP Polonia                       | TVP1, TVP Polonia                       |
| Lettország         | Toms Grēviņš és Ketija Šēnberga                                                                      | LTV1                                    | LTV1                                    | LTV1                                    |
| Litvánia           | Darius Užkuraitis                                                                                    | LRT, LRT Radijas                        | LRT, LRT Radijas                        | LRT, LRT Radijas                        |
| Magyarország       | Rátonyi Kriszta és Fehérvári Gábor Alfréd                                                            | Duna                                    | Duna                                    | Duna                                    |
| Málta              | | TVM                                     | TVM                                     | TVM                                     |
| Moldova            | Doina Stimpovschi és Daniela Crudu                                                                   | Moldova 1                               | Moldova 1                               | Moldova 1                               |
| Montenegró         | Dražen Bauković és Tijana Mišković                                                                   | TVCG 1, TVCG 2                          | TVCG 1, TVCG 2                          | TVCG 1, TVCG 2                          |
| Németország        | Peter Urban                                                                                          | One                                     | One                                     | Das Erste, Deutsche Welle               |
| Norvégia           | Olav Viksmo-Slettan                                                                                  | NRK1                                    | NRK1                                    | NRK1                                    |
| Norvégia           | Ole Christian Øen                                                                                    | NRK P1                                  | NRK P1                                  | NRK P1                                  |
| Olaszország        | Federico Russo (összes adás) és Ema Stokholma (elődöntők), Flavio Insinna (döntő)                    | Rai 4                                   | Rai 4                                   | Rai 1                                   |
| Olaszország        | Ema Stokholma és Gino Castald                                                                        | Nem volt közvetítés                     | Nem volt közvetítés                     | Rai Radio 2                             |
| Oroszország        | Dmitrij Gubernyijev és Olga Seleszt                                                                  | Rosszija 1, Rosszija HD                 | Rosszija 1, Rosszija HD                 | Rosszija 1, Rosszija HD                 |
| Örményország       | Avet Barseghyan és Aram Mp3                                                                          | H1, Armradio                            | H1, Armradio                            | H1, Armradio                            |
| Portugália         | José Carlos Malato és Nuno Galopim                                                                   | RTP 1, RTP Internacional                | RTP 1, RTP Internacional                | RTP 1, RTP Internacional                |
| Románia            | Liana Stanciu                                                                                        | TVR1, TVRi, TVR HD, TVR +               | TVR1, TVRi, TVR HD, TVR +               | TVR1, TVRi, TVR HD, TVR +               |
| San Marino         | Lia Fiorio és Gigi Restivo                                                                           | San Marino RTV, Radio San Marino        | San Marino RTV, Radio San Marino        | San Marino RTV, Radio San Marino        |
| Spanyolország      | Tony Aguilar és Julia Varela                                                                         | La 2                                    | La 2                                    | La 1                                    |
| Spanyolország      | Daniel Galindo                                                                                       | Nem volt közvetítés                     | Nem volt közvetítés                     | Radio Nacional, Radio 5, Radio Exterior |
| Svájc              | Sven Epiney (németül)                                                                                | SRF Info                                | SRF Zwei                                | SRF 1                                   |
| Svájc              | Clarissa Tami és Sebalter (olaszul)                                                                  | Nem volt közvetítés                     | RSI LA1                                 | RSI LA2                                 |
| Svájc              | Jean-Marc Richard és Nicolas Tanner (elődöntő és döntő), Bastian Baker (döntő) (franciául)           | Nem volt közvetítés                     | RTS deux                                | RTS un                                  |
| Svédország         | Charlotte Perrelli és Edward af Sillén                                                               | SVT, SVT Play                           | SVT, SVT Play                           | SVT, SVT Play                           |
| Svédország         | Carolina Norén                                                                                       | Sveriges Radio P4                       | Sveriges Radio P4                       | Sveriges Radio P4                       |
| Svédország         | Jelnyelvi tolmácsolás                                                                                | Nem volt közvetítés                     | Nem volt közvetítés                     | SVT 24                                  |
| Szerbia            | Duška Vučinić-Lučić (első elődöntő és döntő), Tamara Petković és Katarina Epštajn (második elődöntő) | RTS1, RTS HD, RTS Svet                  | RTS1, RTS HD, RTS Svet                  | RTS1, RTS HD, RTS Svet                  |
| Szlovákia          | Kommentár nélkül                                                                                     | Nem volt közvetítés                     | Nem volt közvetítés                     | Radio_FM                                |
| Szlovénia          | Andrej Hofer                                                                                         | TV Slovenija 2, RTV 4D                  | TV Slovenija 2, RTV 4D                  | TV Slovenija 1                          |
| Szlovénia          | Maj Valerij (elődöntő), Andrej Karoli (döntő)                                                        | VAL202, Radio Maribor                   | Nem volt közvetítés                     | VAL202, Radio Maribor                   |
| Ukrajna            | Timur Mirosnicsenko                                                                                  | Szuszpilne Persij                       | Szuszpilne Persij                       | Szuszpilne Persij                       |
| Ukrajna            | Szerhij Pritula                                                                                      | STB                                     | STB                                     | STB                                     |

Megjegyzés: Az egyes országok televízió– illetve rádiócsatornái alapesetben élőben közvetítették a dalfesztivált. Ez néhány esetben eltérhetett, mely a fenti táblázatban is fel van tüntetve.

## Nézettség
A 2019-es dalfesztivál elődöntőit és döntőjét körülbelül 182 millió ember látta.
A dalfesztivál összes felvezető műsorát és nemzetközi adását Magyarországon a Duna nemzeti főadó közvetítette. A műsor magyarországi nézettsége:
A +4-es adatok a teljes lakosságra, a 18–49-es adatok a célközönségre vonatkoznak.
| Adás                         | Sugárzás                   | Sugárzás | Sugárzás | Sugárzás | Teljes lakosság (4+) | Teljes lakosság (4+) | Célközönség (18–49) | Célközönség (18–49) |
| Adás                         | Adásnap                    | Kezdés   | Vége     | Hossz    | AMR (fő)             | SHR (%)              | AMR (fő)            | SHR (%)             |
| ---------------------------- | -------------------------- | -------- | -------- | -------- | -------------------- | -------------------- | ------------------- | ------------------- |
| Hangolódjunk az Eurovízióra! | 2019. május 14., kedd      | 20:30    | 20:55    | 0:25     |                      |                      |                     |                     |
| Első elődöntő                | 2019. május 14., kedd      | 21:00    | 23:13    | 2:13     | 226 000              | 6,6%                 | 103 994             | 5,7%                |
| Hangolódjunk az Eurovízióra! | 2019. május 16., csütörtök | 20:30    | 20:56    | 0:26     |                      |                      |                     |                     |
| Második elődöntő             | 2019. május 16., csütörtök | 21:00    | 23:14    | 2:14     | 90 000               | 2,5%                 | 21 000              | 1,7%                |
| Hangolódjunk az Eurovízióra! | 2019. május 18., szombat   | 20:30    | 20:55    | 0:25     |                      |                      |                     |                     |
| Döntő                        | 2019. május 18., szombat   | 21:00    | 01:10    | 4:10     | 145 000              | 5,8%                 | 42 000              | 4,1%                |

A 2019-es Eurovíziós Dalfesztivál nézettségi adatai más országokban:
| Ország             | Első elődöntő | Első elődöntő | Második elődöntő | Második elődöntő | Döntő     | Döntő   |
| Ország             | AMR (fő)      | SHR (%)       | AMR (fő)         | SHR (%)          | AMR (fő)  | SHR (%) |
| ------------------ | ------------- | ------------- | ---------------- | ---------------- | --------- | ------- |
| Ausztrália         | 48 000        |               | 237 000          |                  | 412 000   |         |
| Ausztria           | 338 000       | 13%           | 567 000          | 20%              | 627 000   | 41%     |
| Belgium            | 230 945       | 18,6%         | 133 523          | 11,1%            | 249 596   | 25,1%   |
| Ciprus             | 128 170       | 41,7%         | 67 340           | 24,5%            | 180 020   | 69,3%   |
| Csehország         | 169 000       |               | 93 550           |                  | 284 600   |         |
| Dánia              | 407 000       |               | 762 000          |                  | 1 095 000 |         |
| Észtország         | 209 000       | 17,4%         | 137 000          | 11,4%            | 201 000   | 16,7%   |
| Egyesült Királyság | 600 000       |               |                  |                  | 7 700 000 |         |
| Finnország         | 545 000       |               | 227 000          |                  | 538 000   |         |
| Franciaország      | 430 000       | 2,1%          | 409 000          | 2%               | 4 780 000 | 30,2%   |
| Görögország        | 919 000       | 19,1%         |                  |                  | 1 863 000 | 50,4%   |
| Horvátország       |               |               |                  |                  | 280 940   | 7,2%    |
| Hollandia          | 1 490 000     | 9,4%          |                  |                  | 4 409 000 | 74,5%   |
| Írország           |               |               | 254 700          | 22%              | 284 700   | 28%     |
| Izrael             | 699 000       | 26,2%         | 691 000          | 24,5%            | 1 300 000 | 37,8%   |
| Lengyelország      | 1 906 000     | 14,86%        | 967 800          | 7,86%            | 1 051 000 | 11,47%  |
| Németország        | 400 000       | 1,6%          | 680 000          | 2,8%             | 8 080 000 | 34,3%   |
| Norvégia           | 41 000        |               | 67 800           |                  | 1 247 000 | 81%     |
| Olaszország        | 423 000       | 1,74%         | 428 000          |                  | 3 539 000 | 19,72%  |
| Portugália         | 920 000       | 25,4%         |                  |                  |           |         |
| Románia            | 106 000       | 1,6%          | 184 000          | 3%               | 104 000   | 3,3%    |
| Spanyolország      | 527 000       | 3,3%          | 523 000          | 3,1%             | 5 449 000 | 36,7%   |
| Svájc              |               |               | 422 000          | 35,2%            | 660 000   | 49,4%   |
| Svédország         | 851 000       |               | 1 485 000        |                  | 2 566 000 |         |
| Szlovénia          | 201 700       | 27%           | 131 300          | 15%              | 276 400   | 47%     |

## Egyéb díjak

### Marcel Bezençon-díj
A Marcel Bezençon-díjjal, melyet először a 2002-es Eurovíziós Dalfesztiválon adták át Észtország fővárosában, Tallinnban, a legjobb döntős dalokat és előadókat díjazzák. A díjat Christer Björkman (Svédország versenyzője a 1992-es Eurovíziós Dalfesztiválon és az ország delegációvezetője) és Richard Herrey (az 1984-es verseny győztese a Herreys tagjaként) alapították és a verseny alapítójáról nevezték el. Három kategóriában osztják ki az elismerést: a legjobb előadónak járó Művészeti díj (a részt vevő országok kommentátorjainak döntése alapján), a legeredetibb dal szerzőjét elismerő Zeneszerzői díj (az adott évben döntős dalok szerzőinek zsűrije ítéli oda) és a legjobb dalnak járó Sajtódíj (az akkreditált újságírók szavazatai alapján). A győzteseket nem sokkal a döntő előtt hirdették ki.
| Kategória       | Ország      | Előadó             | Dal          | Szerző                                              |
| --------------- | ----------- | ------------------ | ------------ | --------------------------------------------------- |
| Művészeti díj   | Ausztrália  | Kate Miller-Heidke | Zero Gravity | Kate Miller-Heidke, Keir Nuttall, Julian Hamilton   |
| Zeneszerzői díj | Olaszország | Mahmood            | Soldi        | Mahmood, Dardust, Charlie Charles                   |
| Sajtódíj        | Hollandia   | Duncan Laurence    | Arcade       | Duncan Laurence, Joel Sjöö, Wouter Hardy, Will Knox |

### OGAE-szavazás
Az OGAE (franciául: Organisation Générale des Amateurs de l'Eurovision, magyarul: Az Eurovízió rajongóinak Általános Szervezete) egy internacionális szervezet, melyet 1984-ben Jari-Pekka Koikkalainen alapított Savonlinnában, Finnországban. A szervezet 2018-ban negyvenkét eurovíziós rajongói klubbal állt összeköttetésben Európa-szerte és azon túl, melyek nem kormányzati, nem politizáló és nem gazdasági szervezetek. 2007 óta minden évben szerveznek a verseny előtt egy szavazást, ahol a ugyanazt a szavazási módszert alkalmazzák, mint az Eurovíziós Dalfesztiválokon (mindegyik ország a 10 kedvenc dalára szavaz, melyek 1–7, 8, 10, és 12 pontot kapnak).
| Helyezés | Ország      | Előadó          | Dal               | Pontszám |
| -------- | ----------- | --------------- | ----------------- | -------- |
| 1.       | Olaszország | Mahmood         | Soldi             | 411      |
| 2.       | Svájc       | Luca Hänni      | She Got Me        | 406      |
| 3.       | Hollandia   | Duncan Laurence | Arcade            | 401      |
| 4.       | Norvégia    | KEiiNO          | Spirit in the Sky | 224      |
| 5.       | Ciprus      | Tamta           | Replay            | 218      |

### Barbara Dex-díj
A Barbara Dex-díj egy éves rajongói díj az Eurovíziós Dalfesztiválon részt vevő legcsúnyább fellépő ruhát viselő énekesnek. A díjat Barbara Dex belga énekesnőről nevezték el, aki 1993-ban utolsó helyen végzett a dalfesztivál döntőjében, ahol egy saját tervezésű ruhát viselt. 1997 és 2016 között a House of Eurovision, majd 2017-től kezdve a Songfestival.be internetes oldal látja el a díjjal kapcsolatos teendőket.
| Helyezés | Ország           | Előadó          |
| -------- | ---------------- | --------------- |
| 1.       | Portugália       | Conan Osíris    |
| 2.       | Ciprus           | Tamta           |
| 3.       | Fehéroroszország | ZENA            |
| 4.       | Belgium          | Eliot           |
| 5.       | Észak-Macedónia  | Tamara Todevska |

## Hivatalos album
A Eurovision Song Contest: Tel Aviv 2019 (magyarul: Eurovíziós Dalfesztivál: Tel-Aviv 2019) a 2019-es Eurovíziós Dalfesztivál dalainak válogatáslemeze, melyet az Európai Műsorsugárzók Uniója és a Universal Music Group közösen jelentetett meg 2019. április 26-án. Az album tartalmazza mind a 41 részt vevő ország dalát, beleértve azokat az elődöntős országokat is, akik nem jutottak tovább a döntőbe.
| CD 1  | CD 1                                            | CD 1                                                                                  | CD 1               | CD 1  | CD 1 | CD 1 | CD 1 | CD 1 | CD 1 |
| #     | Cím                                             | Szerző(k)                                                                             | Előadó             | Hossz |      |      |      |      |      |
| ----- | ----------------------------------------------- | ------------------------------------------------------------------------------------- | ------------------ | ----- | ---- | ---- | ---- | ---- | ---- |
| 1.    | Ktheju tokës (Albánia)                          | Eriona Rushiti                                                                        | Jonida Maliqi      | 3ː05  |      |      |      |      |      |
| 2.    | Walking Out (Örményország)                      | Garik Papoyan, Lost Capital, tokionine                                                | Srbuk              | 2ː56  |      |      |      |      |      |
| 3.    | Limits (Ausztria)                               | PÆNDA                                                                                 | PÆNDA              | 3ː00  |      |      |      |      |      |
| 4.    | Zero Gravity (Ausztrália)                       | Kate Miller-Heidke, Keir Nuttall, Julian Hamilton                                     | Kate Miller-Heidke | 2ː56  |      |      |      |      |      |
| 5.    | Truth (Azerbajdzsán)                            | Borislav Milanov, Trey Campbell, Bo J, Pablo Dinero, Hostess és Chingiz               | Chingiz            | 3ː04  |      |      |      |      |      |
| 6.    | Wake Up (Belgium)                               | Pierre Dumoulin, Eliot Vassamillet                                                    | Eliot              | 2ː59  |      |      |      |      |      |
| 7.    | Like It (Fehéroroszország)                      | Yuliya Kireyeva                                                                       | ZENA               | 3ː01  |      |      |      |      |      |
| 8.    | She Got Me (Svájc)                              | Laurell Barker, Mac Frazer, Luca Hänni, Jon Hällgren, Lukas Hällgren                  | Luca Hänni         | 3ː00  |      |      |      |      |      |
| 9.    | Replay (Ciprus)                                 | Alex Papaconstantinou, Teddy Sky, Viktor Svensson, Albin Nedler, Kristoffer Fogelmark | Tamta              | 2ː52  |      |      |      |      |      |
| 10.   | Friend of a Friend (Csehország)                 | Jan Steinsdoerfer, Maciej Mikolaj Trybulec, Albert Černý                              | Lake Malawi        | 2ː58  |      |      |      |      |      |
| 11.   | Sister (Németország)                            | Laurell Barker, Tom Oehler, Marine Kaltenbacher, Thomas Stengaard                     | S!sters            | 2ː58  |      |      |      |      |      |
| 12.   | Love Is Forever (Dánia)                         | Lise Cabble, Melanie Wehbe, Emil Lei                                                  | Leonora            | 2ː59  |      |      |      |      |      |
| 13.   | Storm (Észtország)                              | Stig Rästa, Victor Crone, Fred Krieger, Vallo Kikas, Sebastian Lestapier              | Victor Crone       | 3ː03  |      |      |      |      |      |
| 14.   | La venda (Spanyolország)                        | Adrià Salas                                                                           | Miki               | 2ː57  |      |      |      |      |      |
| 15.   | Look Away (feat. Sebastian Rejman) (Finnország) | Sebastian Rejman, Ville Virtanen                                                      | Darude             | 2ː59  |      |      |      |      |      |
| 16.   | Roi (Franciaország)                             | Emilie Satt, Jean-Karl Lucas                                                          | Bilal Hassani      | 2ː54  |      |      |      |      |      |
| 17.   | Bigger than Us (Egyesült Királyság)             | Laurell Barker, Anna-Klara Folin, John Lundvik, Jonas Thander                         | Michael Rice       | 2ː56  |      |      |      |      |      |
| 18.   | Keep on Going (Grúzia)                          | Diana Giorgadze                                                                       | Oto Nemsadze       | 3ː04  |      |      |      |      |      |
| 19.   | Better Love (Görögország)                       | Katerine Duska, Leon of Athens, David Sneddon, Phil Cook                              | Katerine Duska     | 2ː58  |      |      |      |      |      |
| 20.   | The Dream (Horvátország)                        | Jacques Houdek, Charlie Mason, Andrea Čubrić                                          | Roko               | 2ː59  |      |      |      |      |      |
| 21.   | Az én apám (Magyarország)                       | Pápai Joci, Molnár Ferenc „Caramel“                                                   | Pápai Joci         | 2ː58  |      |      |      |      |      |
| 62ː36 |                                                 |                                                                                       |                    |       |      |      |      |      |      |

| CD 2  | CD 2                                    | CD 2                                                                                  | CD 2                      | CD 2  | CD 2 | CD 2 | CD 2 | CD 2 | CD 2 |
| #     | Cím                                     | Szerző(k)                                                                             | Előadó                    | Hossz |      |      |      |      |      |
| ----- | --------------------------------------- | ------------------------------------------------------------------------------------- | ------------------------- | ----- | ---- | ---- | ---- | ---- | ---- |
| 1.    | 22 (Írország)                           | Janieck van de Polder, Marcia Sondeijker, Roel Rats                                   | Sarah McTernan            | 2ː53  |      |      |      |      |      |
| 2.    | Home (Izrael)                           | Inbar Wizman, Ohad Shragai                                                            | Kobi Marimi               | 2ː57  |      |      |      |      |      |
| 3.    | Hatrið mun sigra (Izland)               | Hatari                                                                                | Hatari                    | 2ː57  |      |      |      |      |      |
| 4.    | Soldi (Olaszország)                     | Dardust, Mahmood, Charlie Charles                                                     | Mahmood                   | 3ː06  |      |      |      |      |      |
| 5.    | Run with the Lions (Litvánia)           | Eric Lumiere, Ash Hicklin, Pele Loriano                                               | Jurij Veklenko            | 3ː00  |      |      |      |      |      |
| 6.    | That Night (Lettország)                 | Mārcis Vasiļevskis, Sabīne Žuga                                                       | Carousel                  | 3ː02  |      |      |      |      |      |
| 7.    | Stay (Moldova)                          | Georgios Kalpakidis, Thomas Reil, Jeppe Reil, Maria Broberg                           | Anna Odobescu             | 3ː00  |      |      |      |      |      |
| 8.    | Heaven (Montenegró)                     | Dejan Božović, Adis Eminić                                                            | D-Mol                     | 2ː54  |      |      |      |      |      |
| 9.    | Proud (Észak-Macedónia)                 | Robert Bilbilov, Lazar Cvetkoski, Darko Dimitrov, Kosta Petrov, Sanja Popovska        | Tamara Todevska           | 2ː55  |      |      |      |      |      |
| 10.   | Chameleon (Málta)                       | Joacim Perrson, Paula Winger, Borislav Milanov, Johan Alkenäs                         | Michela Pace              | 2ː59  |      |      |      |      |      |
| 11.   | Arcade (Hollandia)                      | Duncan Laurence, Joel Sjöö, Wouter Hardy, Will Knox                                   | Duncan Laurence           | 3ː02  |      |      |      |      |      |
| 12.   | Spirit in the Sky (Norvégia)            | Tom Hugo, Henrik Tala, Fred Buljo, Rüdiger Schramm, Alexander Olsson, Alexandra Rotan | KEiiNO                    | 3ː04  |      |      |      |      |      |
| 13.   | Fire of Love (Pali się) (Lengyelország) | Nadia Dalin, Allan Rich, Jude Friedman, Sonia Krasny                                  | Tulia                     | 2ː45  |      |      |      |      |      |
| 14.   | Telemóveis (Portugália)                 | Conan Osíris                                                                          | Conan Osíris              | 3ː01  |      |      |      |      |      |
| 15.   | On a Sunday (Románia)                   | Ester Alexandra Creţu, Alexandru Şerbu, Ioana Victoria Badea                          | Ester Peony               | 3ː03  |      |      |      |      |      |
| 16.   | Kruna (Szerbia)                         | Nevena Božović, Darko Dimitrov                                                        | Nevena Božović            | 3ː05  |      |      |      |      |      |
| 17.   | Scream (Oroszország)                    | Philipp Kirkorov, Dimitris Kontopoulos, Sharon Vaughn                                 | Sergey Lazarev            | 2ː57  |      |      |      |      |      |
| 18.   | Too Late for Love (Svédország)          | John Lundvik, Anderz Wrehov, Andreas Stone Johansson                                  | John Lundvik              | 2ː57  |      |      |      |      |      |
| 19.   | Sebi (Szlovénia)                        | Zala Kralj & Gašper Šantl                                                             | Zala Kralj & Gašper Šantl | 2ː59  |      |      |      |      |      |
| 20.   | Say Na Na Na (San Marino)               | Serhat, Mary Susan Applegate                                                          | Serhat                    | 3ː00  |      |      |      |      |      |
| 59ː34 |                                         |                                                                                       |                           |       |      |      |      |      |      |

## Térkép

A döntő résztvevői
Az elődöntőben kiesett országok
Országok, melyek korábban részt vettek, de ebben az évben nem